# 春日井市
春日井市（かすがいし）は、愛知県尾張地方にある市。中枢中核都市で、施行時特例市でもある。
尾張地方東部にあり、名古屋市の北東に隣接する。地域によっては名古屋市の都心部である栄や名駅まで30分前後で行けることもあり、同市のベッドタウンとされている。

## 概要

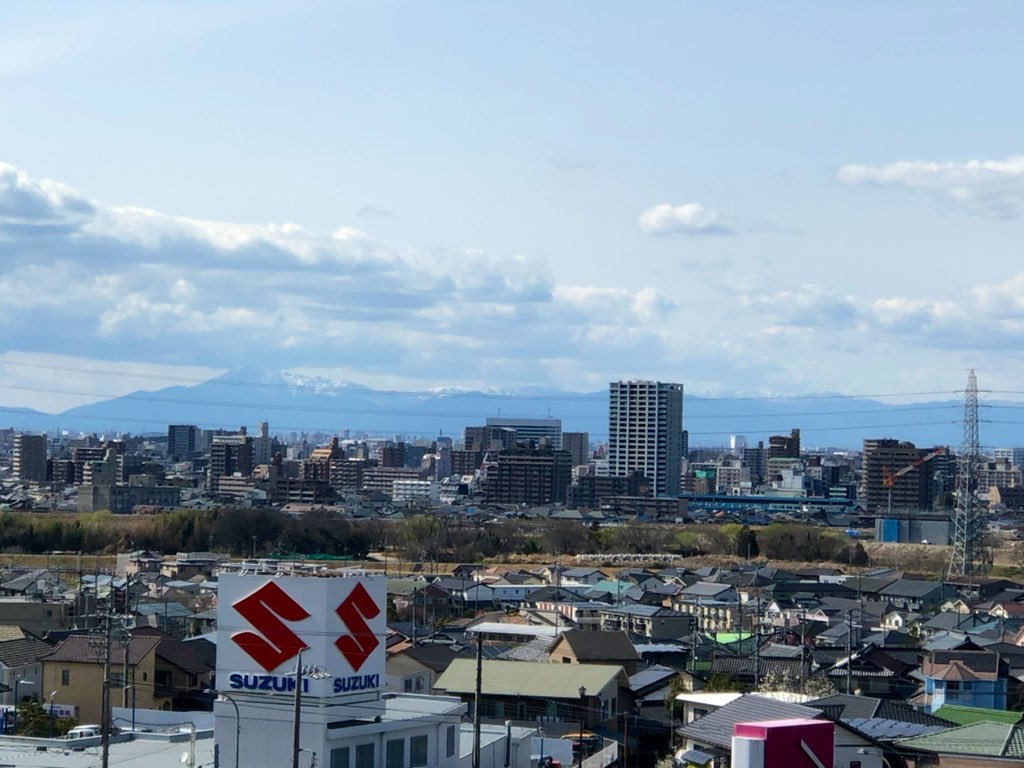
庄内川と春日井市街地遠景

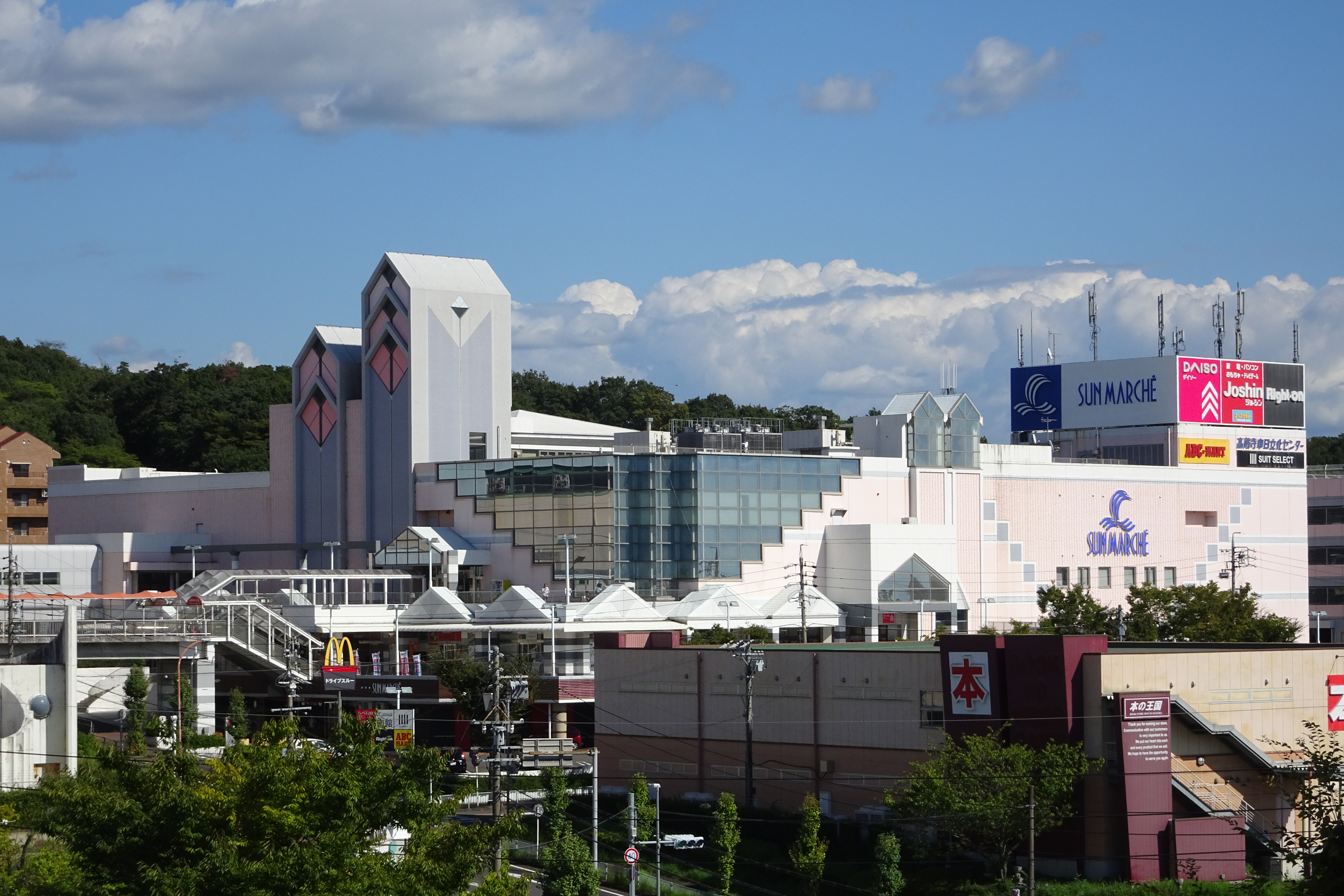
高蔵寺ニュータウン

市域は濃尾平野と尾張丘陵に広がっている。江戸時代初期まで市の西部には春日井原が広がっていた。市の南部には庄内川が流れ、JR中央線および国道19号が市を横断している。また、市の西部には県営名古屋空港の一部があるほか、市庁舎や商工会議所および古くからの商店街が広がる。東部は高蔵寺ニュータウンをはじめとする大規模団地が開発され、名古屋市のベッドタウンとなっている。
平安時代に活躍した書道家小野道風の出身地とされている。
全国シェアの8割を占める実生のサボテン（春日井サボテン）が特産物である。
中核市の移行条件を満たしているが現段階で移行予定は無い。

## 地理
市外局番は市内全域で0568（春日井MA。小牧市・犬山市・北名古屋市・豊山町・瀬戸市鹿乗町も同じ）が用いられている。ナンバープレートはご当地ナンバーである春日井ナンバー（愛知運輸支局小牧自動車検査登録事務所）が交付される。

### 位置
| 1987年度（昭和62年）に撮影された国土交通省 国土地理院 地図・空中写真閲覧サービスの空中写真を基に作成高座山と庄内川を撮影した航空写真。 |  | 春日井市中心部周辺の空中写真。1987年撮影の15枚を合成作成。国土交通省 国土地理院 地図・空中写真閲覧サービスの空中写真を基に作成。  |
| 1987年度（昭和62年）に撮影された国土交通省 国土地理院 地図・空中写真閲覧サービスの空中写真を基に作成高座山と庄内川を撮影した航空写真。 |  | 春日井市中心部周辺の空中写真。 1987年撮影の15枚を合成作成。国土交通省 国土地理院 地図・空中写真閲覧サービスの空中写真を基に作成。 |

- 東端：東経137度05分51秒（木附町）
- 西端：東経136度55分30秒（中野町）
- 南端：北緯35度12分58秒（勝川町）
- 北端：北緯35度20分23秒（西尾町）

### 地形
市域を全体的にみると南西部-中部にかけては平地が、中部-北東部にかけては丘陵地・山地が広がる。

#### 山岳
- 高座山 194 m
- 弥勒山 436.6 m （春日井市の最高峰）
- 道樹山 429 m
- 大谷山 425 m
- 高森山 206 m （西の西高森山に対して東の東高森山とも呼ばれるが正式山名ではない）
- 北山
- 西高森山 214.7 m
- 内津峠 322.8 m

### 河川
- 庄内川水系

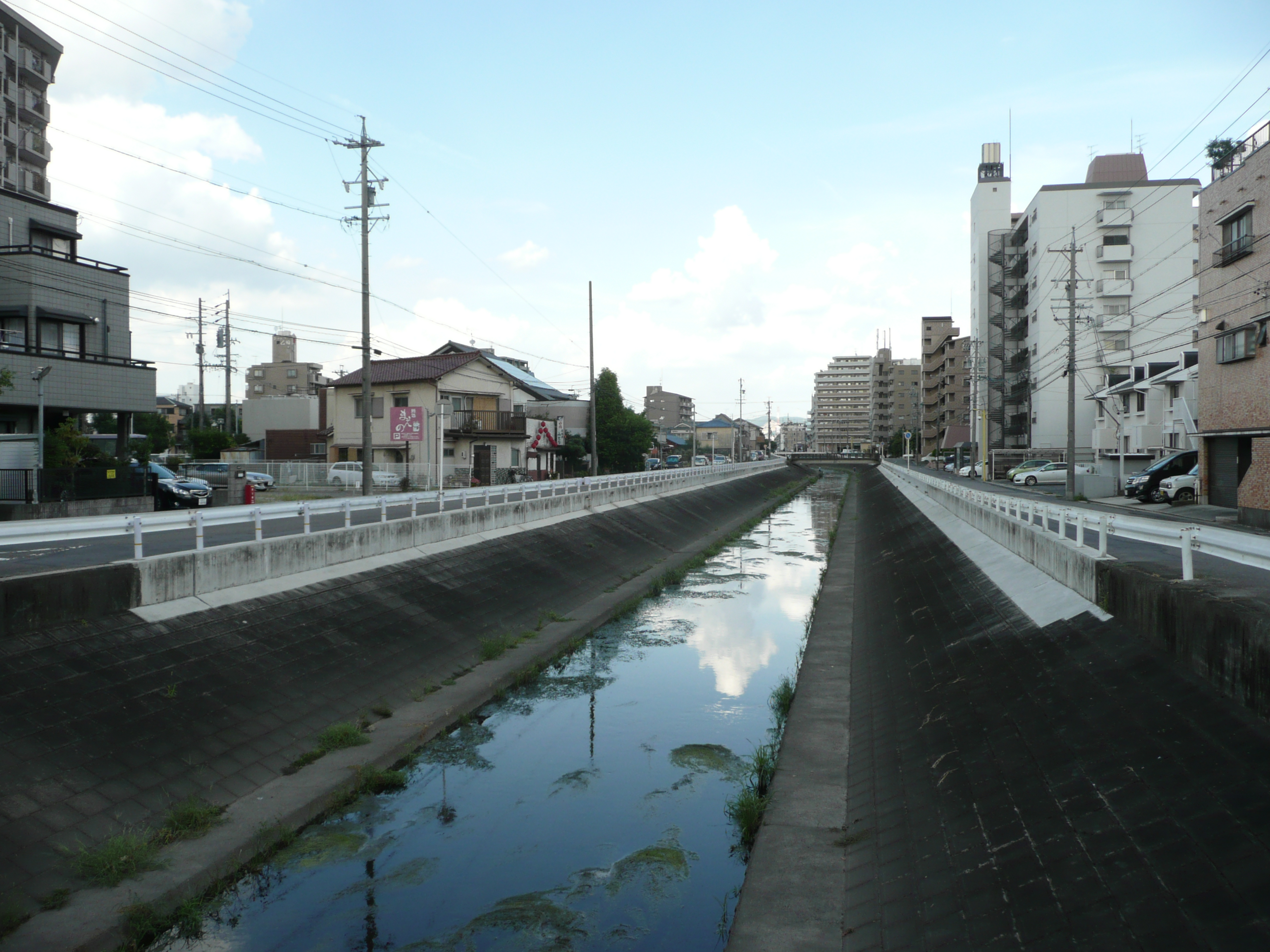
地蔵川

  - 繁田川 - 春日井市東部で、庄内川と合流する。
  - 新繁田川 - 春日井市東部で、庄内川と合流する。
  - 新地蔵川 - 名古屋市北区と西区、北名古屋市との境で、新川と合流する。
    - 地蔵川 - 春日井市西部で新地蔵川に合流する。

  - 八田川 - 春日井市、名古屋市北区、同市守山区の境界部分で、庄内川と合流する。
    - 生地川（または「生路川」） - 春日井市東部で、八田川と合流する。
    - 新木津用水 - 春日井市中部で、八田川と合流する。

  - 内津川 - 一部支流が春日井市東部で、本流が春日井市中部で、庄内川と合流する。
    - 大谷川 - 春日井市東部で、内津川と合流する。

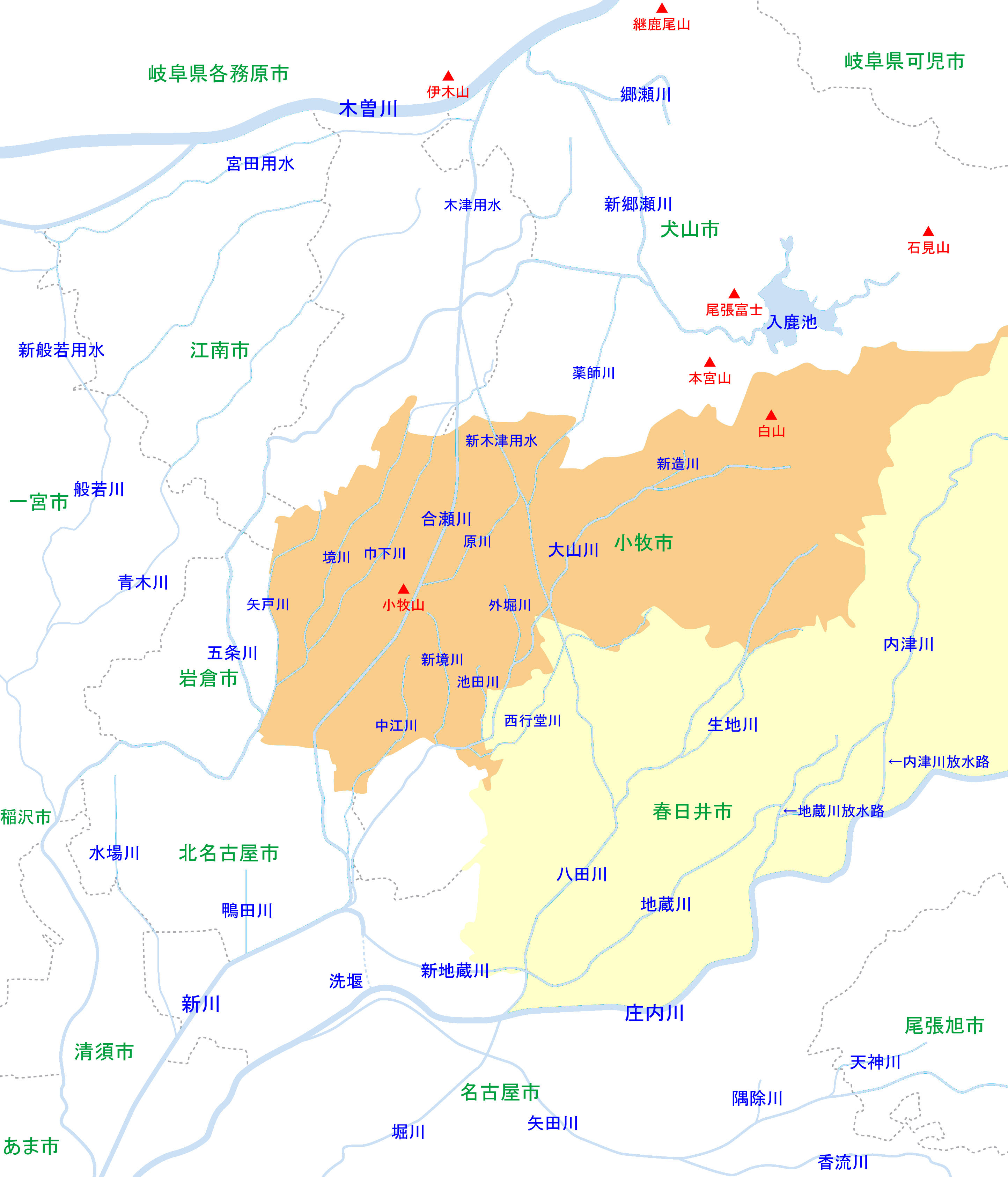
小牧市・春日井市周辺河川の位置関係図

- 東大谷川
- 愛知用水
- 上条用水

### 地名
市内の町名
春日井市の地名を参照。

### 人口
| |                                          |  |
| 春日井市と全国の年齢別人口分布（2005年） | 春日井市の年齢・男女別人口分布（2005年） |  |
| ■紫色 ― 春日井市 ■緑色 ― 日本全国 | ■青色 ― 男性 ■赤色 ― 女性                |  |
| 春日井市（に相当する地域）の人口の推移 \| 1970年（昭和45年） \| 161,835人 \| \| \| 1975年（昭和50年） \| 213,857人 \| \| \| 1980年（昭和55年） \| 244,119人 \| \| \| 1985年（昭和60年） \| 256,990人 \| \| \| 1990年（平成2年） \| 266,599人 \| \| \| 1995年（平成7年） \| 277,589人 \| \| \| 2000年（平成12年） \| 287,623人 \| \| \| 2005年（平成17年） \| 295,802人 \| \| \| 2010年（平成22年） \| 305,569人 \| \| \| 2015年（平成27年） \| 306,508人 \| \| \| 2020年（令和2年） \| 308,681人 \| \| |                                          |  |
| 総務省統計局 国勢調査より |                                          |  |
| 1970年（昭和45年） | 161,835人                                |  |
| 1975年（昭和50年） | 213,857人                                |  |
| 1980年（昭和55年） | 244,119人                                |  |
| 1985年（昭和60年） | 256,990人                                |  |
| 1990年（平成2年） | 266,599人                                |  |
| 1995年（平成7年） | 277,589人                                |  |
| 2000年（平成12年） | 287,623人                                |  |
| 2005年（平成17年） | 295,802人                                |  |
| 2010年（平成22年） | 305,569人                                |  |
| 2015年（平成27年） | 306,508人                                |  |
| 2020年（令和2年） | 308,681人                                |  |

### 隣接自治体・行政区
愛知県
- 名古屋市（北区、守山区）
- 瀬戸市
- 小牧市
- 犬山市
- 西春日井郡：豊山町

岐阜県
- 多治見市

## 歴史

### 古代
原始の姿
今から500万年から200万年前、春日井は東海湖と呼ばれる湖の底にあり、現在の地形になったのは6000年前から1万年前になる。
春日井のあけぼの
- 4500年前土器が作られる。現存する春日井市の縄文遺跡の中で、土器を出土するものは篠木遺跡が知られている[2]。
- 2000年前庄内川沿いで米づくりが始まる[3]。
- 1800年前銅鐸が使われる。銅鐸はその当時の集落で祭りに使う宝物のようなものだといわれている[3]。
- 1400年前の6世紀初め頃に味美二子山古墳が誕生したと言われている[4]。

古墳時代から奈良時代
- 5世紀頃になり、勢力を持った族長が現れ、味美一帯に多くの古墳が造られた。中でも6世紀初めごろに造られた二子山古墳は全長94ｍの前方後円墳であり、県内でも5本の指に入る規模である。[1]。
- 1400年前下原で焼きものが作られる。春日部郡となる。条里制の村ができる[3]。

奈良時代から平安時代
- 723年（養老7年）円福寺 (春日井市)が創建される[3]。円福寺
- 752年（天平勝宝4年）春日部荘成立[5]。
- 894年（寛平6年）小野道風誕生[5]。

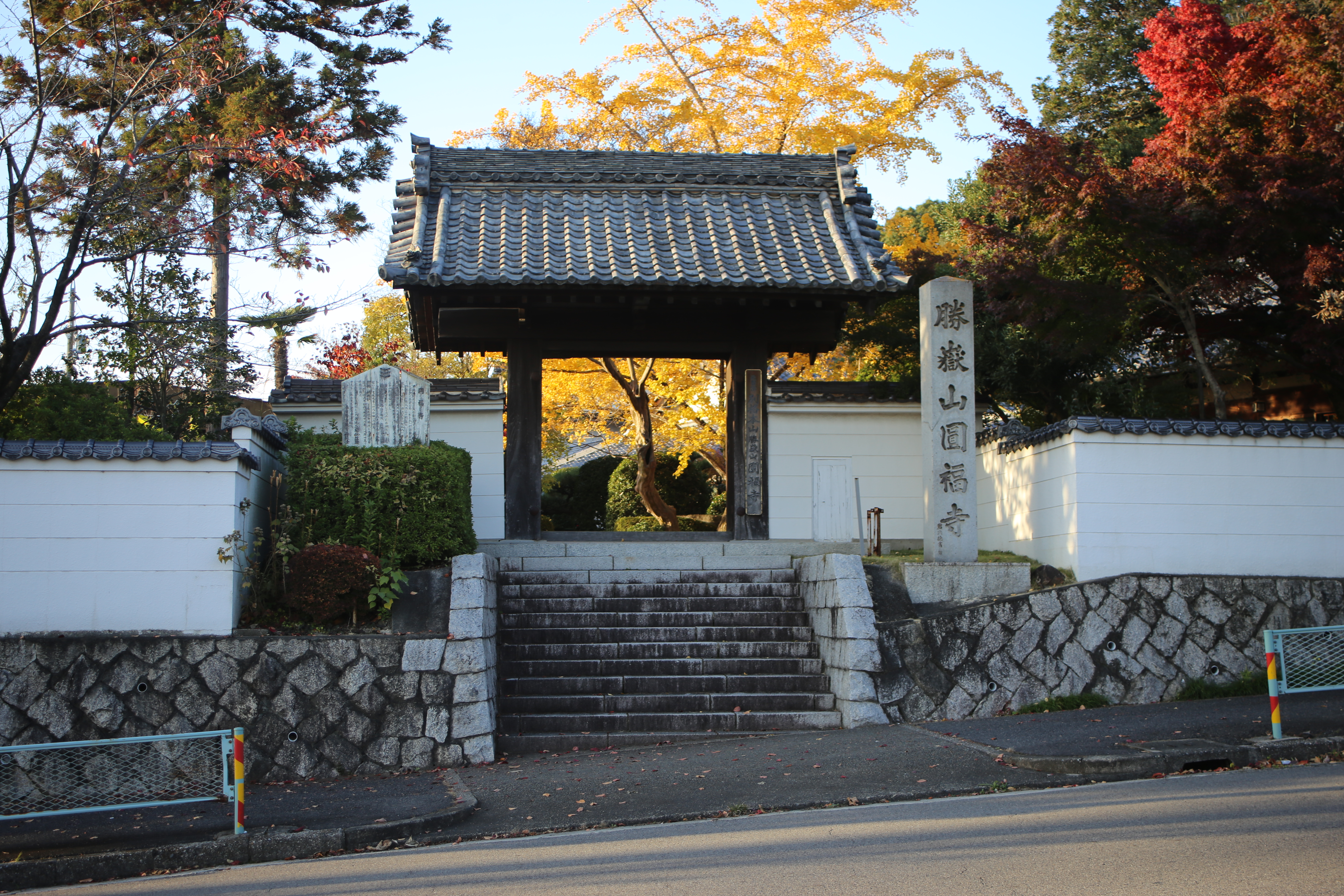
円福寺

- 927年（延長5年）延喜式神名式に内津神社が記載される[5]。
- 933年（承平3年）高蔵寺が創建される。

### 中世
- 1264年（弘長4年）地蔵寺が創建される[3]。
- 1328年（天暦元年）密蔵院 (春日井市)が創建される[3]。密蔵院本堂

密蔵院本堂

- 1486年（文明18年）泰岳寺が出来る[3]。泰岳寺本堂

泰岳寺本堂

- 1489年（延徳元年）林昌寺の鐘が造られる[3]。
- 1494年（明応3年）「十五の森」の伝説にある悲劇が起こる[3]。
- 1584年（天正12年）小牧・長久手の戦いが起こる[3]。
- 江戸時代初めの頃の春日井市の西半分ほどは、春日井原と呼ばれ人の住めない荒野になっていた。春日井原に最も早く人が住み着いたのは、朝宮というところで、ここには昔から和爾清水と呼ばれる泉があり。人々はこの湧き水を利用して水田を開いた。これが現在の春日井市の起源である、春日井原開墾の始まりであるといわれている。[6]

### 近世
- 1603年（慶長8年）検地が行われた[1]。
- 1623年（元和9年）名古屋・小牧・犬山を結ぶ稲城街道（上街道）が、春日井原の西に開通し交通の便が良くなった。[6]
- 1633年（寛永10年）入鹿用水ができる[3]。
- 1637年（寛永14年）坂下新町ができる[3]。
- 1644年（寛永21年）退休寺が創建される[3]。
- 1664年（寛文4年）新木津用水ができる[3]。
- 1669年（寛文9年）高貝用水ができる[3]。
- 1672年（寛文12年）春日井原新田、小川彦右衛門神明社が出来る[5]。
- 1716年（享保元年）下街道が旅人で賑わう[1]。
- 1729年（享保14年）玉野用水ができる[3]。

### 近代
- 1871年（明治4年）春日井一揆が起こる[1]。
- 1900年（明治33年）春日井で初めて鉄道が開通され、名古屋から多治見までの中央線の一部が庄内川にそって敷かれ、勝川駅と高蔵寺駅が造られた[1]。
- 1927年（昭和2年）鳥居松駅（現在の春日井駅）が造られる。
- 1938年（昭和13年）名古屋第一工学校（現中部大学第一高等学校）の設置認可。三浦学園が創立される。創立者は三浦幸平。
- 1943年（昭和18年）6月1日 - 東春日井郡勝川町、鳥居松村、篠木村、鷹来村が合併し市制施行。これは、陸軍造兵廠の鳥居松製造所、鷹来製造所、鷹来製造所西山分廠を効率的に運用するために実施された。
- 1944年（昭和19年）市庁舎が現鳥居松町5丁目に移転[7]。
- 1945年（昭和20年）3月11日 - 春日井市立工業学校（現在の愛知県立春日井高等学校）設立。
- 1945年（昭和20年）3月25日　鳥居松・鷹来両工廠が、空襲により被害を受ける。

### 現代
- 1946年（昭和21年）農業の振興のため、農業試験場を設置する[7]。
- 1952年（昭和27年）県道名古屋長野線が国道19号へ昇格。
- 1953年（昭和28年）人口が5万人を超える[7]。
- 1954年（昭和29年）小野道風誕生地が県の文化遺産に指定される。[7]。
- 1955年（昭和30年）市立老人ホームを開設する[8]。
- 1956年（昭和31年）国鉄・名鉄バスの市内線が開通する[7]。
- 1958年（昭和33年）01月01日 - 東春日井郡坂下町および高蔵寺町を編入。
- 1960年（昭和35年）市庁舎が鳥居松工廠跡より現鳥居松町5丁目に移転された。
- 1962年（昭和37年）春日井市が「交通安全都市」を宣言する[7]。
- 1963年（昭和38年）春日井市が「明るく正しい選挙都市」を宣言する[7]。二級国道155号名古屋環状線が制定。
- 1963年（昭和38年）人口が10万人を超える[7]。
- 1964年（昭和39年）衛生プラントが完成する[7]。
- 1964年（昭和39年）中部工業大学（現在の中部大学）が開学。初代学長は三浦幸平。
- 1966年（昭和41年）市立市民会館が完成する。潮見坂平和公園に墓地の移転を開始する。「明るく育つ青少年都市」を宣言する。高蔵寺ニュータウンの住宅建設を開始する[7]。
- 1967年（昭和42年）緑化都市を宣言する[7]。
- 1968年（昭和43年）高蔵寺ニュータウンに1510戸が完成し、6月から第1次入居が開始される。産業会館が開館する[7]。
- 1969年（昭和44年）人口が15万人を超える。じんかい焼却場に90トンの焼却炉が完成する。児童・交通遺児手当の支給を開始する[7]。
- 1970年（昭和45年）交通児童遊園、老人福祉センターがオープン。国道19号内津トンネルが開通。消防署西出張所が開所[7]。
- 1971年（昭和46年）公共下水道事業に着手する。春日井市立図書館が移転する[7]。
- 1972年（昭和47年）遺児手当、養老年金の支給を開始する。梅村義一に春日井市名誉市民の称号が贈られる[7]。
- 1973年（昭和48年）市政施行30周年を迎え、各種記念行事を行った。市土地開発公社が発足する。乳児・心身障害者の医療費を無料化する[7]。
- 1974年（昭和49年）総合検診車すこやか号がお目見えになる。消防庁舎が梅々坪町へ移転する。人口が20万人を超える[7]。
- 1975年（昭和50年）高蔵寺コミュニティ・センター、知多公民館、勤労福祉社会館を開館する。市基本構想を策定する。就床者特別給付金制度を新設する[7]。
- 1976年（昭和51年）勝西浄化センター、清掃事務所が開所される。市民プールがオープンする。不要品活用銀行を開設する[7]。
- 1977年（昭和52年）第1回春日井まつり、第1回市民納涼まつりが開催される[7]。
- 1978年（昭和53年）市制施行35周年を迎える。「春日井市民の誓い」、市民歌「わがまち春日井」を制定する。生け垣設置奨励補助制度が新設される。市内循環バスが開始される。消防署東出張所が開所される[7]。
- 1979年（昭和54年）国際児童年「子供のつどい」を開催する。第1回クイーン春日井コンテストを開催する。サイクリングロード（八田川・内津川）が開設される[7]。
- 1980年（昭和55年）鷹来公民館が開館される。緑のマスタープランを策定する。救急医療情報システムが開始する。総合福祉センター（老人・障害者センター）がオープンする[7]。
- 1981年（昭和56年）カナダ・ケロウナ市と姉妹都市提携がされる。春日井市民球場がオープンされる。消防署北出張所が開所される。春日井市道風記念館が開館する[7]。
- 1982年（昭和57年）市民文化センターに美術棟がオープンする。春日井市少年自然の家が開所する。坂下公民館が開館される。人口が25万人を超える[7]。
- 1983年（昭和58年）市制施行が40周年を迎える。第1回新春マラソン大会が開催される。東部市民センターがオープンされる。高校総体ホッケー大会を開催する[7]。
- 1984年（昭和59年）国道19号バイパスが坂下町から内津口まで開通する。新東谷橋が開通する。デイ・サービスセンターが開設される。春日井市総合計画が改定される[7]。
- 1985年（昭和60年）高蔵寺地下道が開通する。消防署南出張所が開所する。平日夜間緊急医制が開始される。[7]
- 1986年（昭和61年）市道柏原線が全線開通する。総合体育館がオープンする。[4]
- 1987年（昭和62年）味美ふれあいセンターがオープンする。住民情報システムが稼働される。[4]
- 1988年（昭和63年）愛知環状鉄道が開業する。高蔵寺ふれあいセンターがオープンする。市制施行45周年を迎える。[4]
- 1989年（平成元年）公立春日井小牧看護専門学校が開校される。落合公園が「日本の都市公園100選」に選定される。[4]
- 1990年（平成2年）「健康都市」を宣言する。新市庁舎をオープンする。丹羽兵助氏に名誉市民の称号が贈られる。[4]
- 1991年（平成3年）姉妹都市提携が10周年を迎える。クリーンセンターが稼働される。台風18号により内津川が決壊する。南部ふれあいセンターがオープンする。人口が27万人を超える。[4]
- 1992年（平成4年）第一希望の家を新築移転する。緑化運動功労で春日井市が内閣総理大臣表彰を受賞する。広報かすがいをA4判に刷新する。[4]
- 1993年（平成5年）全国初立体換地ビルが勝川駅にオープンする。市制施行が50周年を迎える。フォリー（水の塔）・温水プール（サンフロッグ春日井）・緑と花の休憩所をオープンする。[9]
- 1996年（平成8年）上八田町、下八田町、西八田町の統合により八田町が成立。同時に西高山町から六軒屋町西に渡る地名整理により市制施行時の旧１町３村の境界の歪が解消し地域の一体化が進む。
- 2000年（平成12年）2月25日  ISO14001認証取得。
- 2001年（平成13年）4月01日 特例市に移行。
- 2015年（平成27年）1月  春日井熊野桜佐土地区画整理事業に伴う試掘調査により、新たな遺跡として桜佐下五反田遺跡を発掘した。[10]
- 2017年（平成29年）日本国内の内陸部として初めてヒアリが確認された[11]。
- 2019年（平成31年）3月、ふるさと納税を巡り、高級自転車の返礼品を取りやめたことで在庫を抱え損害を受けたとして、名古屋市の自転車販売会社が市に対し、7500万円の賠償を求める訴訟を名古屋地方裁判所に起こしている。
- 2021年（令和3年）7月18日  朝宮公園に陸上競技場スポーレ春日井がオープンする[12]。
- 2022年（令和4年）10月17日  県が指定するスマートシティに、豊橋市と大府市と同時に指定された。

## 行政

### 市長
- 市長：石黒直樹（2022年5月28日就任、1期目）

### 歴代市長
| 代   | 氏名     | 就任年月日     | 退任年月日     | 備考                                                                                             |
| ---- | -------- | -------------- | -------------- | ------------------------------------------------------------------------------------------------ |
| 初代 | 安達英一 | 1943年6月1日   | 1945年9月      |                                                                                                  |
| 2代  | 足立聰   | 1945年10月31日 | 1947年4月      |                                                                                                  |
| 2代  | 足立聰   | 1947年4月      | 1951年3月      | 公選最初の市長                                                                                   |
| 3代  | 林重治   | 1951年5月1日   | 1955年4月30日  |                                                                                                  |
| 4代  | 梅村義一 | 1955年5月1日   | 1967年4月30日  |                                                                                                  |
| 5代  | 大野正男 | 1967年5月1日   | 1970年12月18日 | 1970年11月26日、環境衛生協会の不正事件にからみ、愛人とともに収賄容疑で逮捕。同年12月18日に辞職。 |
| 6代  | 小島克己 | 1971年2月7日   | 1975年2月6日   |                                                                                                  |
| 7代  | 鈴木義男 | 1975年2月7日   | 1991年2月6日   |                                                                                                  |
| 8代  | 鵜飼一郎 | 1991年2月7日   | 2006年5月1日   | 健康上の理由により辞職。                                                                         |
| 9代  | 伊藤太   | 2006年5月28日  | 2022年5月27日  |                                                                                                  |
| 10代 | 石黒直樹 | 2022年5月28日  | 現職           |                                                                                                  |

### 市政機関
市役所

### 財政
2019年度（平成31年度）当初予算案
| 会計名   | 予算額            | 前年度対比 |
| -------- | ----------------- | ---------- |
| 一般会計 | 1,020億7,000万円  | 2.8％増    |
| 特別会計 | 579億8,469万4千円 | 6.9％増    |
| 企業会計 | 434億2,165万6千円 | 0.3％減    |
| 全会計   | 2,034億7,635万円0 | 3.2％増    |

### 姉妹都市・提携都市

#### 日本国外
姉妹都市
| 都市名     | 国名       | 地域名                     | 提携年月日               |
| ---------- | ---------- | -------------------------- | ------------------------ |
| ケロウナ市 | カナダ連邦 | ブリティッシュコロンビア州 | 1981年（昭和56年）2月5日 |

フレンドシップ相手国
2005年に開催された愛知万博では「一市町村一国フレンドシップ事業」が行われた。名古屋市を除く愛知県内の市町村が、120の万博公式参加国をそれぞれとしてフレンドシップ相手国として迎え入れた。
- カナダ連邦
- グルジア国
- スーダン共和国
- ヨルダン・ハシミテ王国

#### 日本国内
災害時応援協定
| 都市名 | 都道府県 | 地方名   | 提携年月日                                    |
| ------ | -------- | -------- | --------------------------------------------- |
| 大垣市 | 岐阜県   | 中部地方 | 2011年（平成23年）8月25日 災害時応援協定締結  |
| 春日市 | 福岡県   | 九州地方 | 2012年（平成24年）8月7日 災害時応援協定締結   |
| 青森市 | 青森県   | 東北地方 | 2012年（平成24年）10月10日 災害時応援協定締結 |

## 議会

### 県議会
2023年愛知県議会議員選挙
- 選挙区：春日井市選挙区
- 定数：4人
- 投票日：2023年4月9日
- 当日有権者数：249,181人
- 投票率：34.43％

| 候補者名 | 当落 | 年齢 | 所属党派   | 新旧別 | 得票数   |
| -------- | ---- | ---- | ---------- | ------ | -------- |
| 神戸洋美 | 当   | 67   | 自由民主党 | 現     | 20,806票 |
| 伊藤貴治 | 当   | 38   | 自由民主党 | 新     | 17,059票 |
| 日比雄将 | 当   | 49   | 無所属     | 現     | 16,424票 |
| 末永啓   | 当   | 37   | 無所属     | 新     | 15,285票 |
| 市川英男 | 落   | 56   | 公明党     | 現     | 14,448票 |

2019年愛知県議会議員選挙
- 選挙区：春日井市選挙区
- 定数：4人
- 投票日：2019年4月7日
- 当日有権者数：251,338人[19]
- 投票率：34.14％[19]

| 候補者名 | 当落 | 年齢 | 所属党派   | 新旧別 | 得票数   |
| -------- | ---- | ---- | ---------- | ------ | -------- |
| 神戸洋美 | 当   | 63   | 自由民主党 | 現     | 19,727票 |
| 日比雄将 | 当   | 45   | 無所属     | 現     | 18,553票 |
| 市川英男 | 当   | 52   | 公明党     | 現     | 17,816票 |
| 伊藤勝人 | 当   | 73   | 自由民主党 | 現     | 15,478票 |
| 内田謙   | 落   | 68   | 日本共産党 | 新     | 12,983票 |

2015年愛知県議会議員選挙
- 選挙区：春日井市選挙区
- 定数：4人
- 投票日：2015年4月12日
- 当日有権者数：242,898人[20]
- 投票率：37.29％[20]

| 候補者名   | 当落 | 年齢 | 所属党派   | 新旧別 | 得票数   |
| ---------- | ---- | ---- | ---------- | ------ | -------- |
| 日比雄将   | 当   | 41   | 民主党     | 現     | 17,124票 |
| 市川英男   | 当   | 48   | 公明党     | 現     | 16,953票 |
| 伊藤勝人   | 当   | 69   | 自由民主党 | 現     | 15,881票 |
| 神戸洋美   | 当   | 59   | 自由民主党 | 現     | 15,806票 |
| 柳沢けさ美 | 落   | 65   | 日本共産党 | 新     | 15,343票 |
| 水野義彦   | 落   | 56   | 維新の党   | 新     | 8,338票  |

### 衆議院
- 選挙区：愛知6区 （春日井市、瀬戸市）
- 任期：2024年10月27日 - 2028年10月26日
- 投票日：2024年10月27日
- 当日有権者数：355,077人[21]
- 投票率：52.72％

| 当落 | 候補者名 | 年齢 | 所属党派   | 新旧別 | 得票数   | 重複 |
| ---- | -------- | ---- | ---------- | ------ | -------- | ---- |
| 当   | 丹羽秀樹 | 51   | 自由民主党 | 前     | 92,083票 | ○    |
|      | 前田雄吉 | 53   | 無所属     | 元     | 32,608票 | ×    |
|      | 大西雅人 | 29   | 社会民主党 | 新     | 26,854票 | ○    |
|      | 原田学   | 74   | 日本共産党 | 新     | 26,425票 |      |

## 施設

春日井駐屯地

名古屋国道維持第二出張所

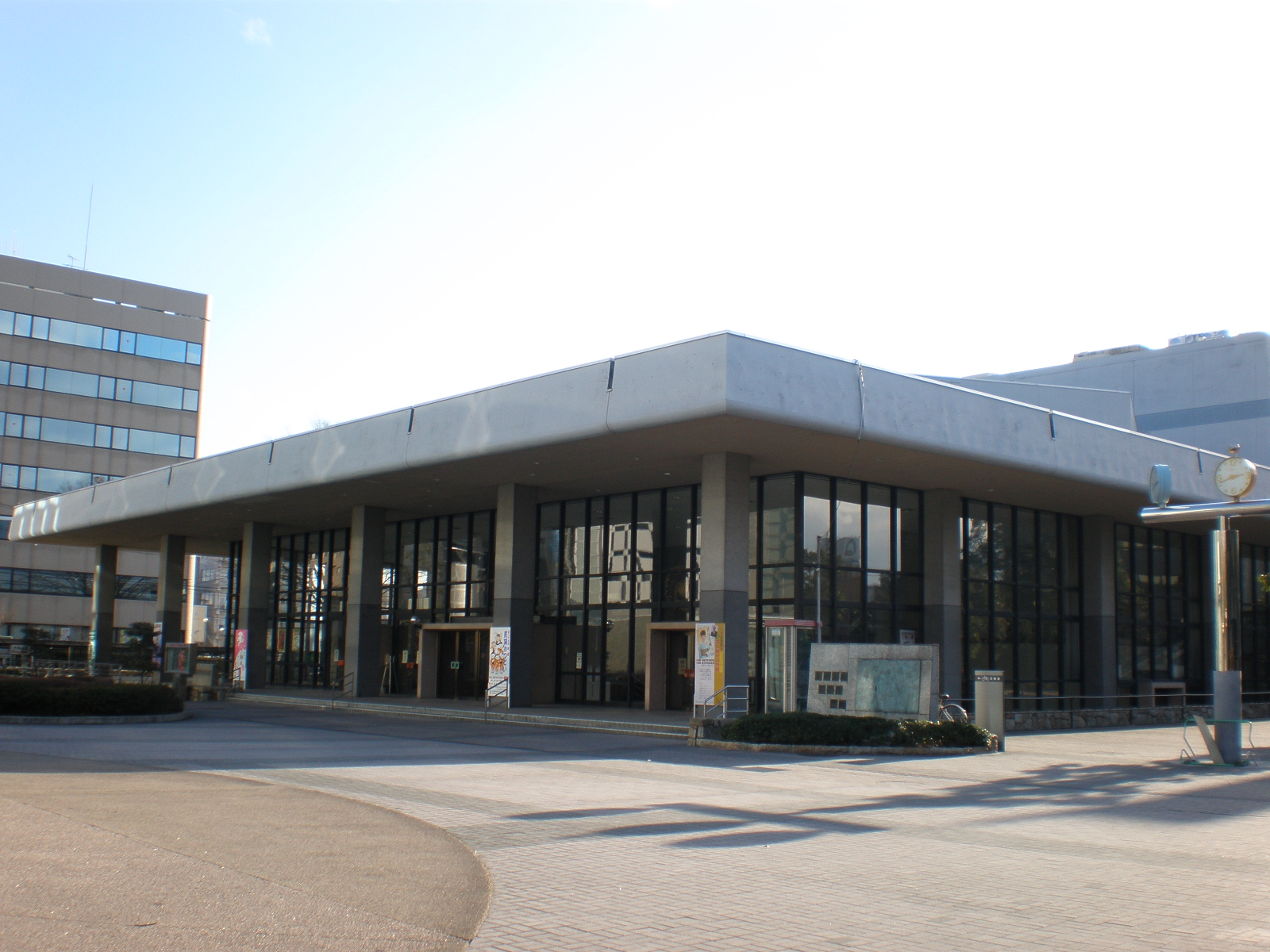
春日井市民会館

春日井警察署

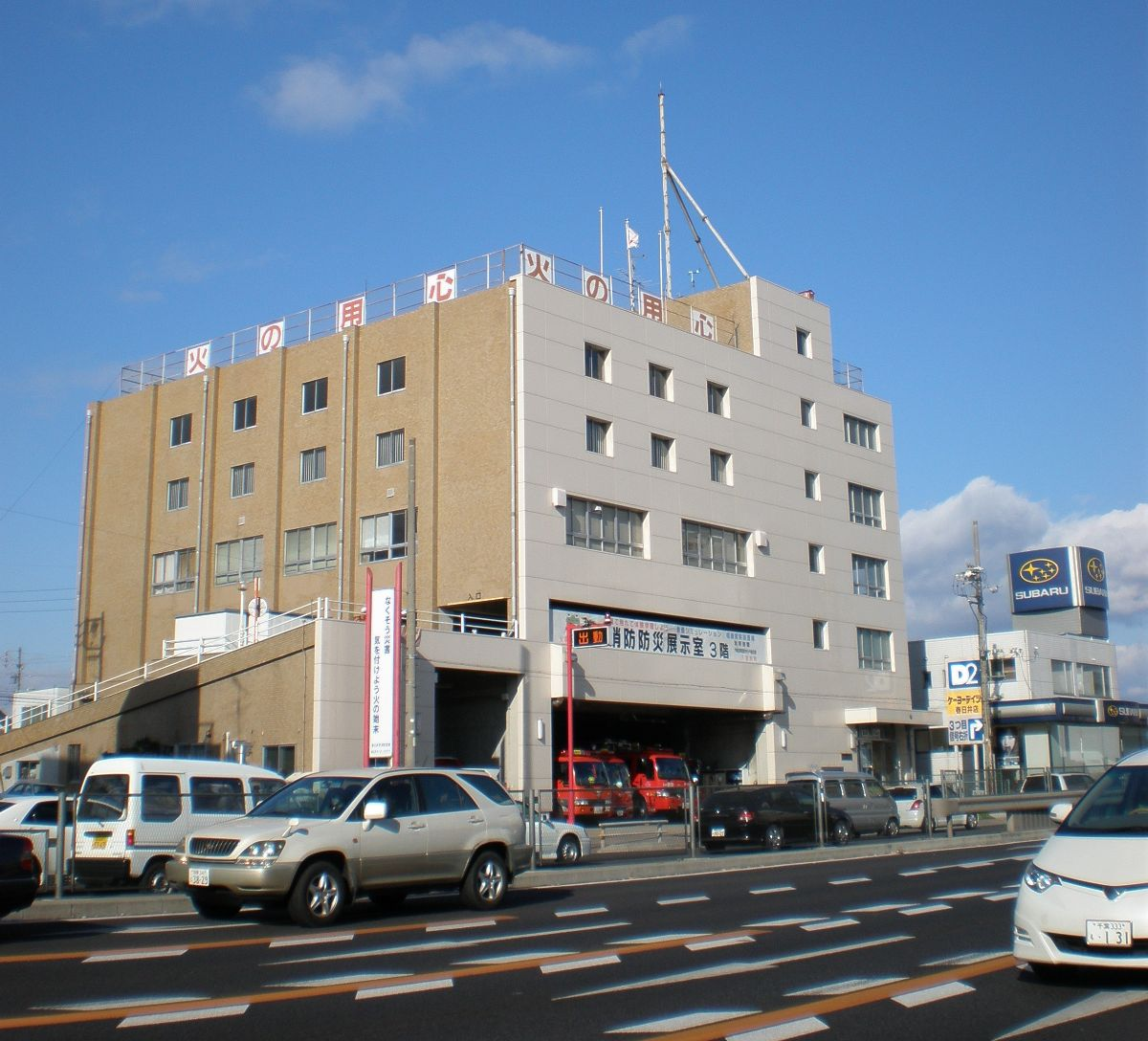
春日井市消防署

春日井市民病院

文化フォーラム春日井（春日井市図書館）

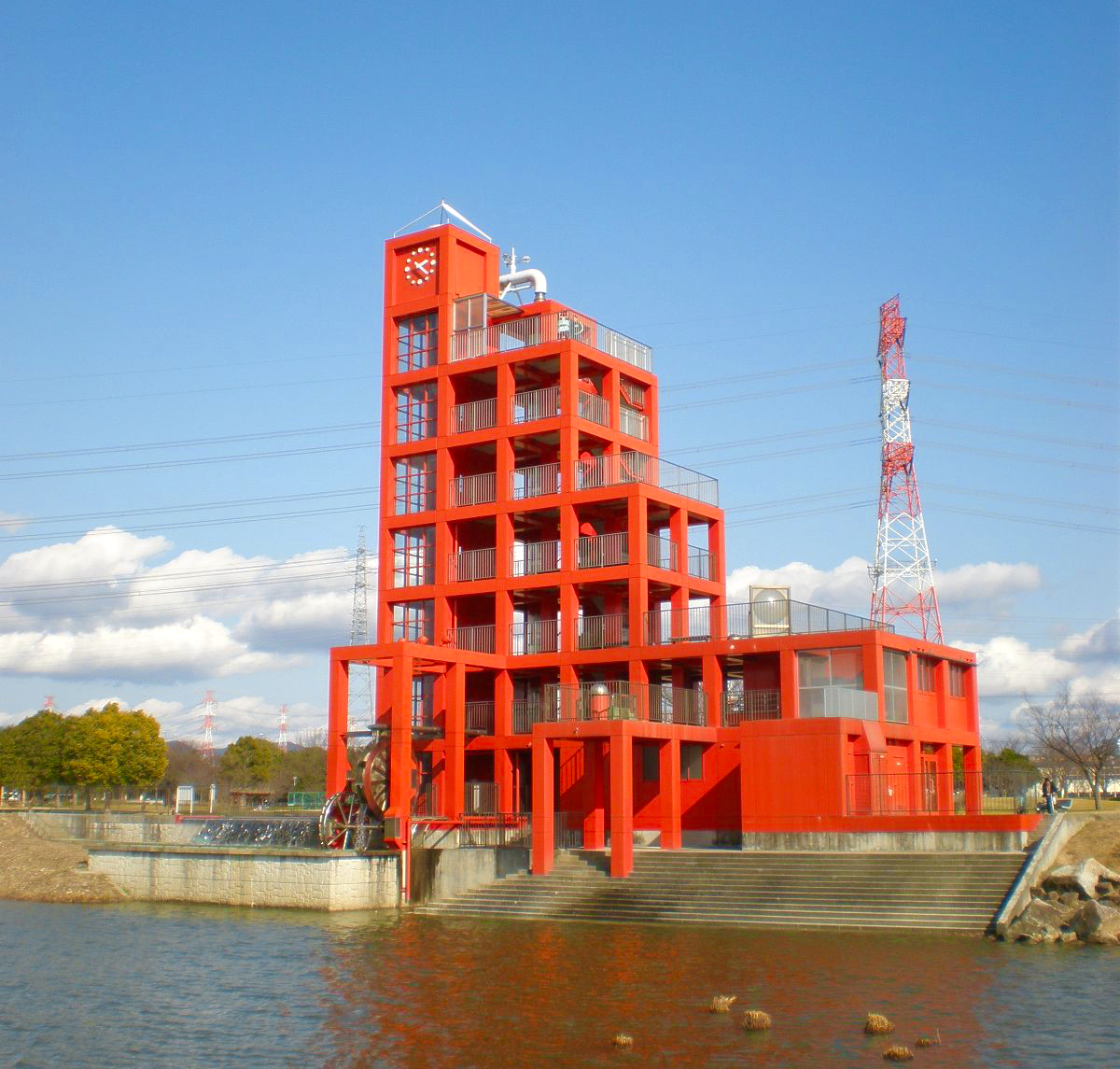
落合公園

春日井市民球場

### 国家機関
厚生労働省
- 愛知労働局春日井公共職業安定所

国土交通省
- 中部地方整備局名古屋国道維持第二出張所

防衛省
- 航空自衛隊高蔵寺分屯基地
- 陸上自衛隊春日井駐屯地

法務省
- 名古屋法務局春日井支局
- 春日井区検察庁

裁判所
- 春日井簡易裁判所

#### 警察
- 愛知県春日井警察署

幹部交番
- 高蔵寺幹部交番（中央台2丁目）

交番
- 坂下交番（坂下町3丁目）
- 高蔵寺駅前交番（高蔵寺町3丁目）
- 神領駅前交番（神領町2丁目）
- 春日井駅前交番（弥生町）
- 松河戸交番（松河戸町1丁目）
- 勝川交番（勝川町7丁目）
- 味美交番（西本町1丁目）
- 春日井交番（宮町3丁目）
- 鷹来交番（町屋町）
- 東野交番（東野町4丁目）
- 篠木交番（篠木町5丁目）
- 柏原交番（柏原町5丁目）

駐在所
- 内津駐在所（内津町）
- 出川駐在所（出川町5丁目）

警察学校
- 愛知県警察学校

#### 消防
- 春日井市消防本部・春日井市消防署

出張所
- 東出張所（藤山台10-3）
- 西出張所（美濃町1-123）
- 南出張所（下条町3-6-2）
- 北出張所（田楽町1290）
- 高蔵寺出張所（高蔵寺町3-2-1）

#### 医療
- 愛知県医療療育総合センター中央病院

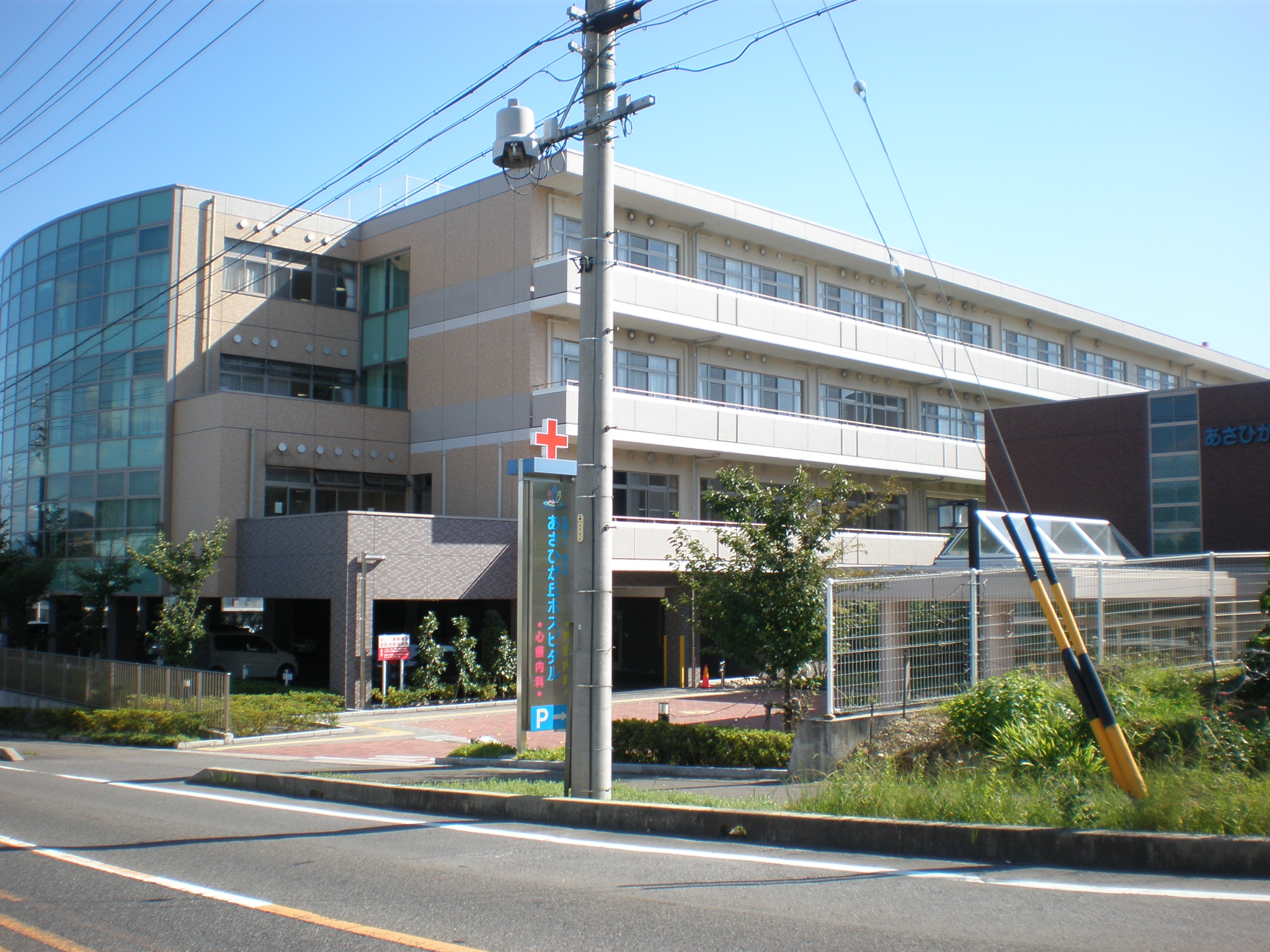
あさひが丘ホスピタル
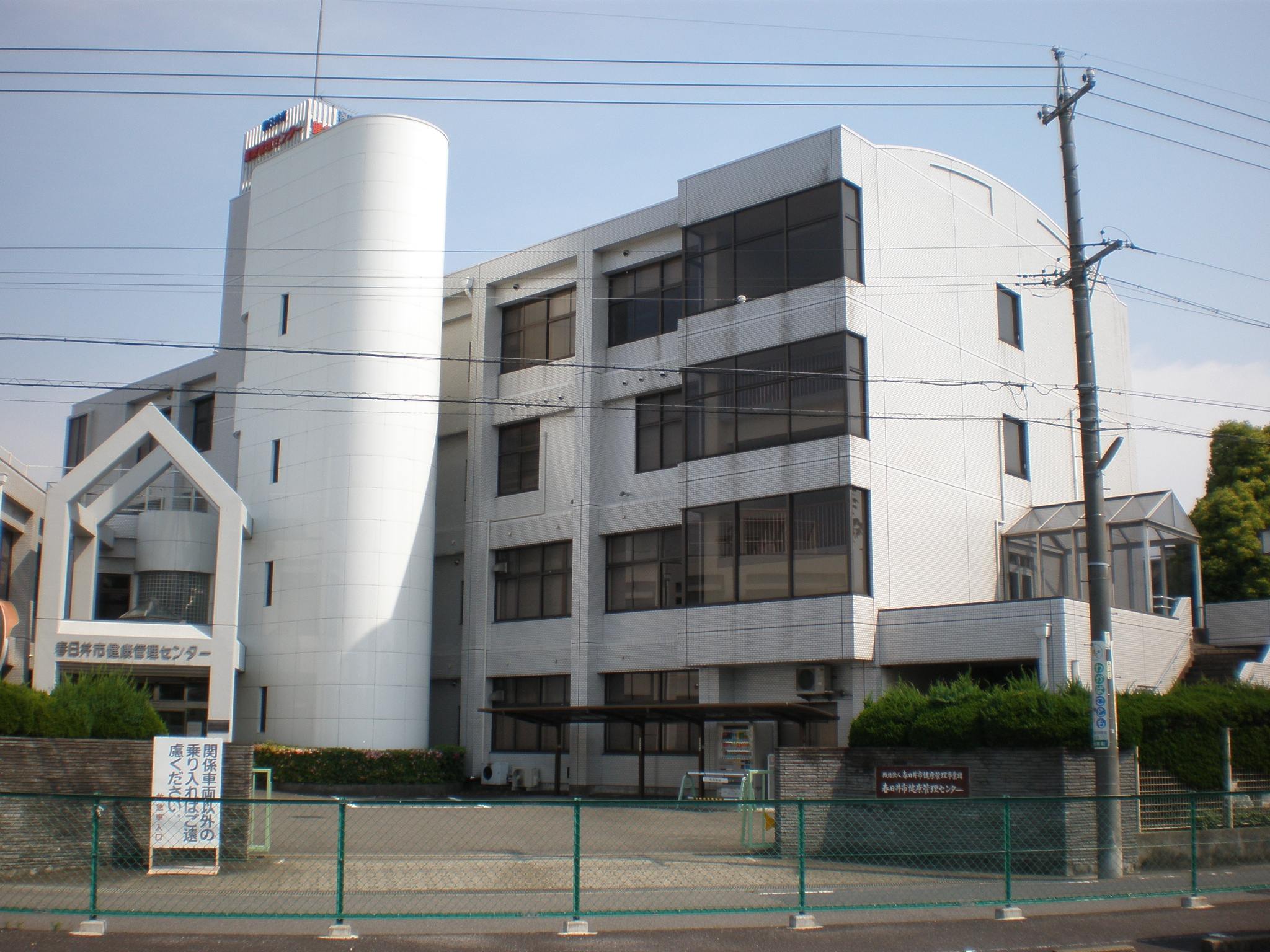
春日井市健康管理センター
春日井市民病院（愛知県災害拠点病院）
- 春日井市保健センター
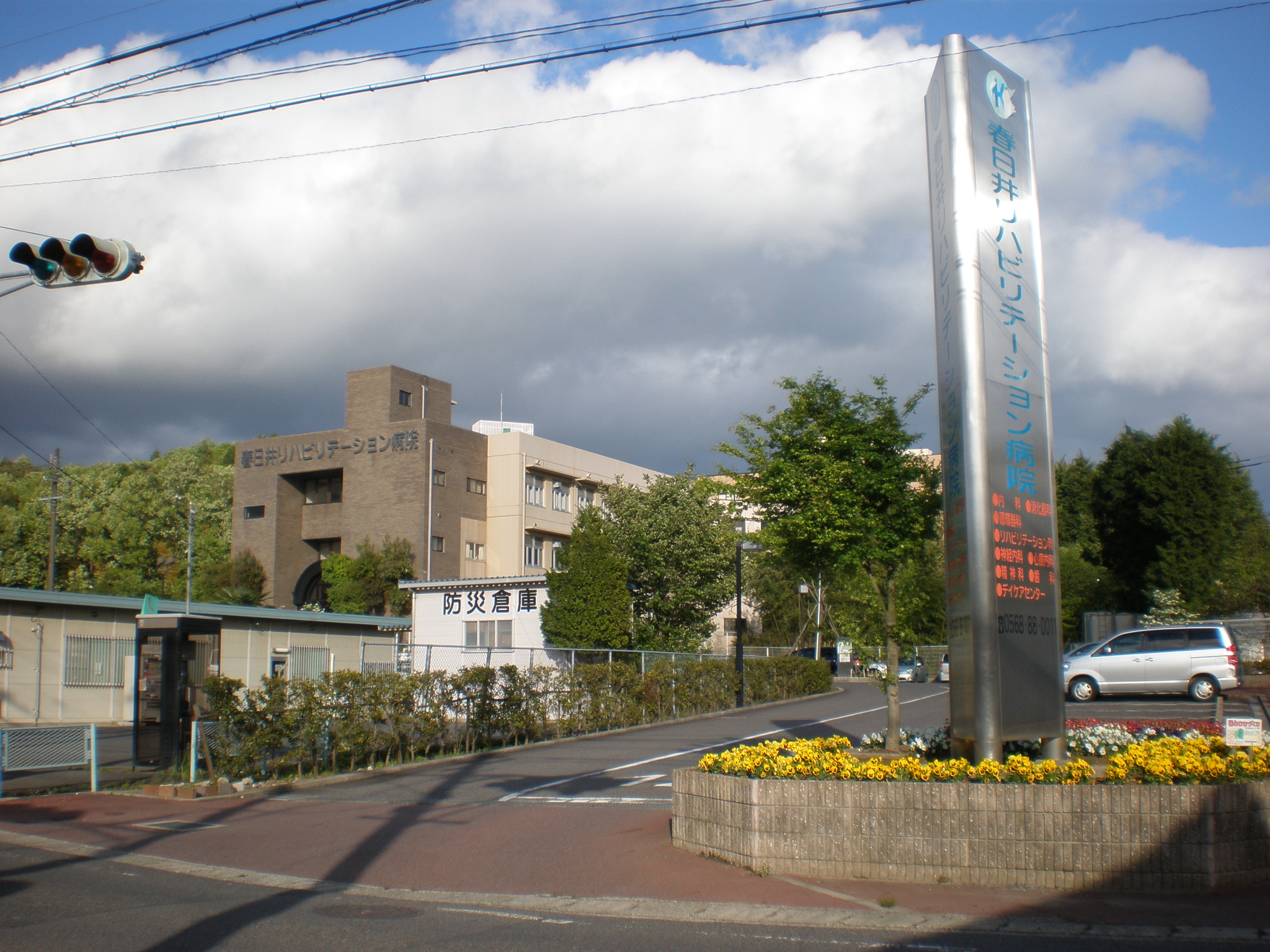
春日井リハビリテーション病院
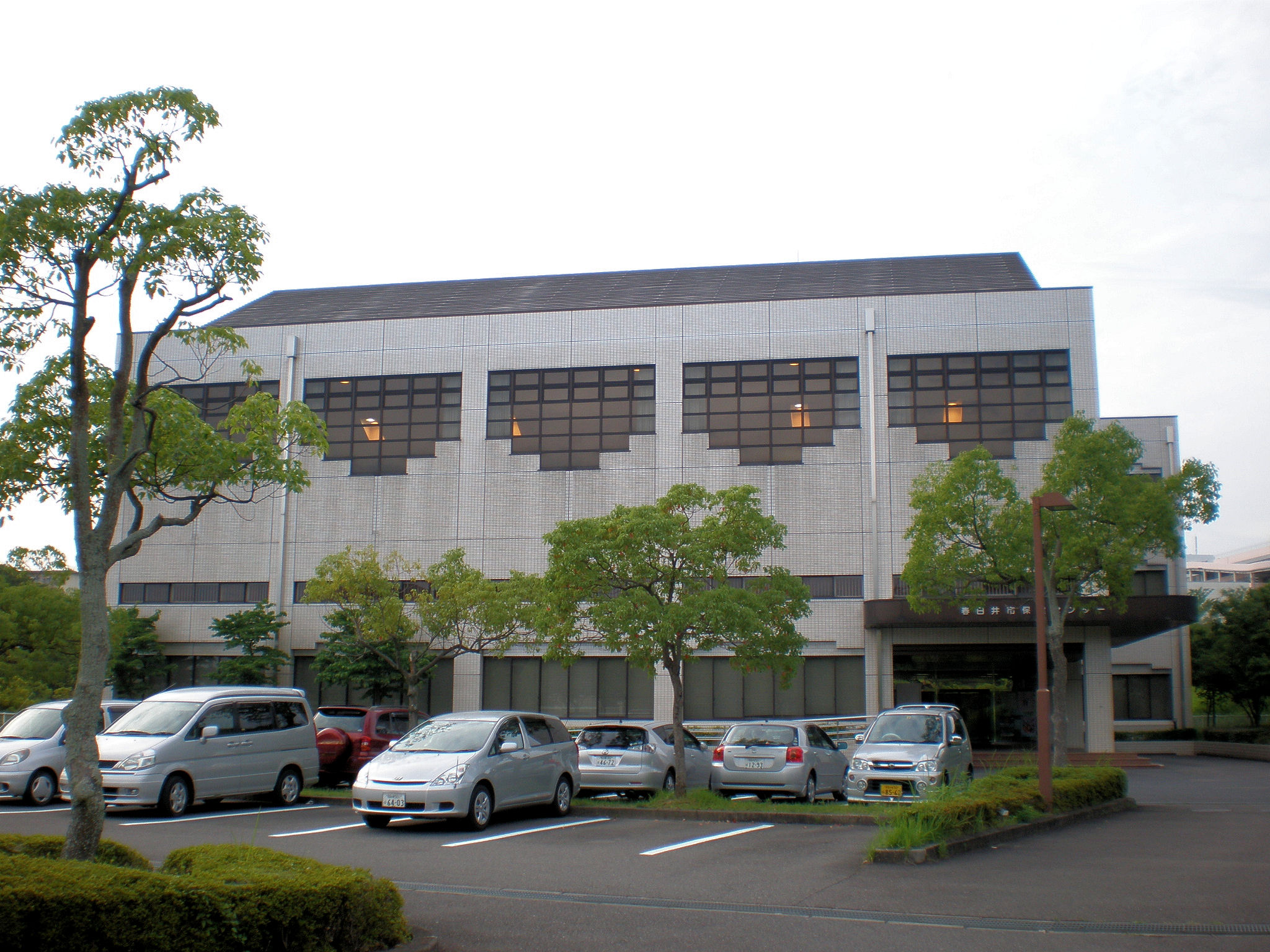
春日井市保健センター
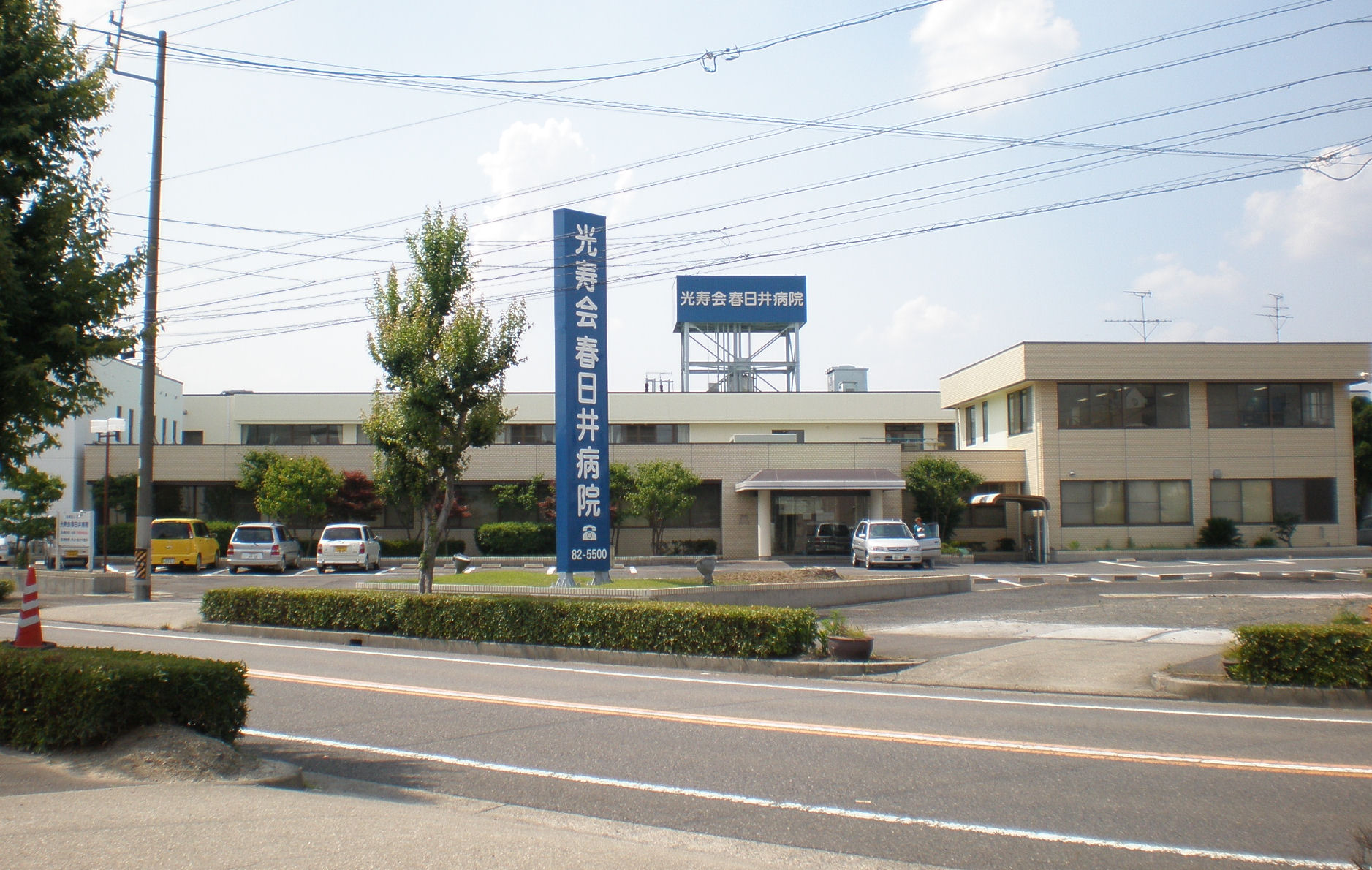
光寿会春日井病院
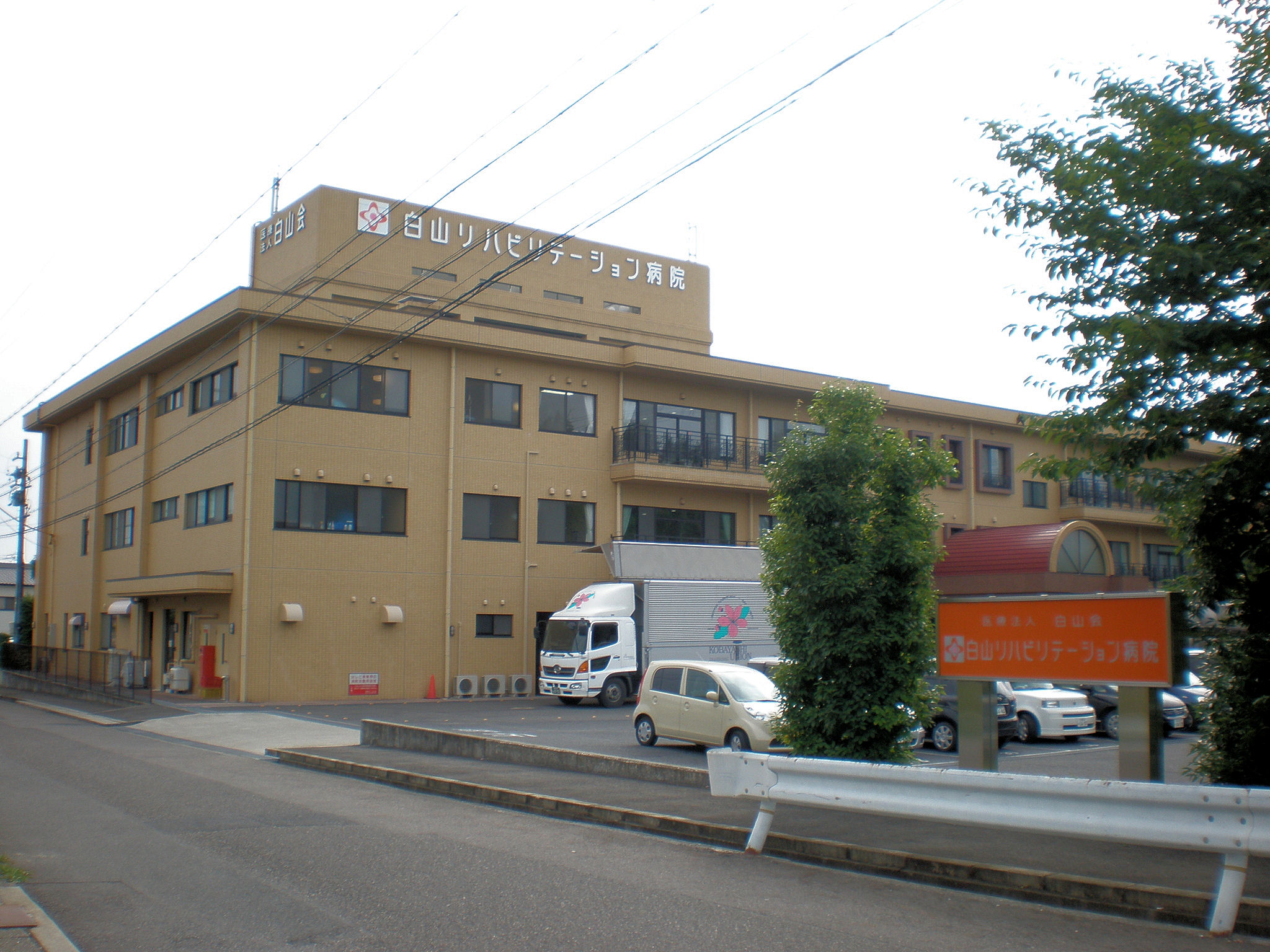
白山リハビリテーション病院
- 東春病院
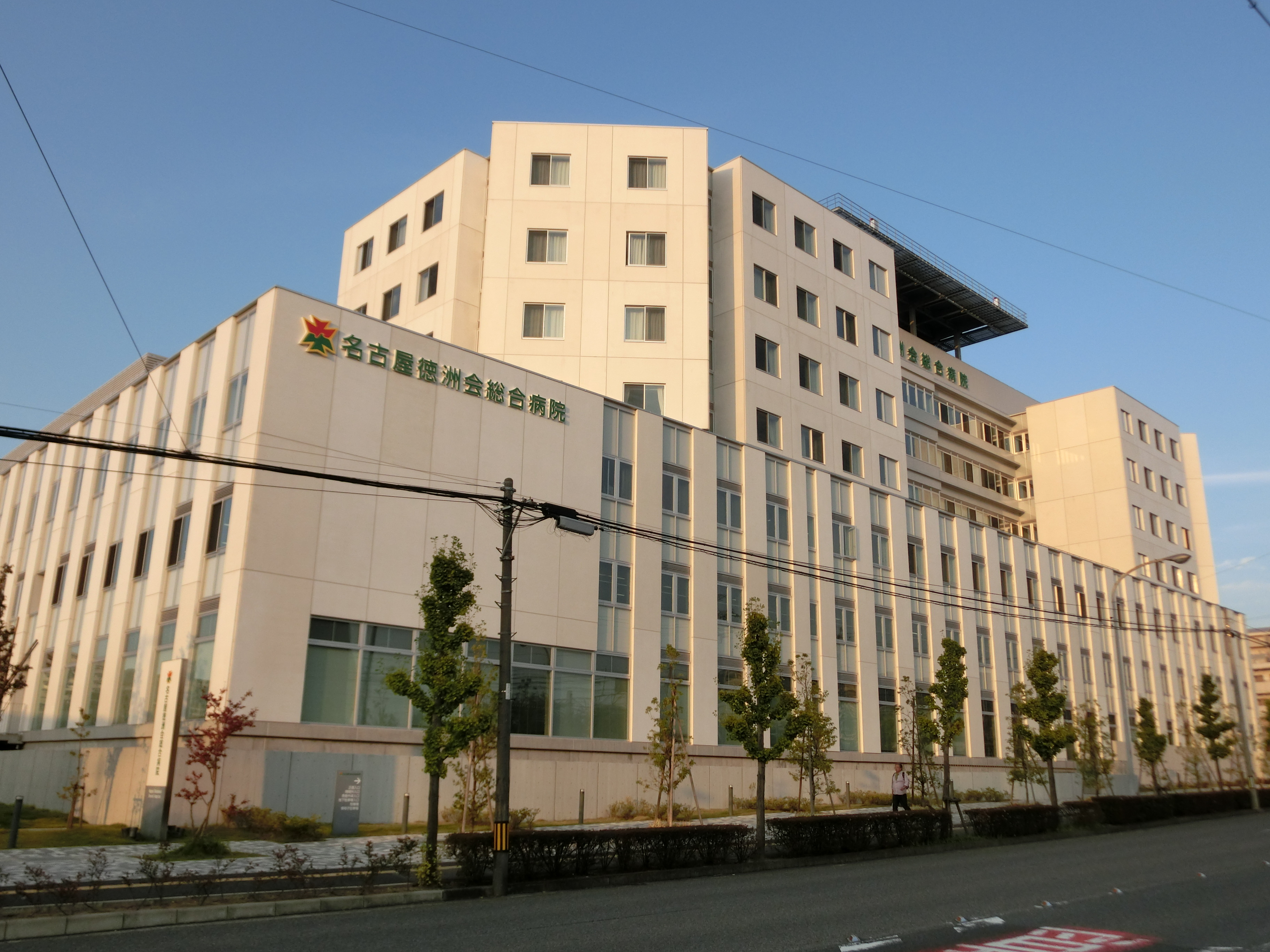
名古屋徳洲会総合病院

- あさひが丘ホスピタル
- 春日井市健康管理センター
- 春日井市民病院
- 春日井リハビリテーション病院
- 春日井市保健センター
- 光寿会春日井病院
- 白山リハビリテーション病院
- 名古屋徳洲会総合病院

#### 郵便局

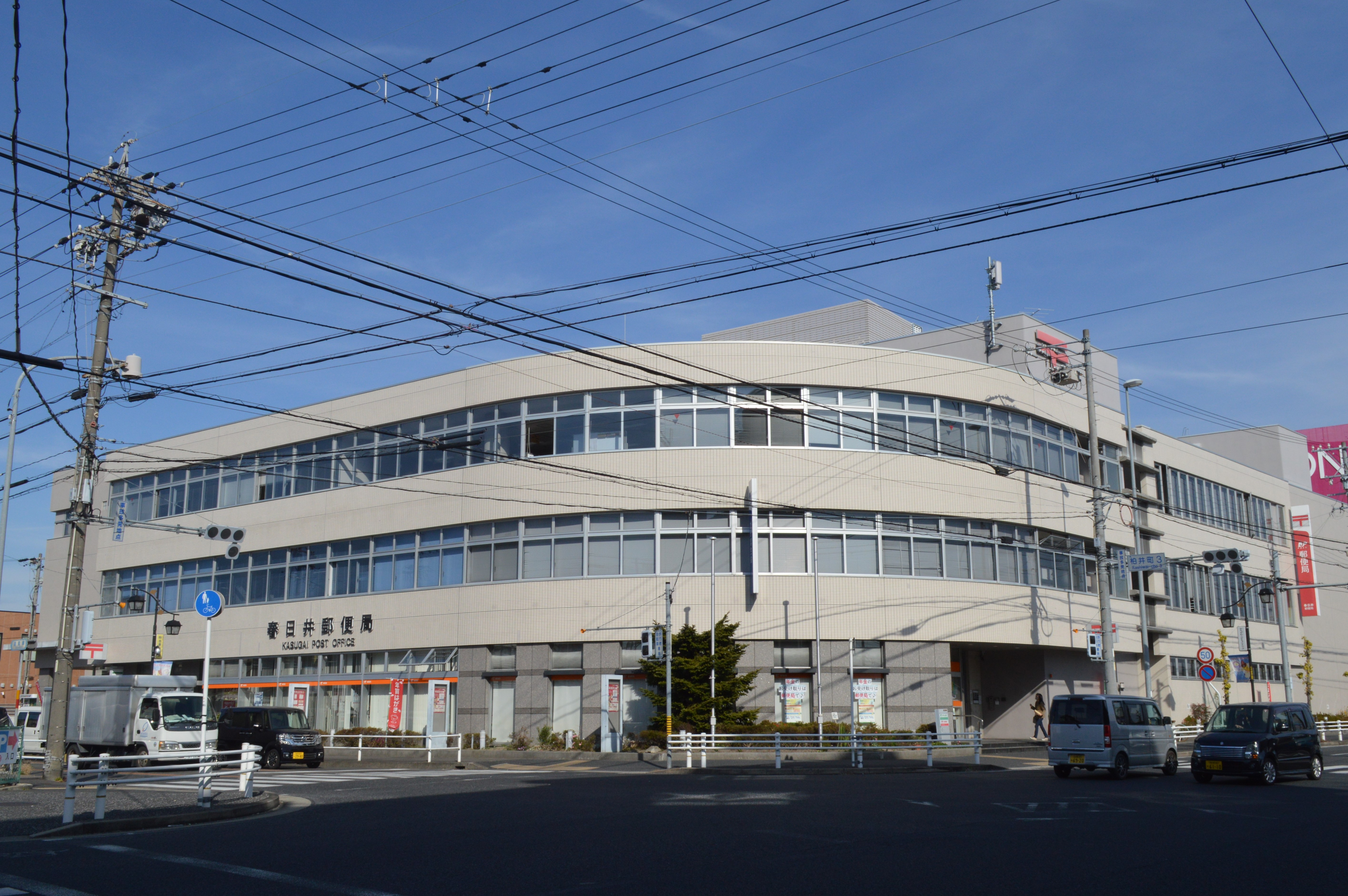
春日井郵便局
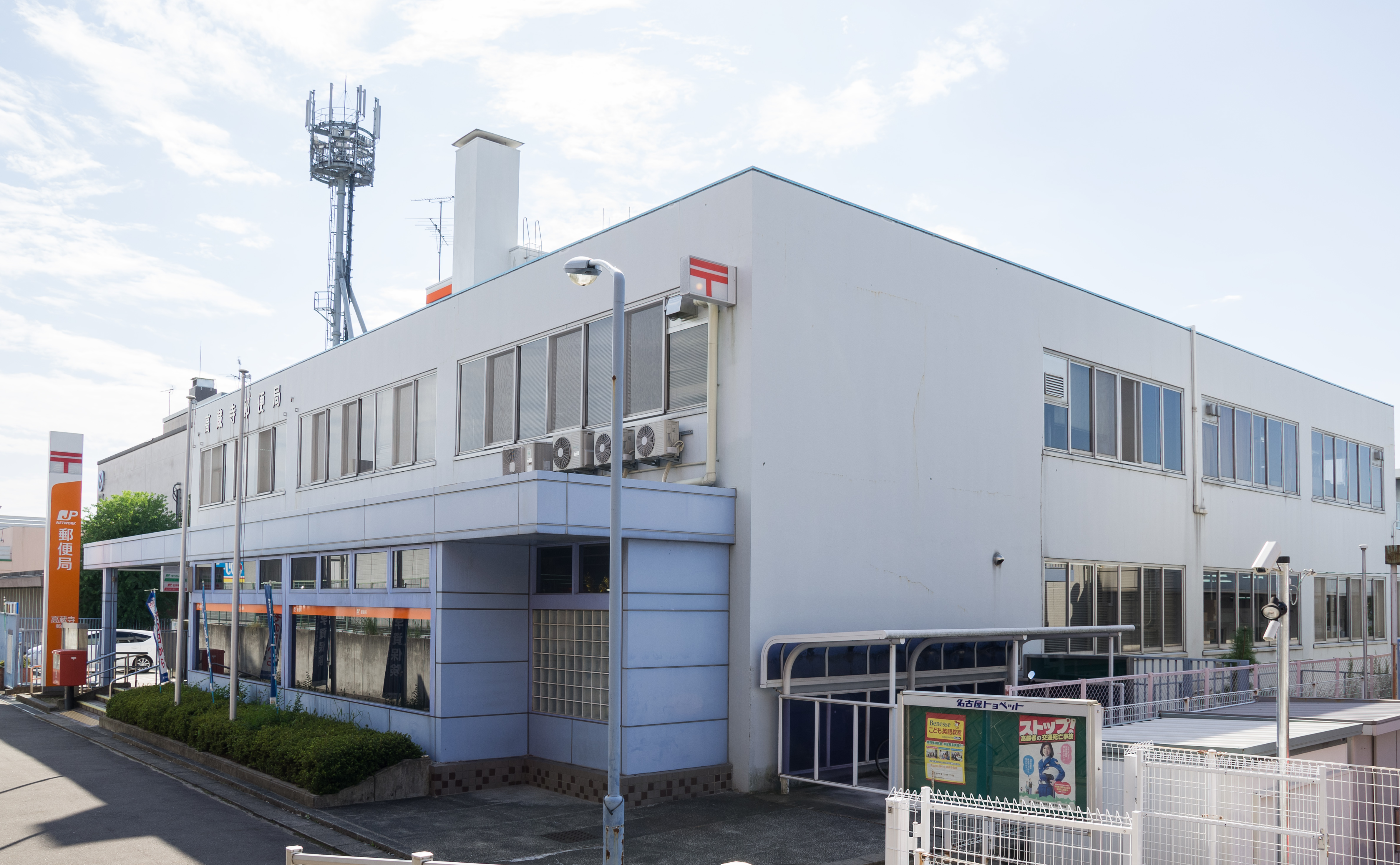
高蔵寺郵便局

- 春日井郵便局
- 高蔵寺郵便局

#### 社会教育施設
- 春日井市図書館
  - 味美ふれあいセンター図書室
  - 高蔵寺ふれあいセンター図書室
  - 南部ふれあいセンター図書室
  - 西部ふれあいセンター図書室
  - 坂下公民館図書室
  - 鷹来公民館図書室
  - 中央公民館図書室
  - 知多公民館図書室
  - 勤労福祉会館図書室
- グルッポふじとう図書館
- 中部大学附属三浦記念図書館
- 春日井市立郷土館
- 中部大学民族資料博物館
- 道風記念館
- 文化フォーラム春日井
- 春日井市民会館
- グルッポふじとう
- 東部市民センター
- 味美ふれあいセンター
- 高蔵寺ふれあいセンター
- 南部ふれあいセンター
- 西部ふれあいセンター
- 春日井市立中央公民館
- 春日井市立知多公民館
- 春日井市立鷹来公民館
- 春日井市立坂下公民館
- グリーンパレス春日井（春日井市勤労会館）
- レディヤン春日井（春日井勤労青少年ホーム）

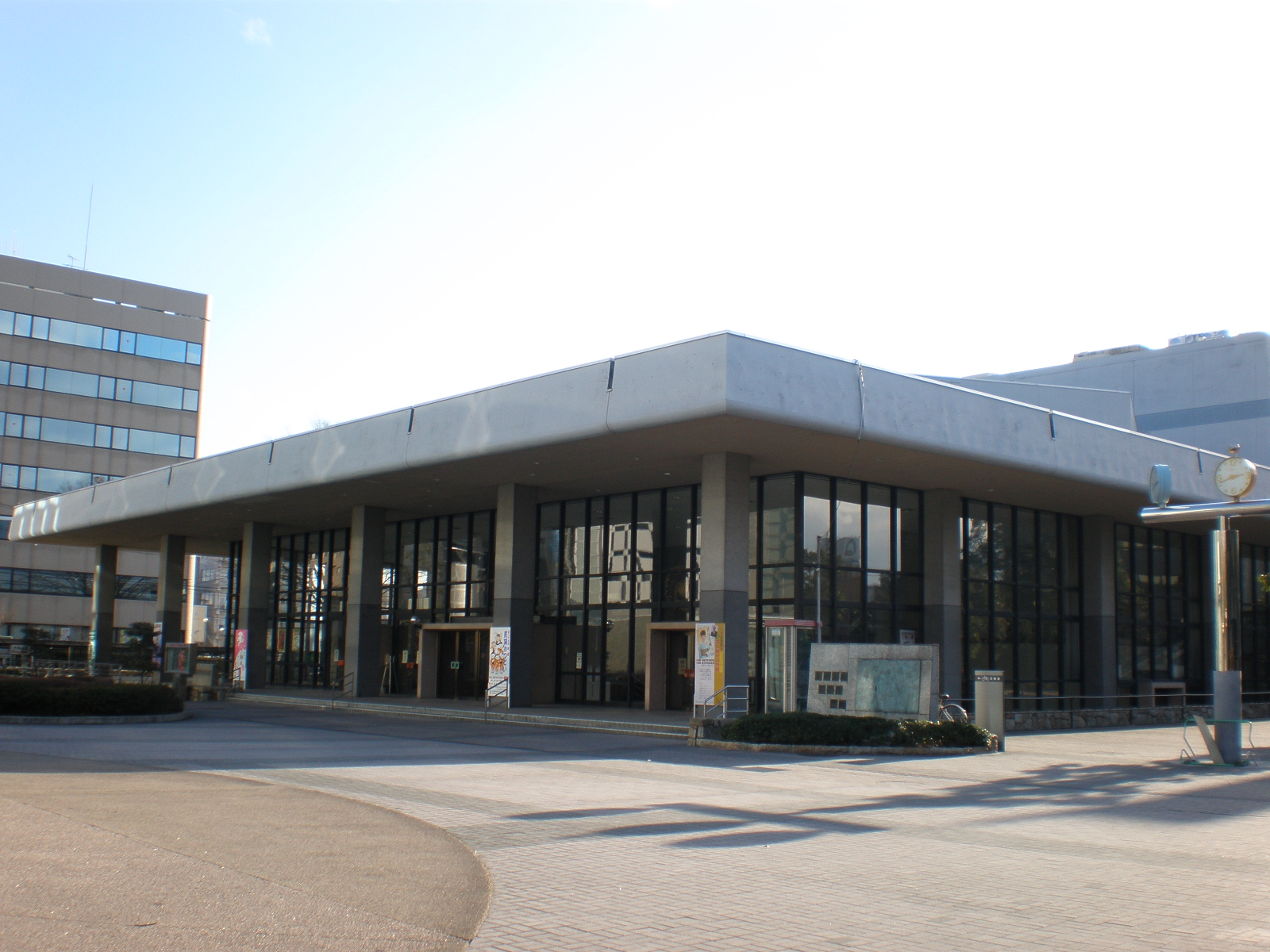
春日井市民会館
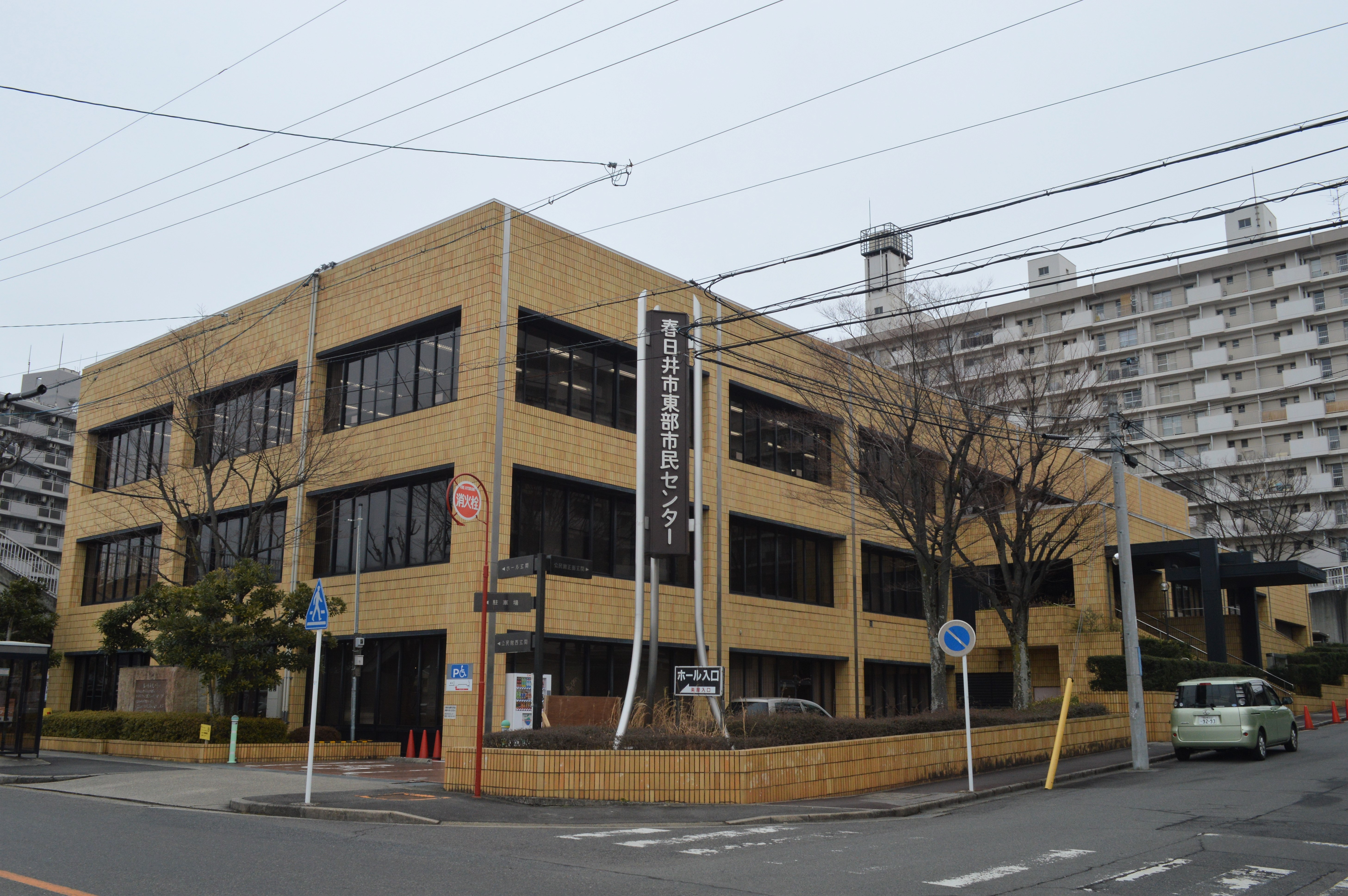
東部市民センター
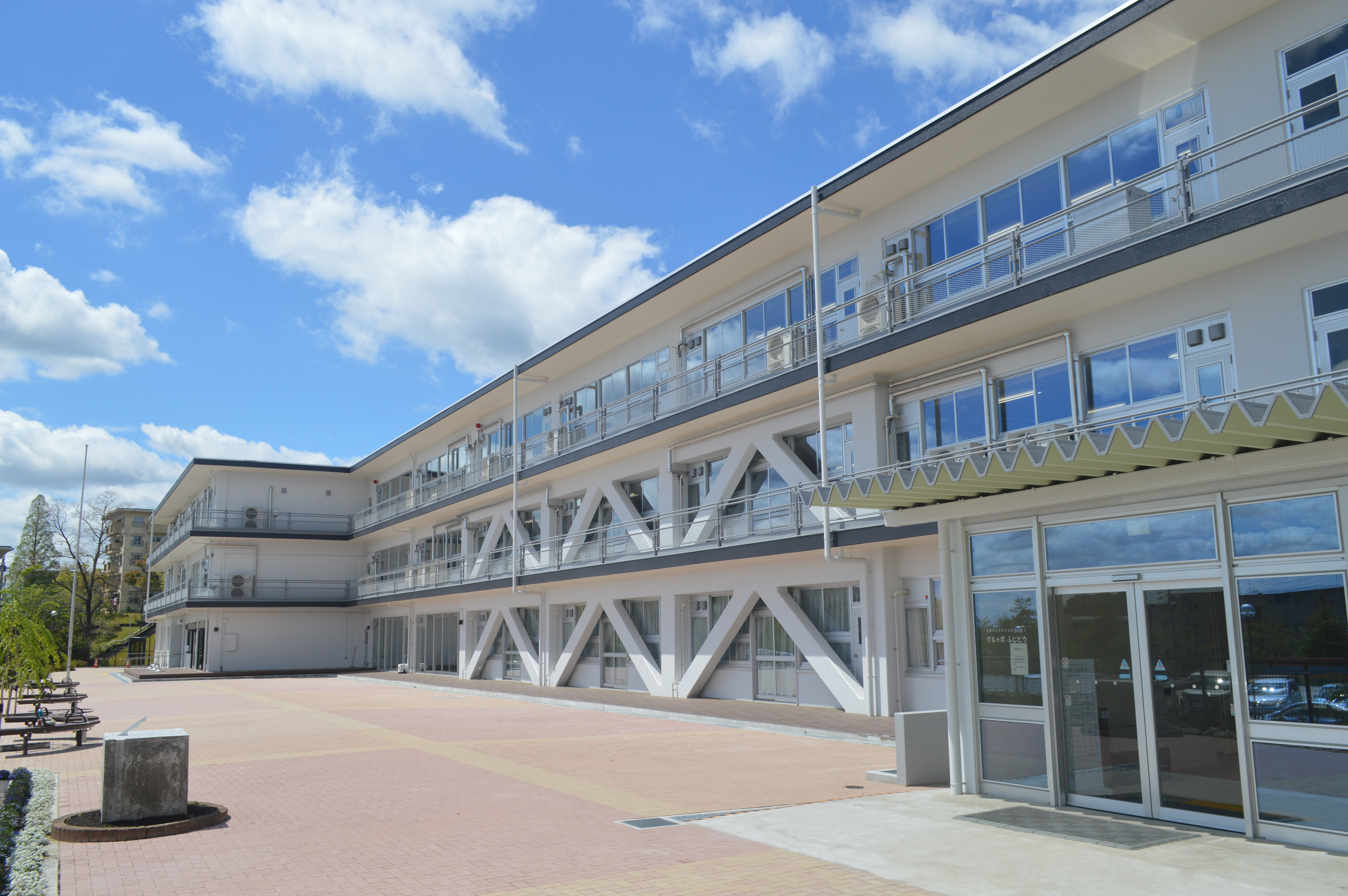
グルッポふじとう
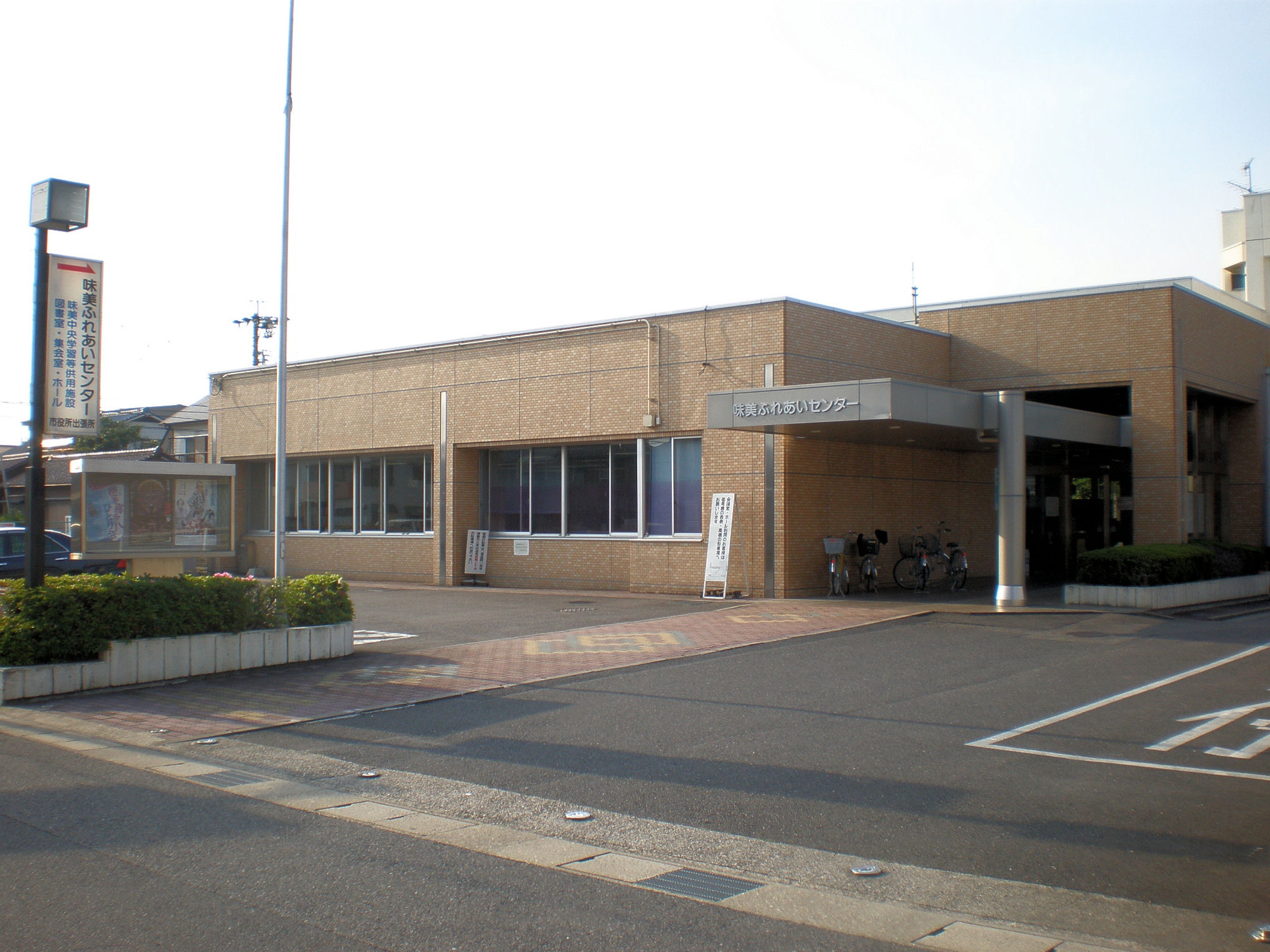
味美ふれあいセンター
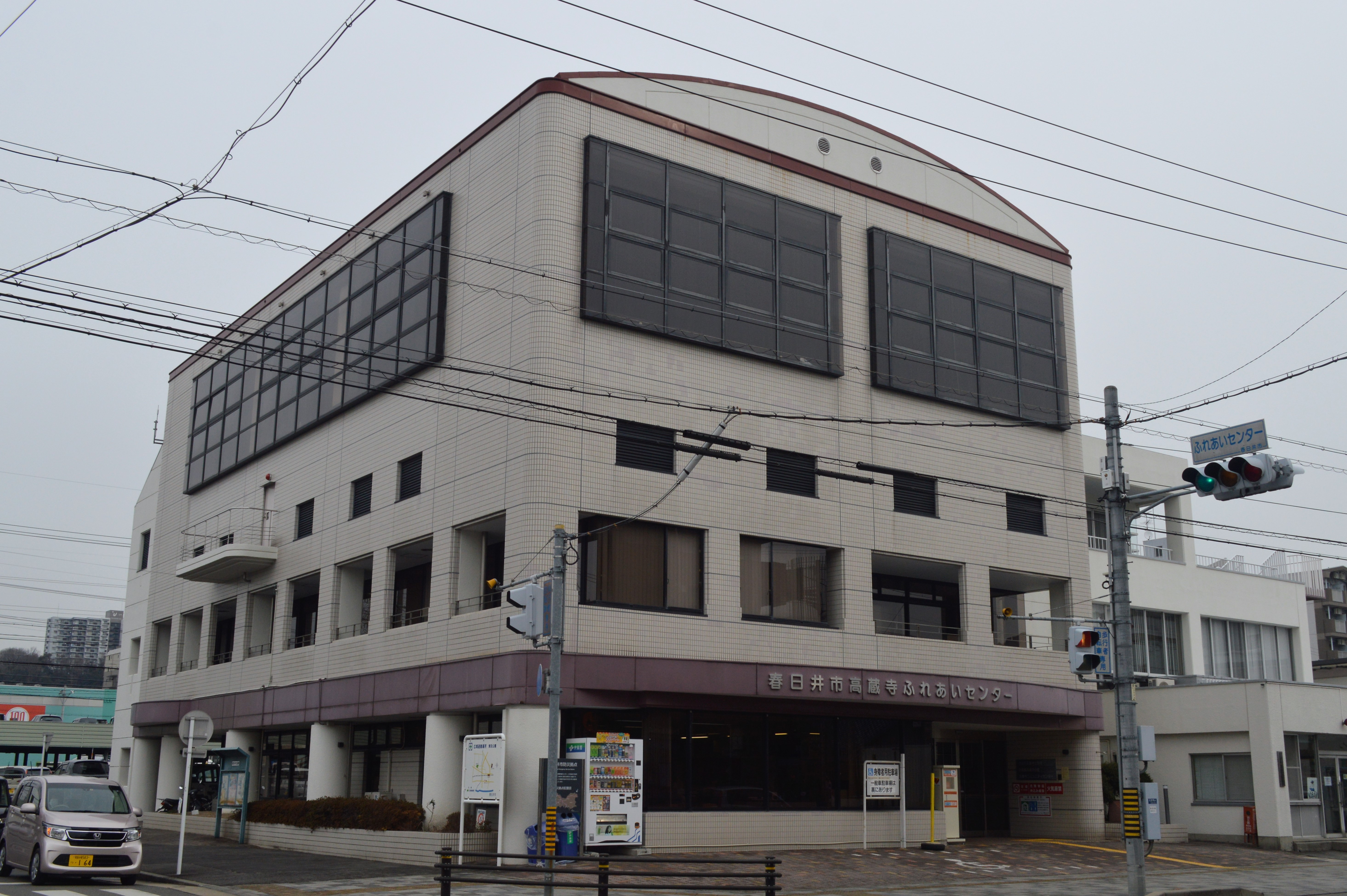
高蔵寺ふれあいセンター
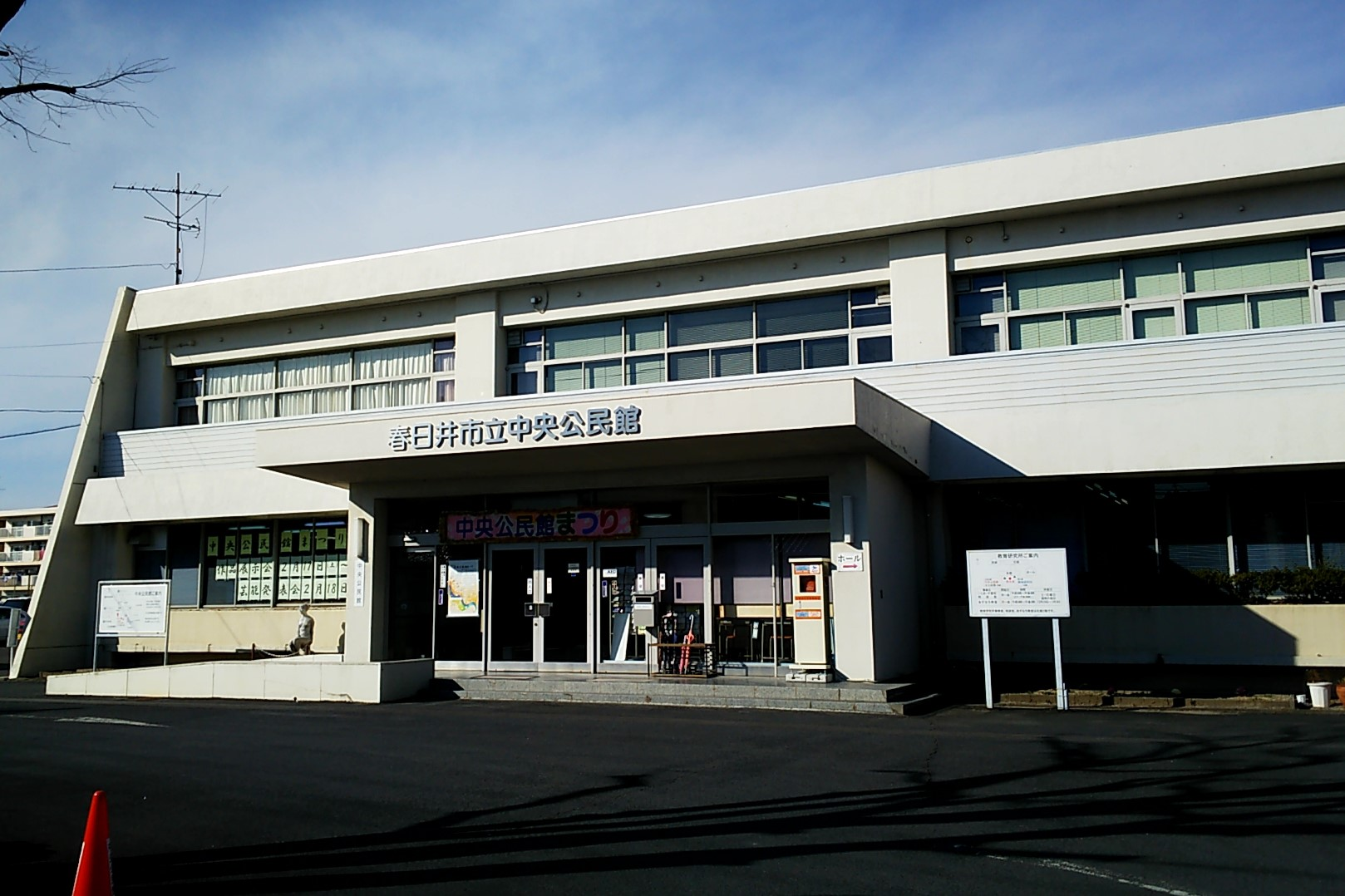
春日井市立中央公民館
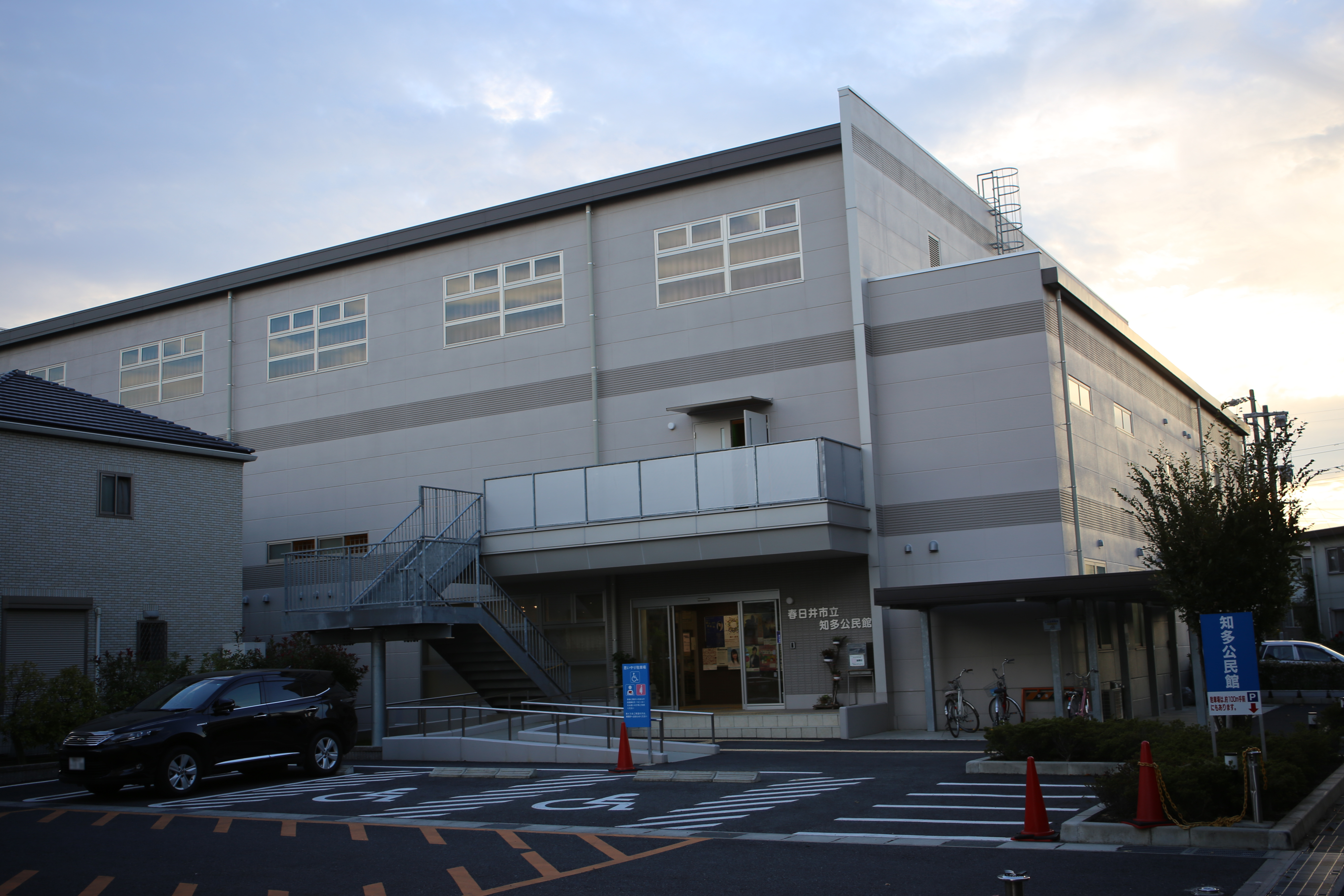
春日井市立知多公民館
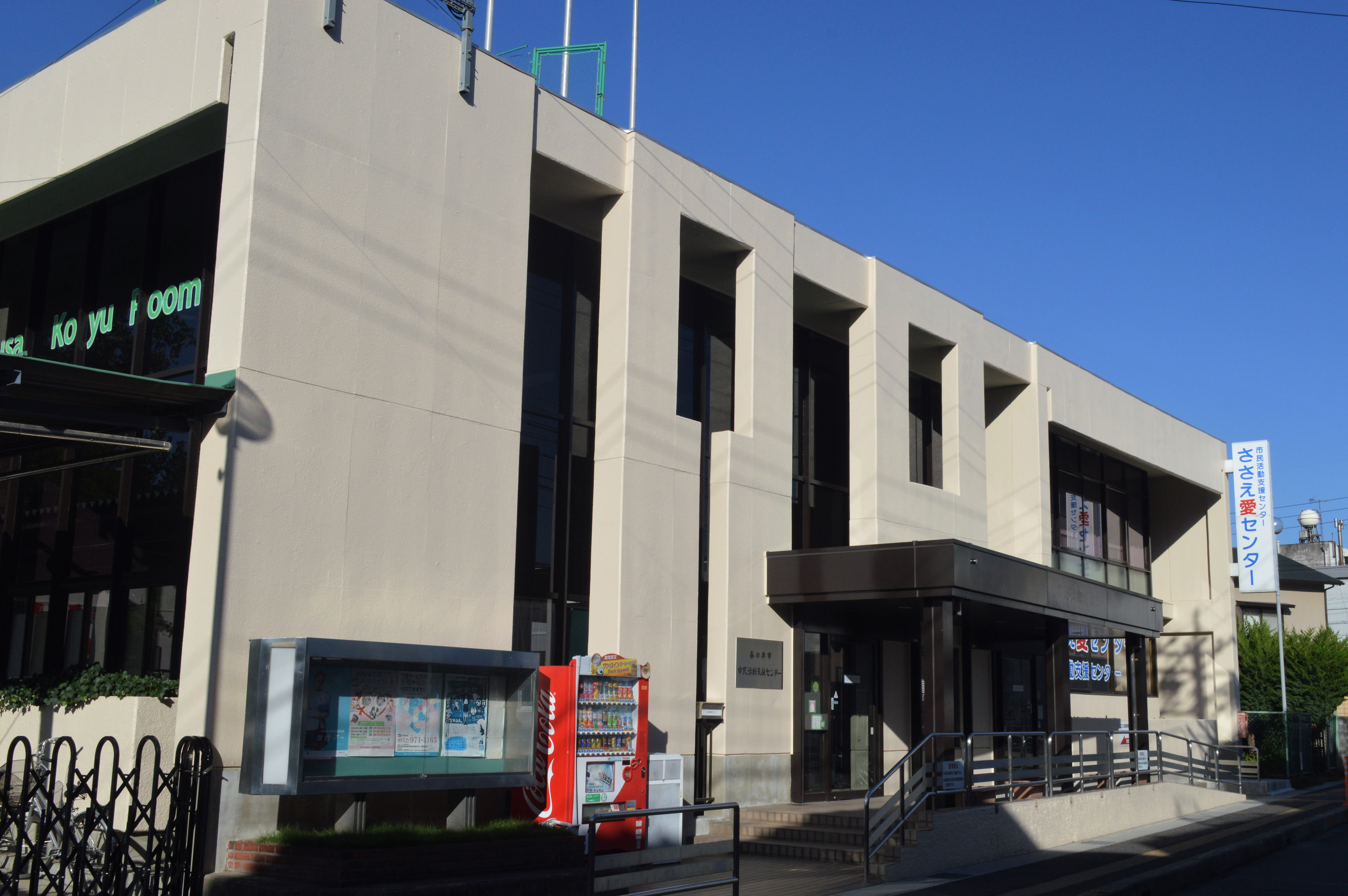
ささえ愛センター
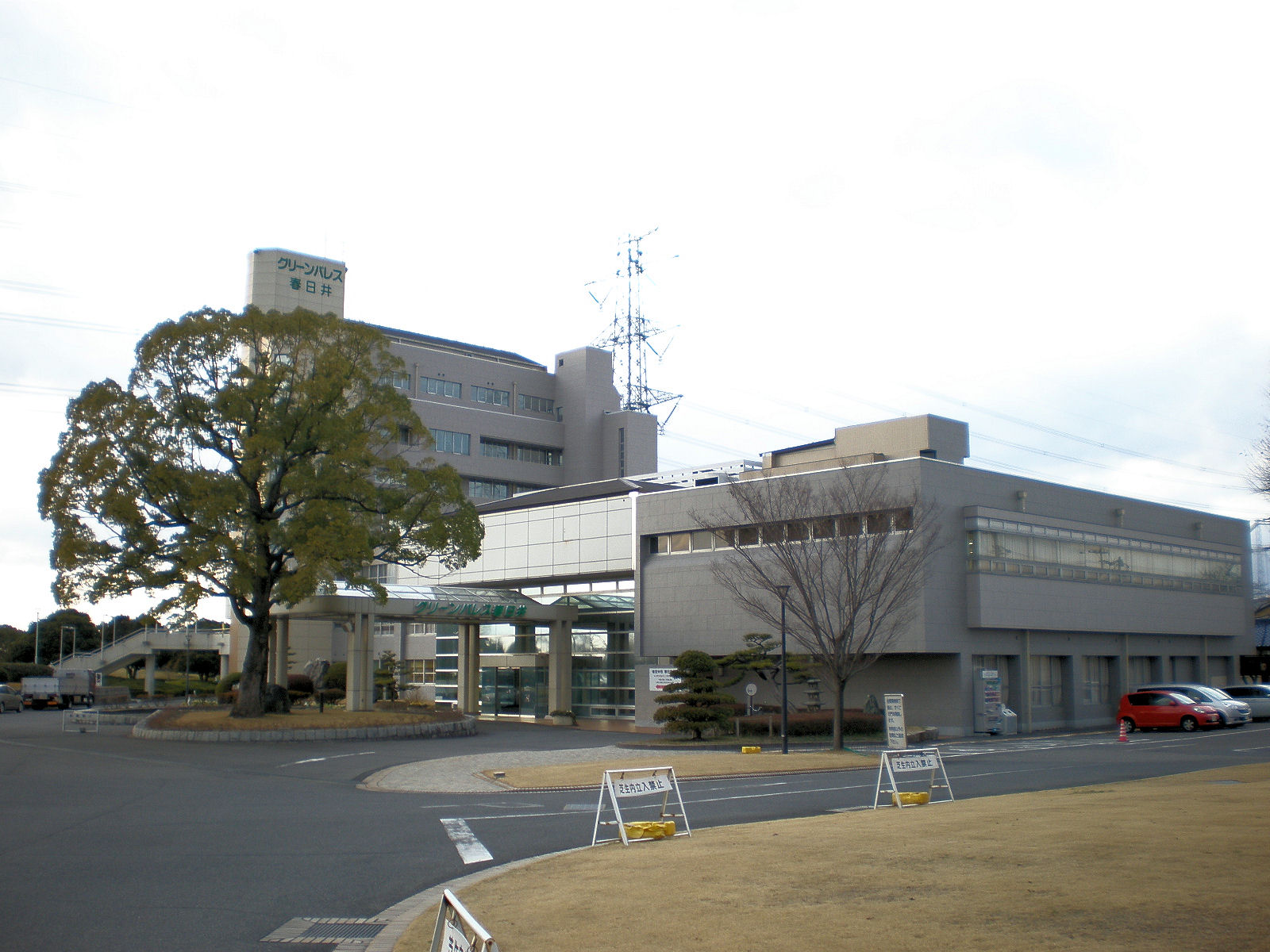
グリーンパレス春日井
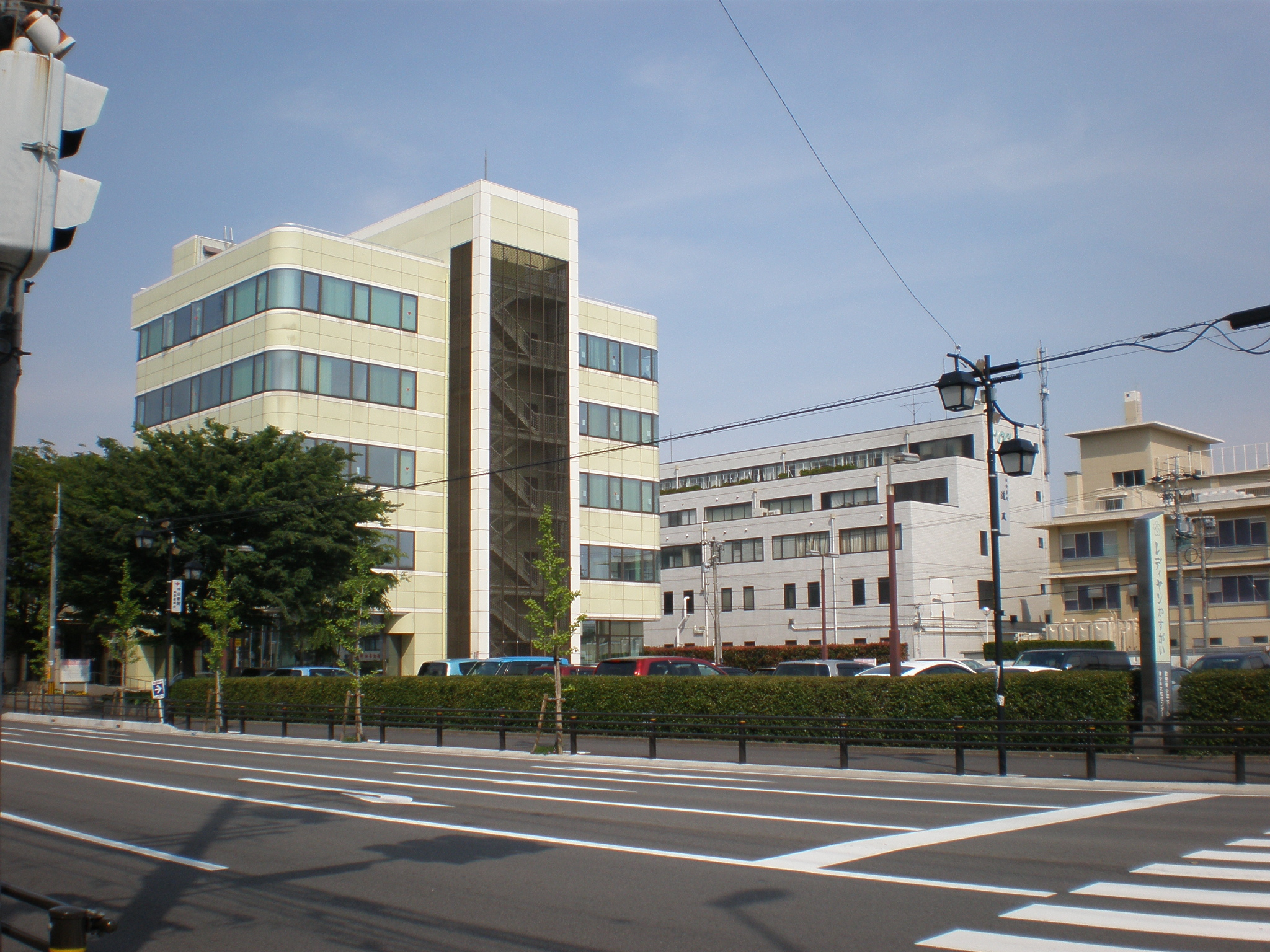
レディヤン春日井

### 運動施設
- アミスポーツクラブ

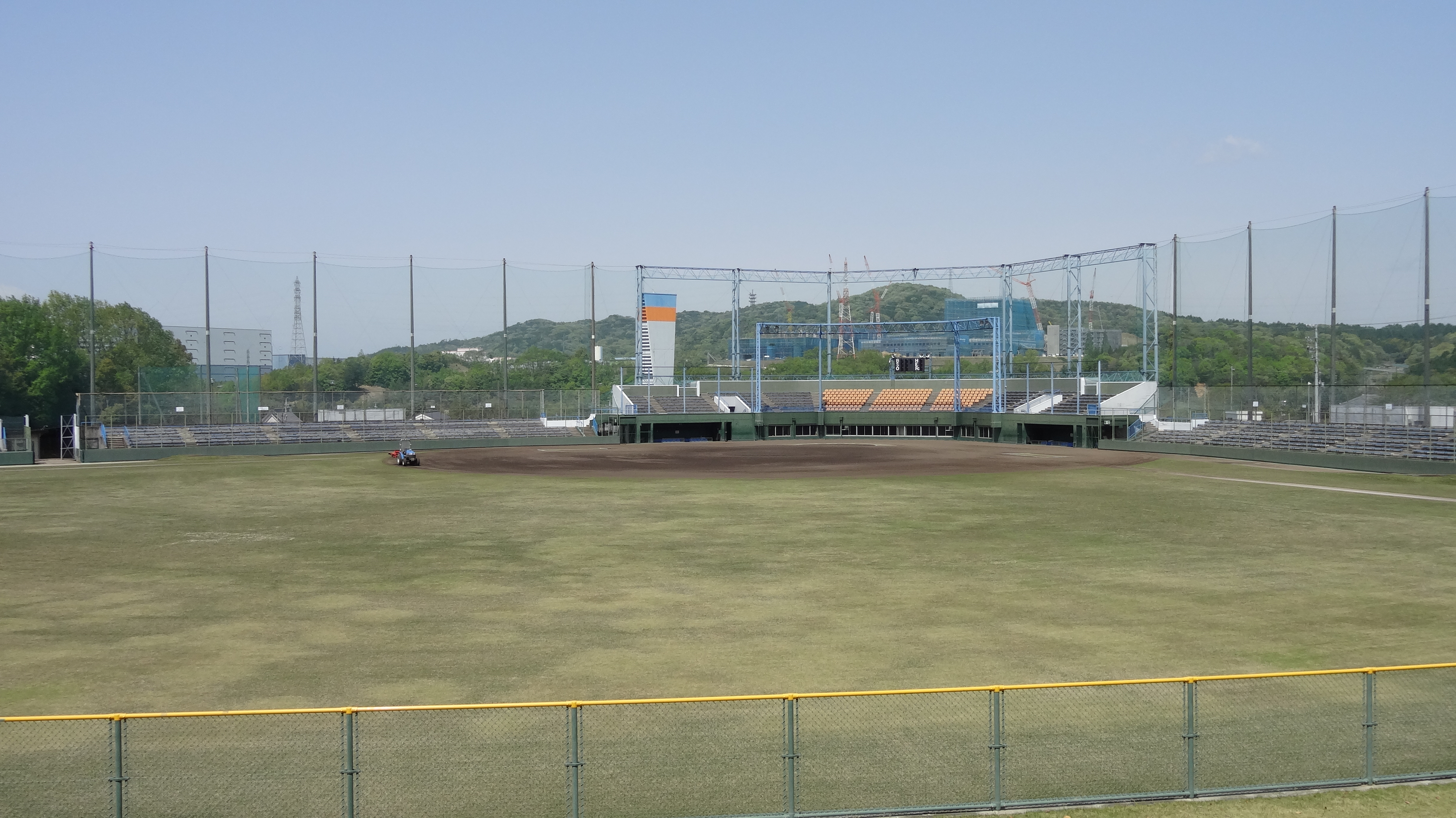
春日井市民球場
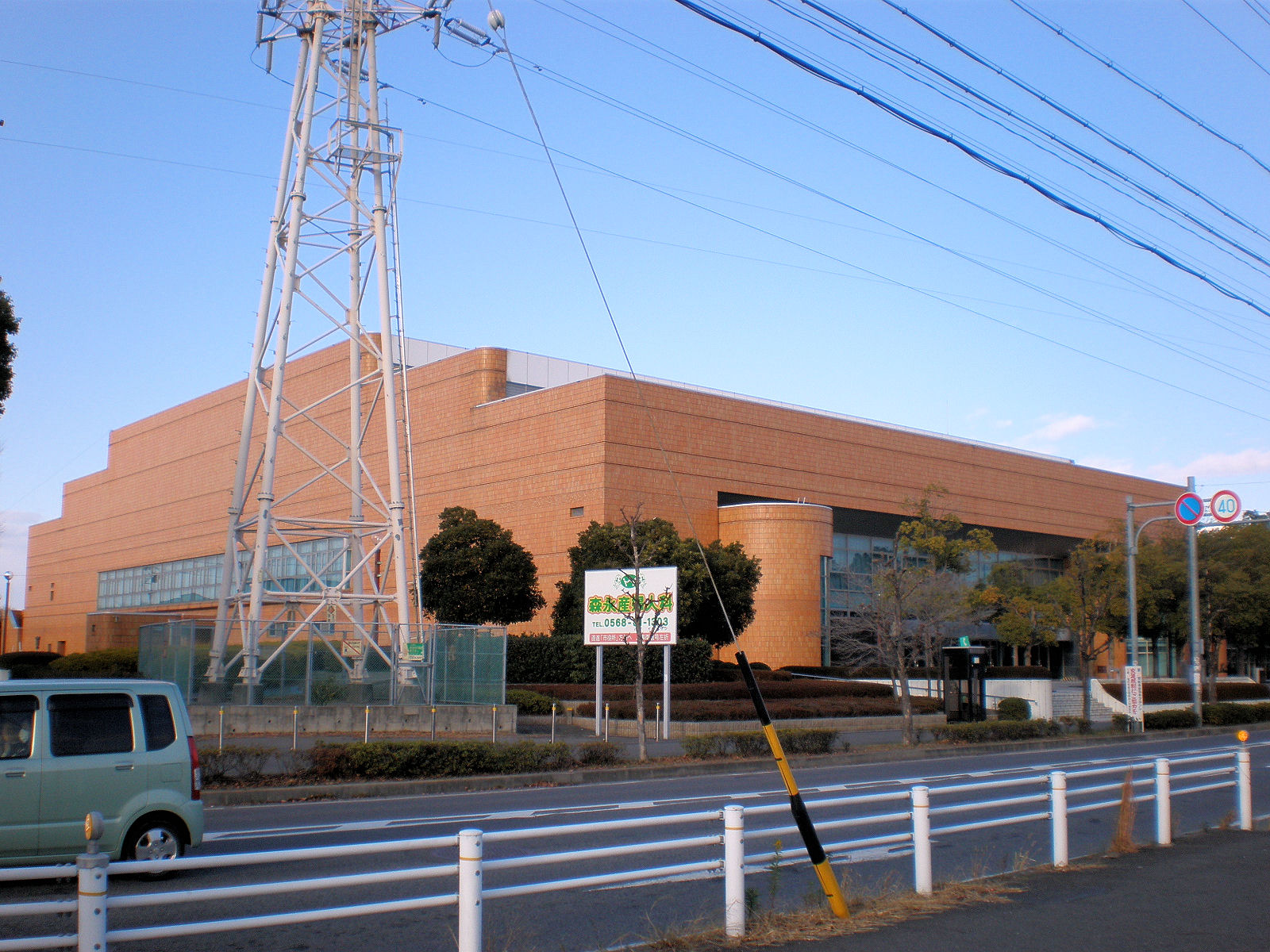
春日井市総合体育館
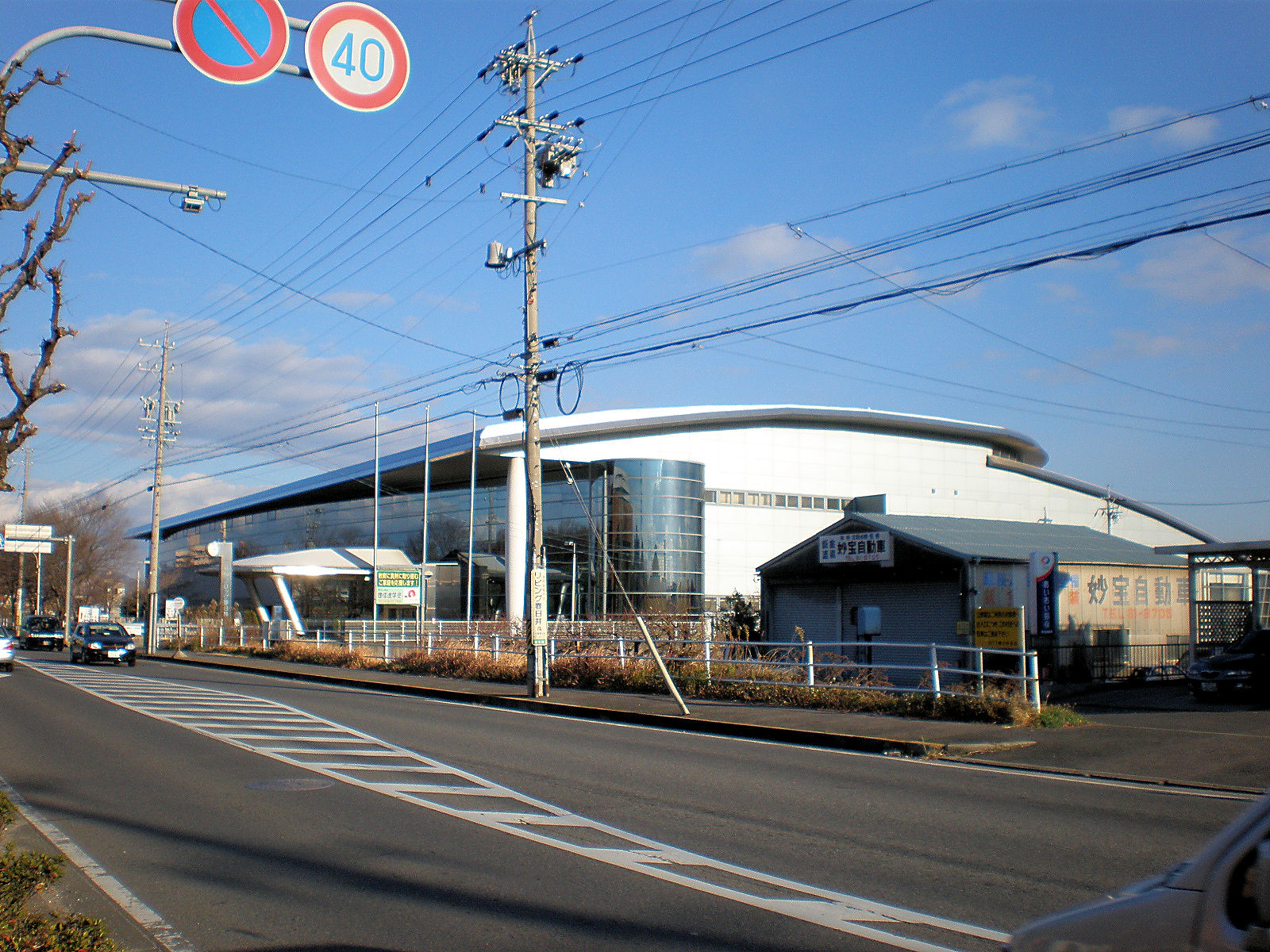
サンフロッグ春日井 - 温水プール
- スポーツクラブNAS
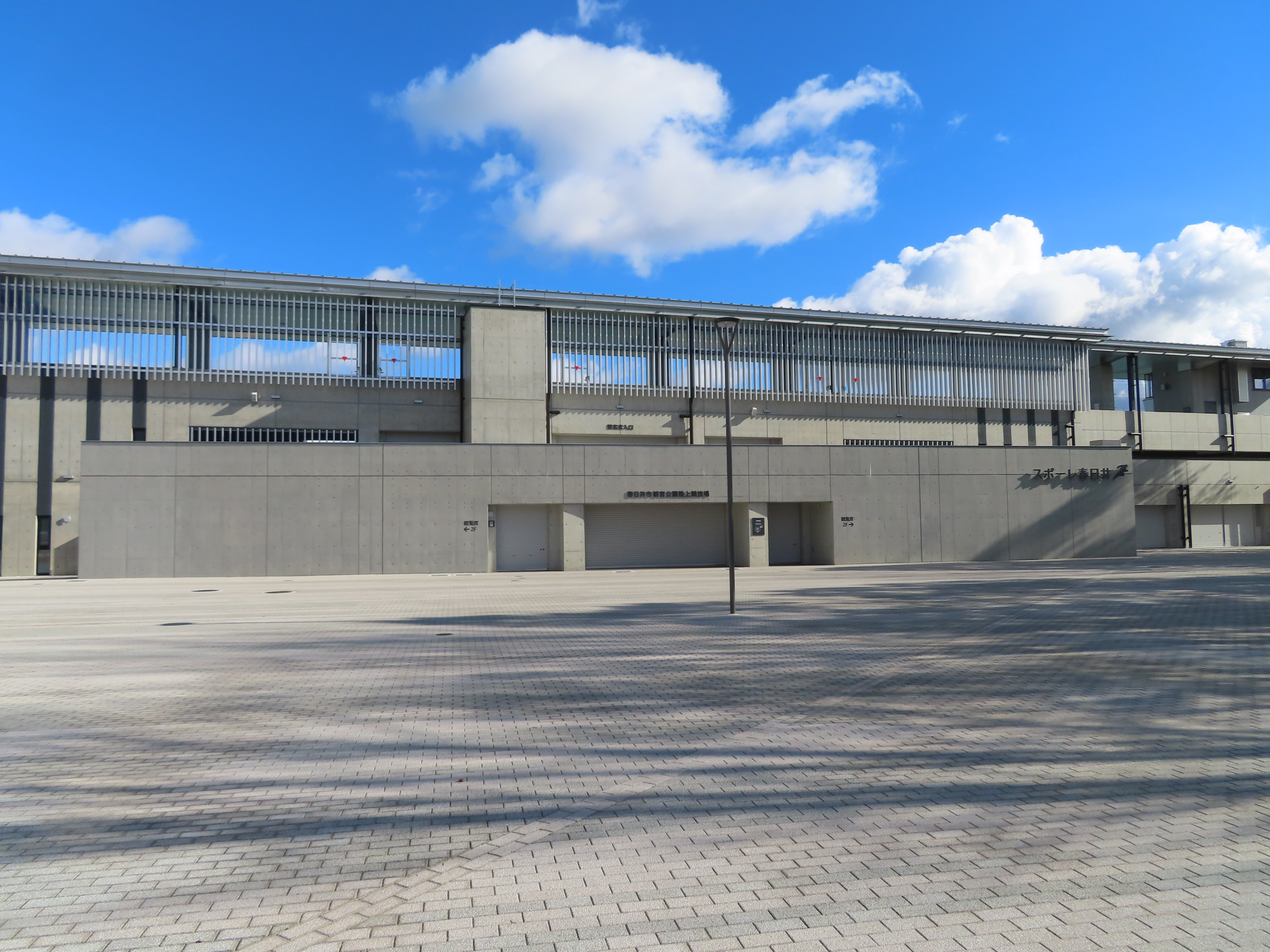
スポーレ春日井

- 春日井市民球場
- 春日井市総合体育館
- サンフロッグ春日井
- スポーレ春日井

その他施設
- 朝日新聞名古屋本社 春日井支局
- 毎日新聞中部本社 春日井通信部
- 中日新聞 春日井支局
- 玉野発電所

## 経済
| 春日井商工会議所 |  | 春日井の中心業務地区（CBD） |
| 春日井商工会議所 |  | 春日井の中心業務地区（CBD） |

### 第一次産業
農業では日本一を誇る実生サボテン（苗）のほか、桃やブドウなどの果樹生産が盛んである。市は宣伝を兼ねてサボテンをモチーフにしたゆるキャラの着ぐるみやグッズを制作。サボテンの着ぐるみは三種類制作され、2009年（平成21年）の春日井まつりから登場している。サボテンを使ったラーメンや焼きそば、ういろうやアイスなど多くの食品があり、2010年（平成22年）6月からはアルコール飲料も売りだされた。

#### 農業
名産

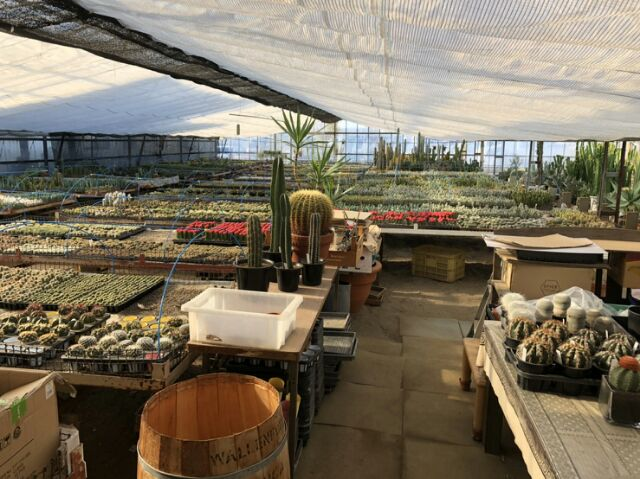
春日井サボテン（後藤サボテン）

- サボテン（春日井サボテン、生産量日本一）（桃山町周辺）
- もも

　市内に拠点を置く主な企業
- 後藤サボテン

### 第二次産業

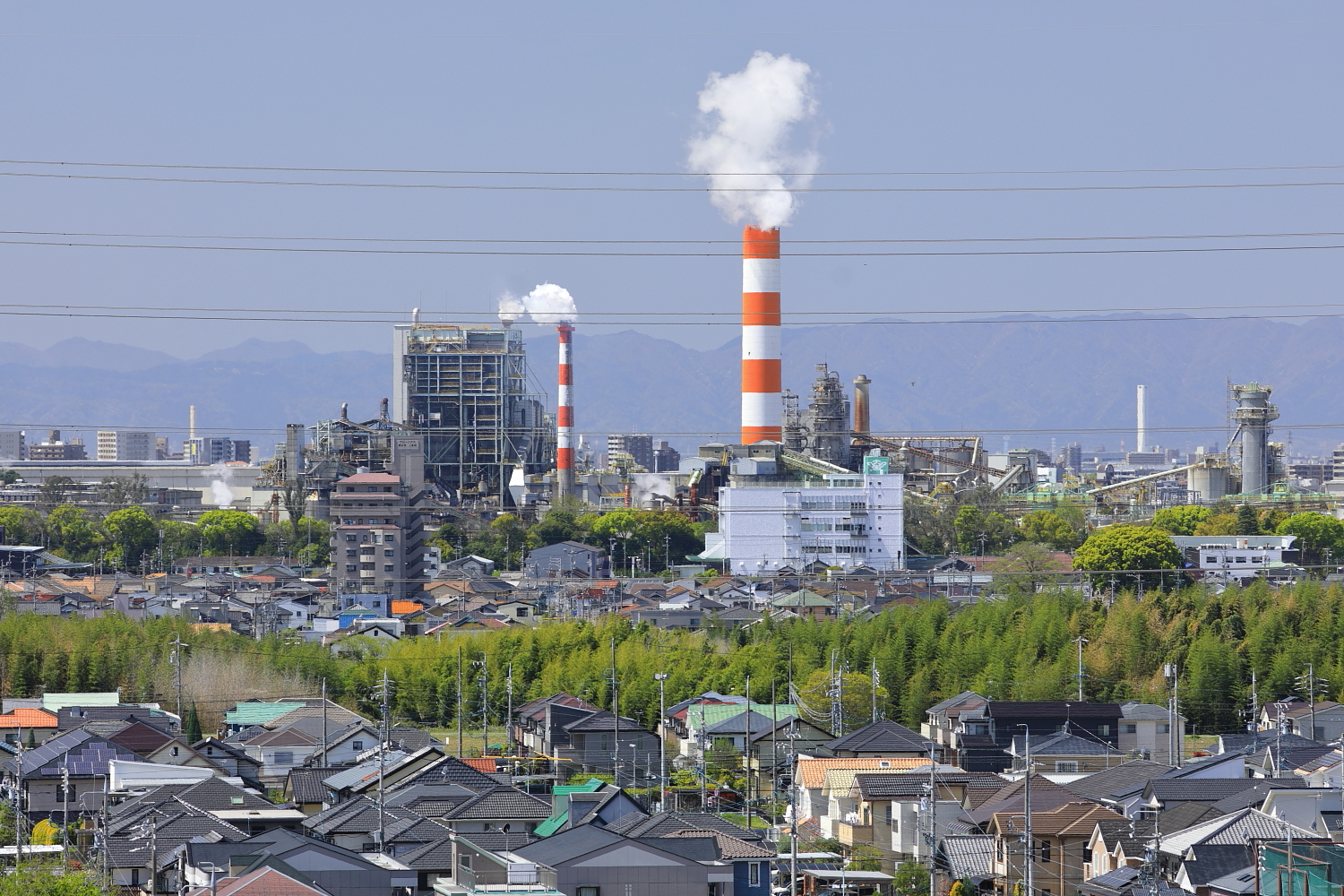
王子製紙春日井工場

王子製紙春日井工場をはじめとして工業も行われている。パナソニックグループの環境システム事業のパナソニックエコシステムズや富士通の子会社富士通セミコンダクターとパナソニックのシステムLSI事業の統合によってできたSoCの設計・開発及び販売を行うソシオネクスト、中部電力グループの変圧器の愛知電機、パチンコ関連の電子機器製造で知られるダイコク電機や東海地方を拠点にメガネを販売しているキクチメガネの本社、焼き肉チェーンあみやき亭の本社、かつては羽衣チョークで有名な羽衣文具の本社があった。またトヨタホーム等トヨタ関連の工場も多い。

#### 工業
市内に拠点を置く主な企業
- 愛知電機
- 王子製紙春日井工場
- 春日井製菓春日井工場
- ダイコク電機
- ナビエース
- パナソニックエコシステムズ
- 富士通VLSI
- 三幸毛糸紡績春日井工場

### 第三次産業
春日井市は日本初のコンビニエンスストアや100円ショップが開業した街である。

#### 商業
主な商業施設
- イオン春日井店
- 清水屋春日井本店
- ヤマナカ鳥居松店、味美店、勝川フランテ、追進店（フレスポ春日井）
- アピタ高蔵寺店（サンマルシェ）
- iias春日井（イーアス春日井、2021年10月22日、ザ・モール春日井Part1跡地にオープン）
- アクロスプラザ春日井（2022年、ザ・モール春日井Part2跡地にリニューアルオープン）
- MEGAドン・キホーテUNY気噴店
- MEGAドン・キホーテ春日井店
- フィールネットワーク、春日井店、EQVo!上田楽店
- アオキスーパー朝宮店
- 平和堂春日井宮町店、春日井庄名店
- ナフコ勝川店、岩野店、坂下店など
- オークワ春日井店（2023年4月12日オープン）

などロードサイド型大型ショッピングセンターが多い。

### 金融機関
メガバンク（都市銀行）
- 三菱UFJ銀行

地方銀行
- 大垣共立銀行
- 百五銀行
- 三十三銀行
- 十六銀行

第二地方銀行
- あいち銀行
- 名古屋銀行

労働金庫
- 東海労働金庫春日井支店

信用金庫
- 岡崎信用金庫
- 岐阜信用金庫
- 瀬戸信用金庫
- 東春信用金庫
- 東濃信用金庫

協同組合
- 尾張中央農業協同組合

信用組合
- 信用組合愛知商銀（商銀信用組合）
- イオ信用組合

### 本社を置く主な企業
- 愛知電機
- あみやき亭
- フォトスタジオタートル
- ダイトーエムイー
- 知多鋼業
- 東洋電機
- パナソニックエコシステムズ
- パナソニック デバイスSUNX
- ファインシンター
- 三ツ知

## 教育

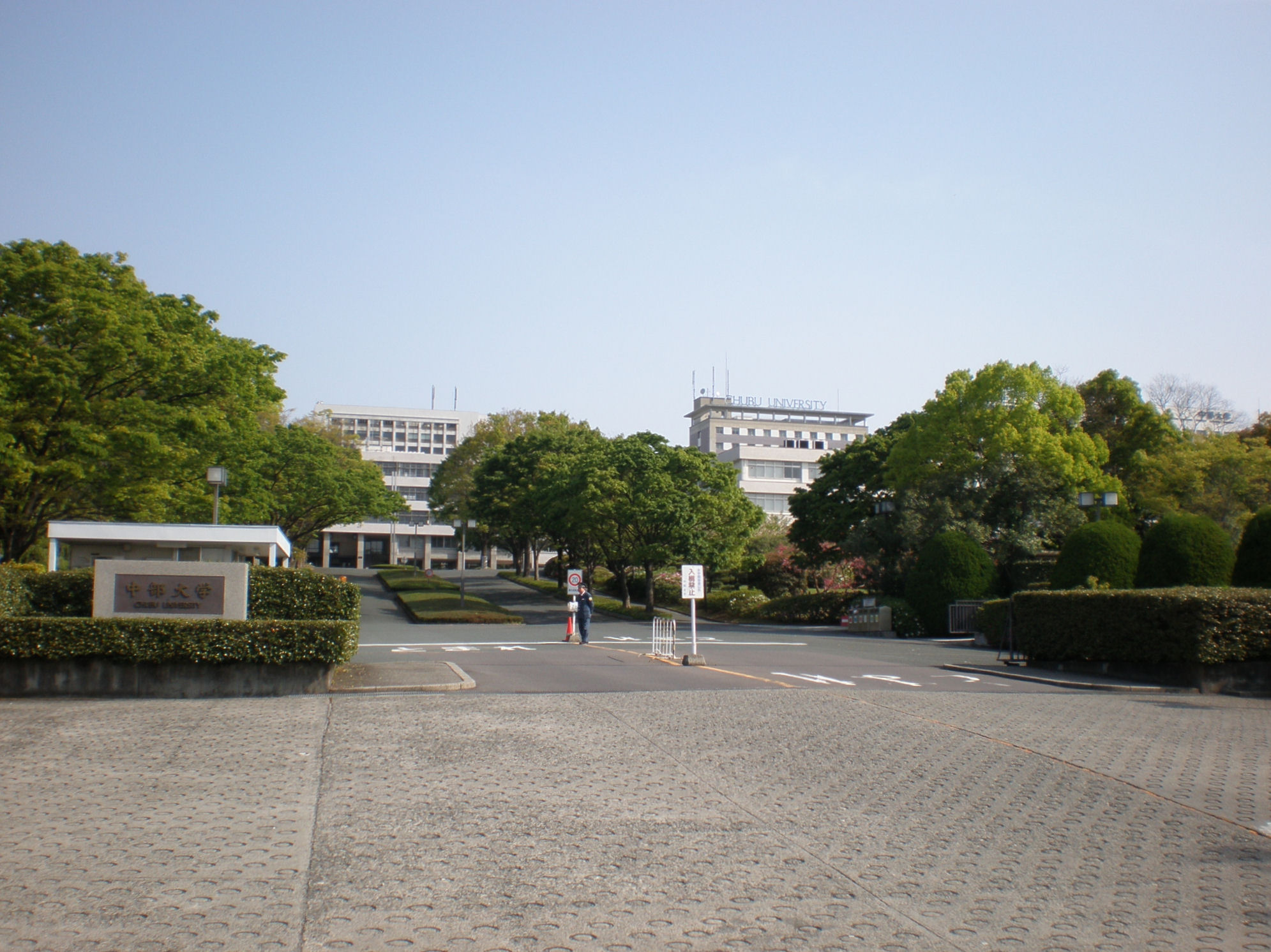
中部大学

### 大学
私立
- 中部大学
- 名城大学 春日井キャンパス
  - 農学部附属農場
  - 教育研究館

### 専修学校
公立
- 公立春日井小牧看護専門学校

### 高等学校
公立
- 愛知県立春日井高等学校
- 愛知県立春日井泉高等学校
- 愛知県立春日井西高等学校
- 愛知県立春日井東高等学校
- 愛知県立高蔵寺高等学校
- 愛知県立春日井工科高等学校
- 愛知県立春日井南高等学校

私立
- 中部大学春日丘高等学校

### 中学校
公立
- 春日井市立東部中学校
- 春日井市立味美中学校
- 春日井市立石尾台中学校
- 春日井市立岩成台中学校
- 春日井市立柏原中学校
- 春日井市立高蔵寺中学校
- 春日井市立坂下中学校
- 春日井市立西部中学校
- 春日井市立鷹来中学校
- 春日井市立高森台中学校
- 春日井市立知多中学校
- 春日井市立中部中学校
- 春日井市立藤山台中学校
- 春日井市立南城中学校
- 春日井市立松原中学校

私立
- 中部大学春日丘中学校

### 小学校
現存する小学校
- 春日井市立味美小学校 - 1873年に開校。
- 春日井市立牛山小学校 - 1873年に開校。
- 春日井市立坂下小学校 - 1873年に開校。
- 春日井市立鷹来小学校 - 1873年に開校。
- 春日井市立春日井小学校 - 1875年に開校。
- 春日井市立小野小学校 - 1892年に開校。
- 春日井市立篠木小学校 - 1908年に開校。
- 春日井市立高座小学校 - 1908年に開校。
- 春日井市立勝川小学校 - 1909年に開校。
- 春日井市立鳥居松小学校 - 1909年に開校。
- 春日井市立西尾小学校 - 1910年に開校。
- 春日井市立玉川小学校 - 1949年に開校。
- 春日井市立不二小学校 - 1949年に開校。
- 春日井市立八幡小学校 - 1952年に開校。
- 春日井市立白山小学校 - 1968年に開校。
- 春日井市立藤山台小学校 - 1968年に開校。高蔵寺ニュータウン。
- 春日井市立神領小学校 - 1969年に開校。
- 春日井市立山王小学校 - 1970年に開校。
- 春日井市立松原小学校 - 1971年に開校。
- 春日井市立西山小学校 - 1972年に開校。
- 春日井市立岩成台小学校 - 1972年に開校。高蔵寺ニュータウン。
- 春日井市立高森台小学校 - 1973年に開校。高蔵寺ニュータウン。
- 春日井市立柏原小学校 - 1974年に開校。
- 春日井市立大手小学校 - 1976年に開校。
- 春日井市立中央台小学校 - 1976年に開校。
- 春日井市立岩成台西小学校 - 1977年に開校。高蔵寺ニュータウン。
- 春日井市立松山小学校 - 1978年に開校。
- 春日井市立神屋小学校 - 1979年に開校。
- 春日井市立上条小学校 - 1979年に開校。
- 春日井市立東野小学校 - 1979年に開校。
- 春日井市立東高森台小学校 - 1980年に開校。高蔵寺ニュータウン。
- 春日井市立石尾台小学校 - 1980年に開校。高蔵寺ニュータウン。
- 春日井市立北城小学校 - 1980年に開校。
- 春日井市立篠原小学校 - 1982年に開校。
- 春日井市立押沢台小学校 - 1983年に開校。高蔵寺ニュータウン。
- 春日井市立丸田小学校 - 2002年に開校。
- 春日井市立出川小学校 - 2007年に開校。

廃校
- 春日井市立藤山台東小学校 - 1971年に開校。高蔵寺ニュータウン。2013年3月に廃校となり春日井市立藤山台小学校に統合。
- 春日井市立西藤山台小学校 - 1973年に開校。高蔵寺ニュータウン。2016年3月に廃校となり春日井市立藤山台小学校に統合。

### インターナショナルスクール
朝鮮学校
- 東春朝鮮初級学校

### その他
特別支援学校
- 愛知県立春日台特別支援学校
- 愛知県立春日井高等特別支援学校

自動車学校

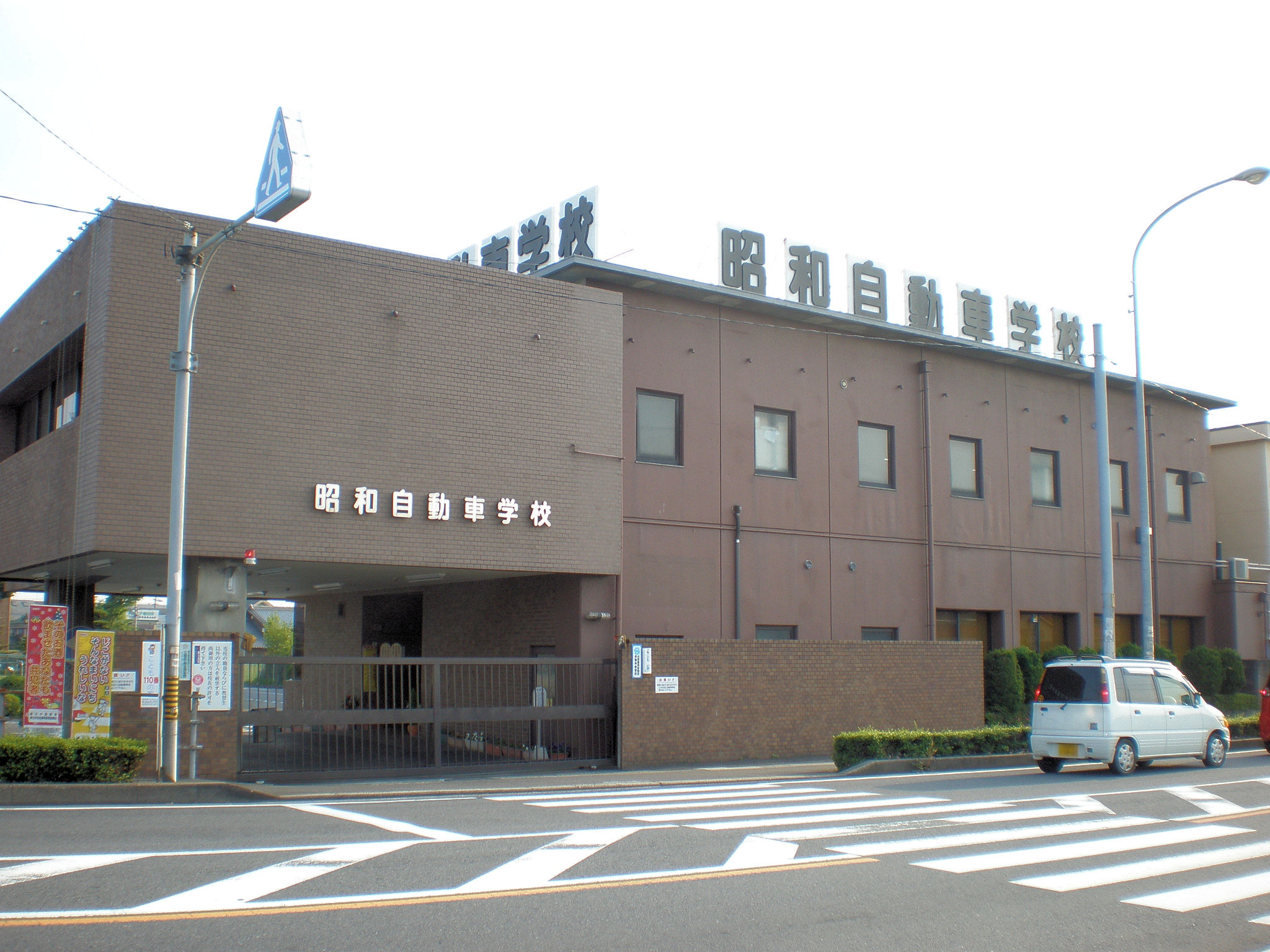
昭和自動車学校
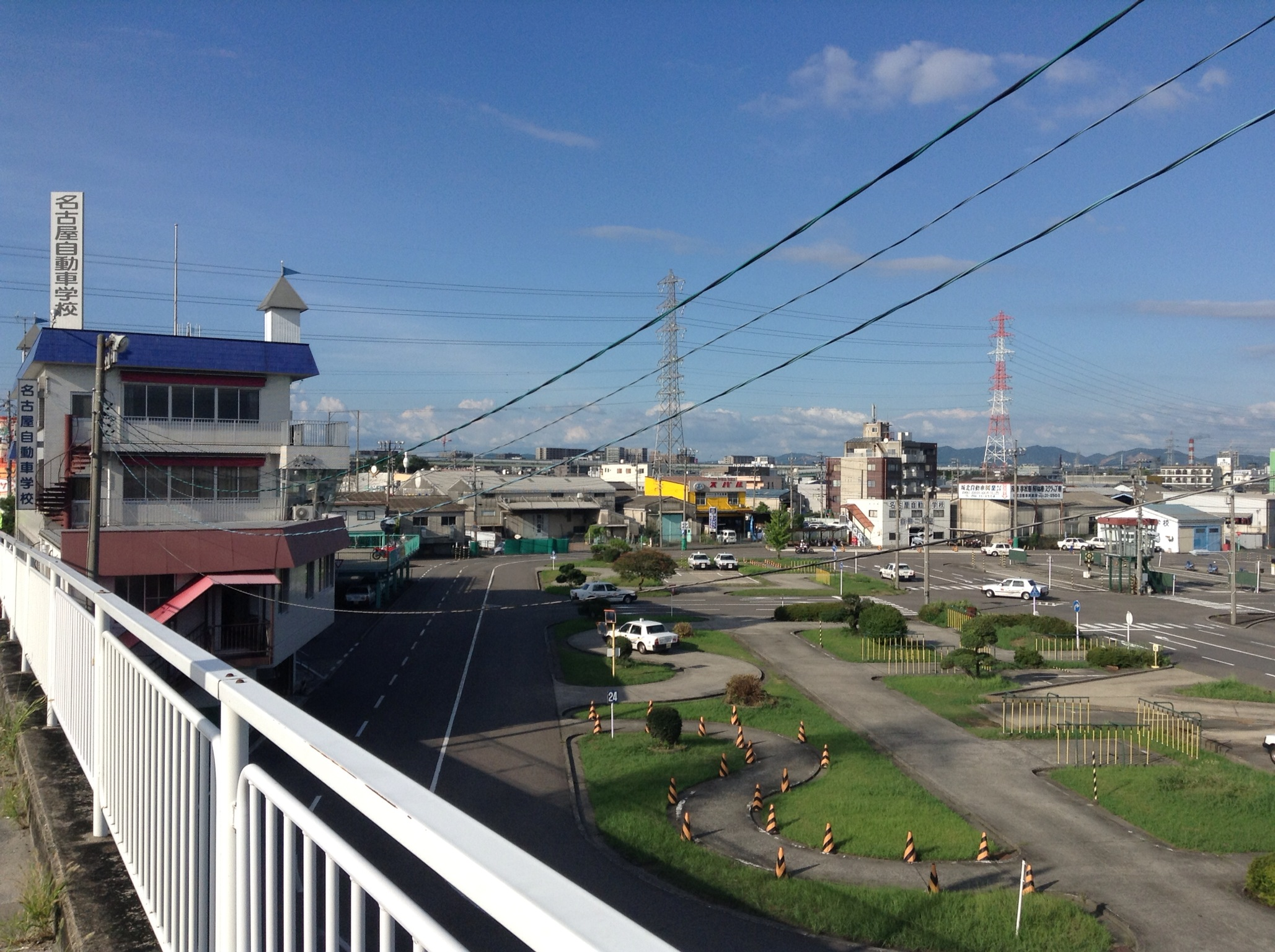
名古屋自動車学校 春日井校
- マジオドライバーズスクール春日井校

- 昭和自動車学校
- 名古屋自動車学校 春日井校

児童福祉施設
- 若草学園 - 児童福祉施設

## 交通

### 空港

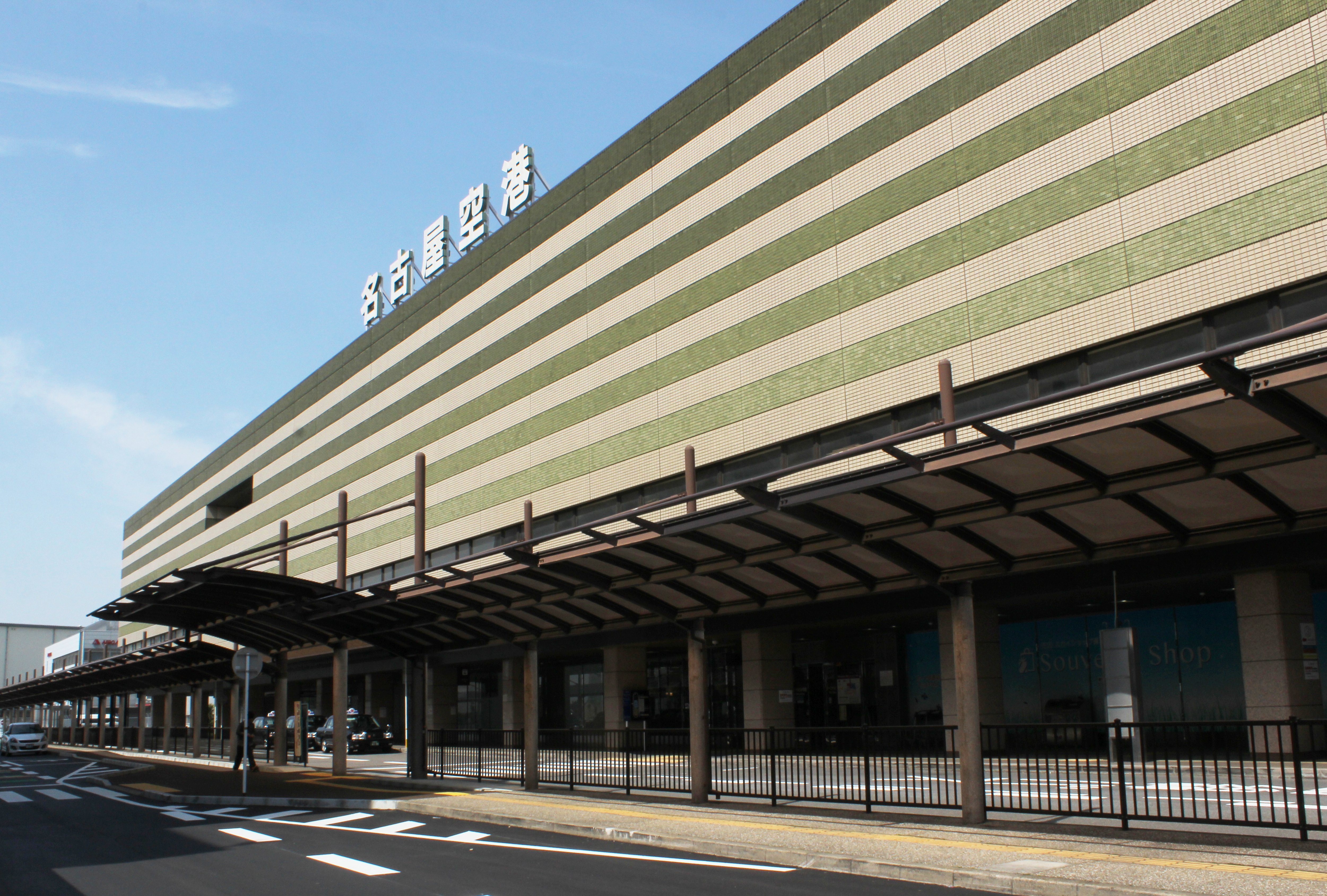
県営名古屋空港（小牧空港）

県営名古屋空港
通称は小牧空港。搭乗口を含めた空港敷地の大部分は西春日井郡豊山町にある。行政区分上では西春日井郡豊山町、小牧市、春日井市、名古屋市（北区）の3市1町にまたがっている。
アメリカ合衆国ワシントン州のモーゼスレイク市にあるグラント郡国際空港と姉妹空港提携をおこなっている。

### 鉄道
市の中心駅となる駅：高蔵寺駅(JR、愛知環状鉄道)･JR勝川駅･JR春日井駅。

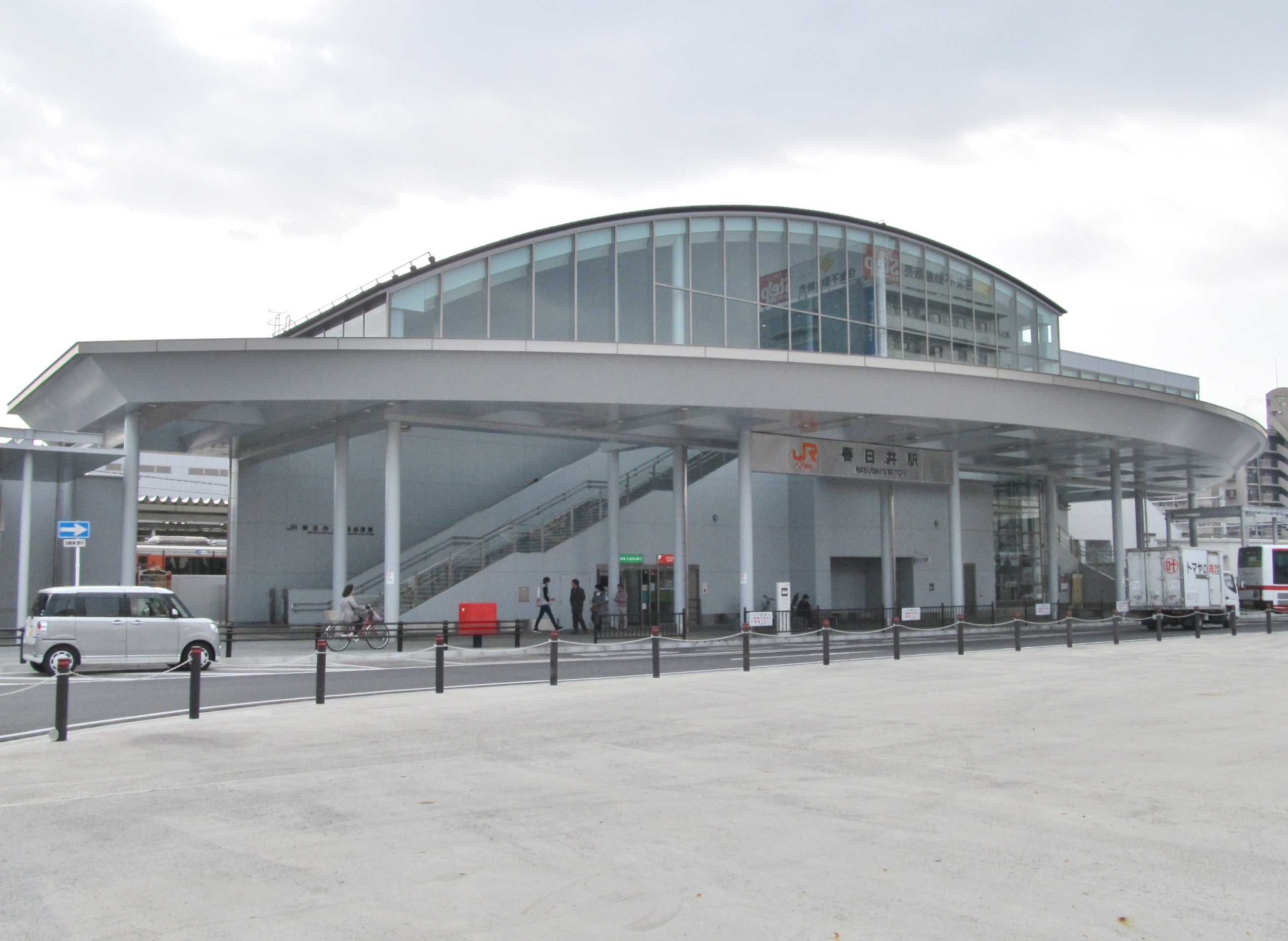
高蔵寺ニュータウンなど、東部の住民は高蔵寺駅（JR駅に愛知環状鉄道が乗入）を利用する人が多い。神領駅に快速（朝夕に運転）は停車しないが、近くに高校、大学があるため利用者は増えている。
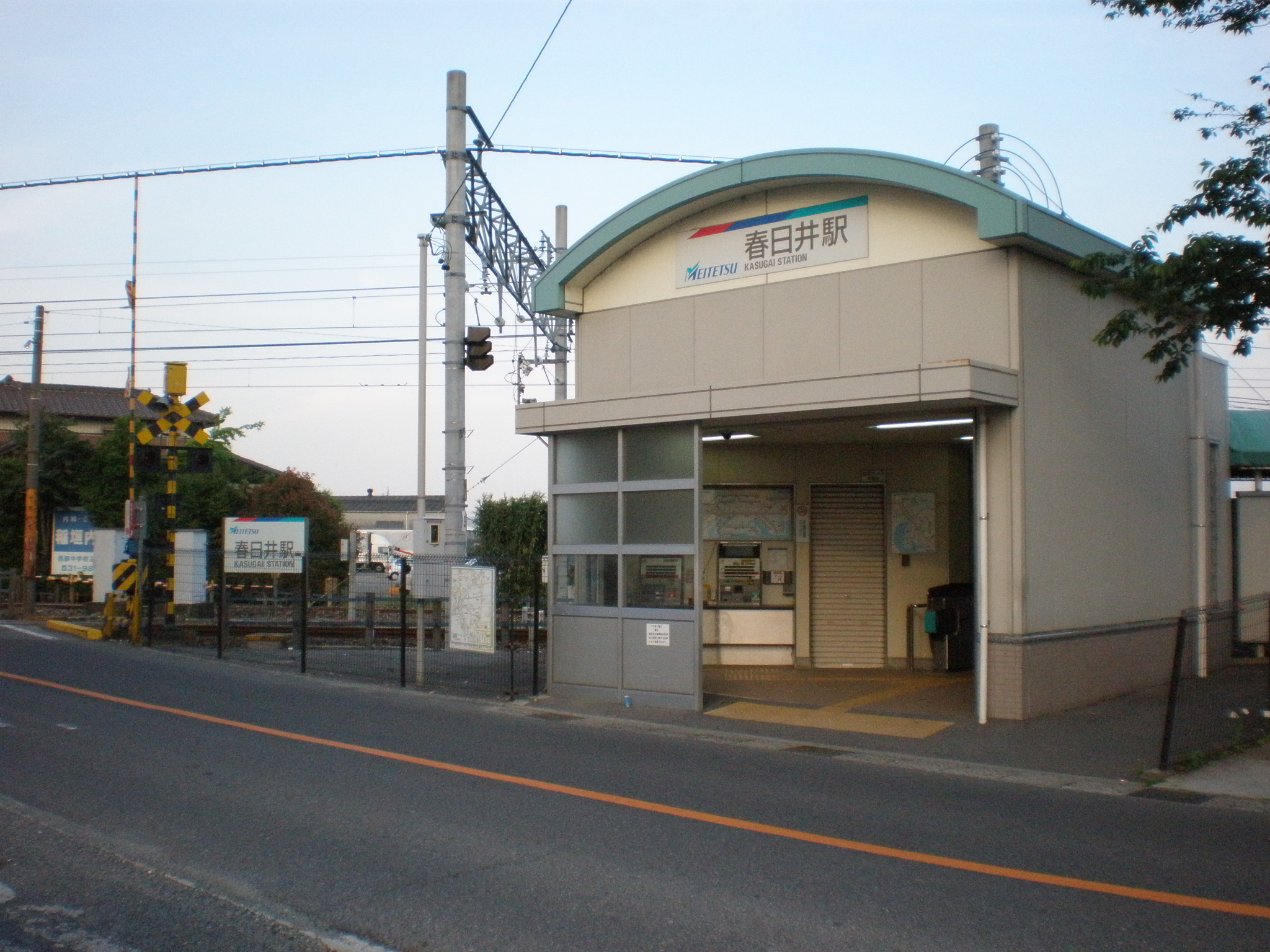
名鉄小牧線の春日井駅はJRの春日井駅から大きく離れた場所にある全く別の駅であり、また味美駅も名鉄と城北線とは別の駅であり、接続していない。勝川駅もJR駅と城北線の駅との距離が離れている。名鉄小牧線は豊山町や小牧市との境に近い市西部を概ね南北に通っている。
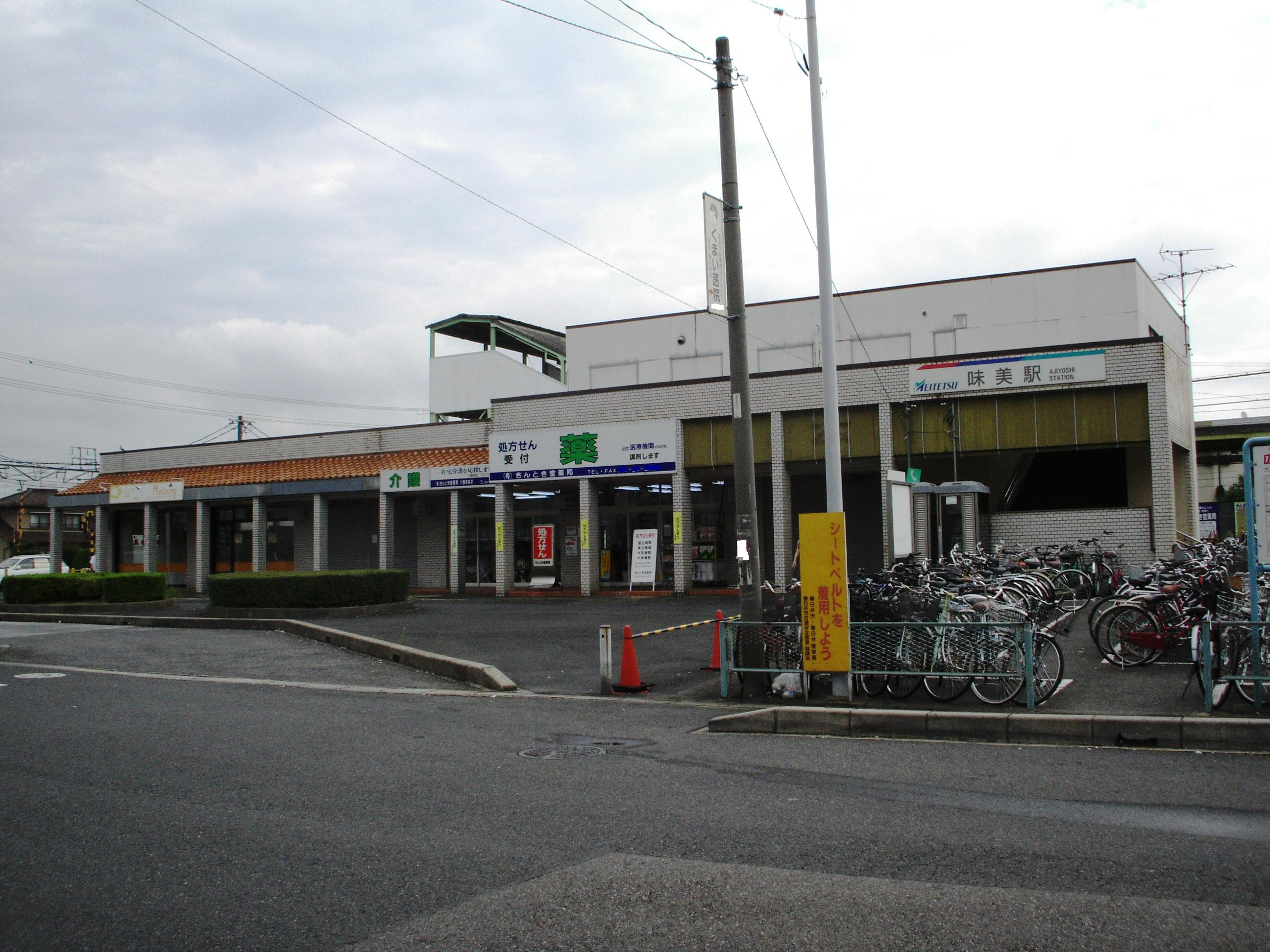
名鉄 味美駅
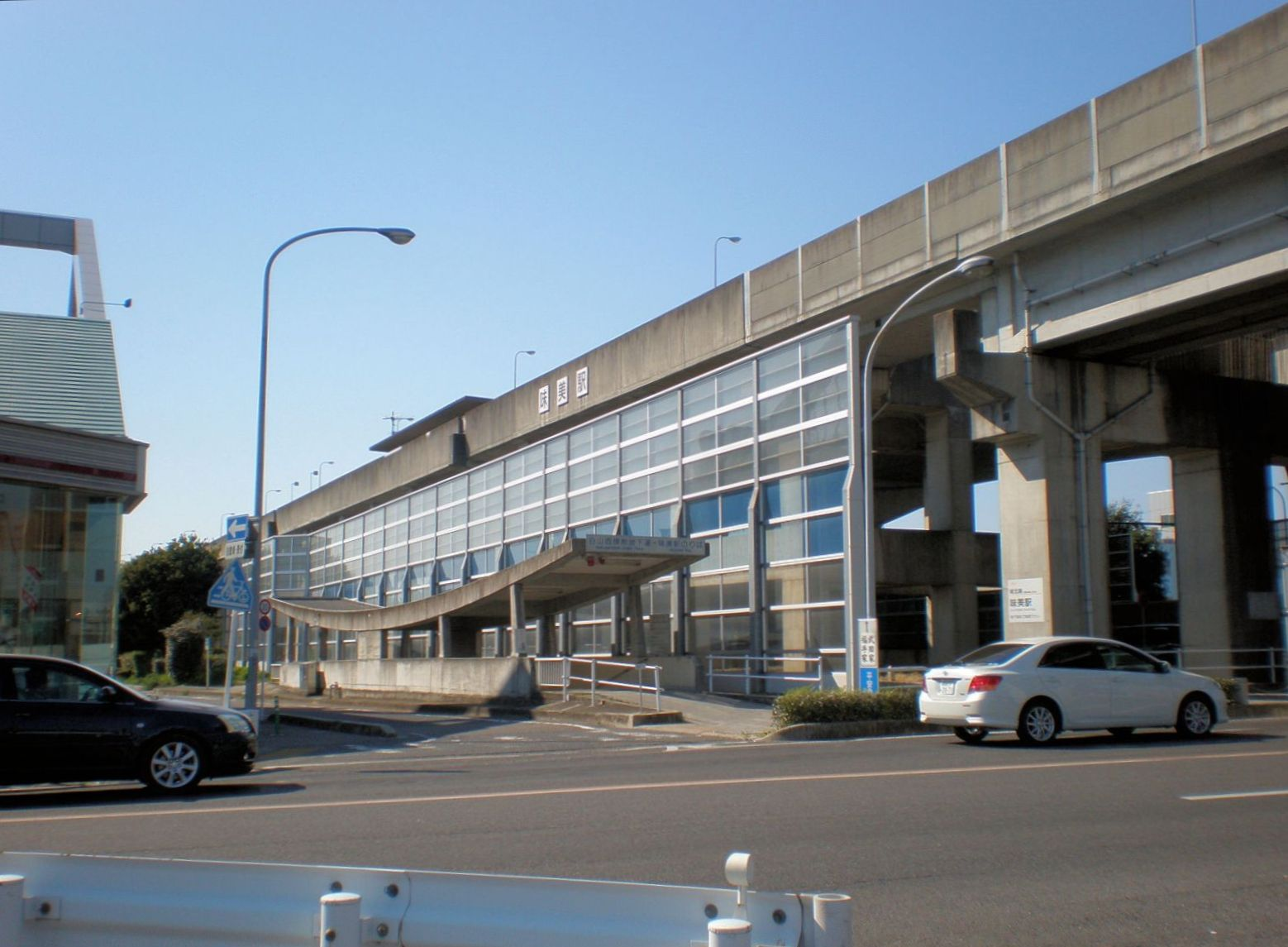
TKJ 味美駅
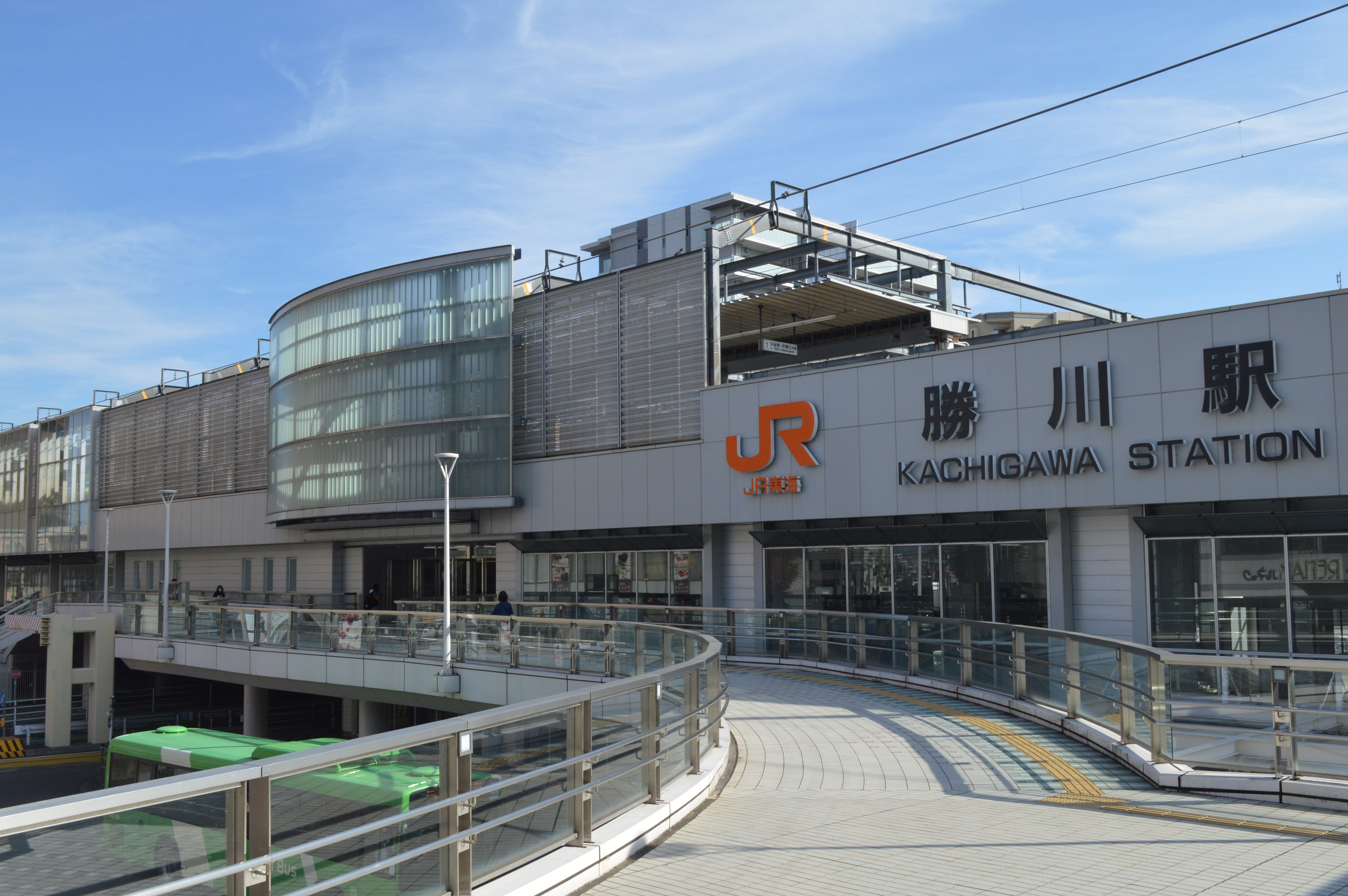
JR 勝川駅
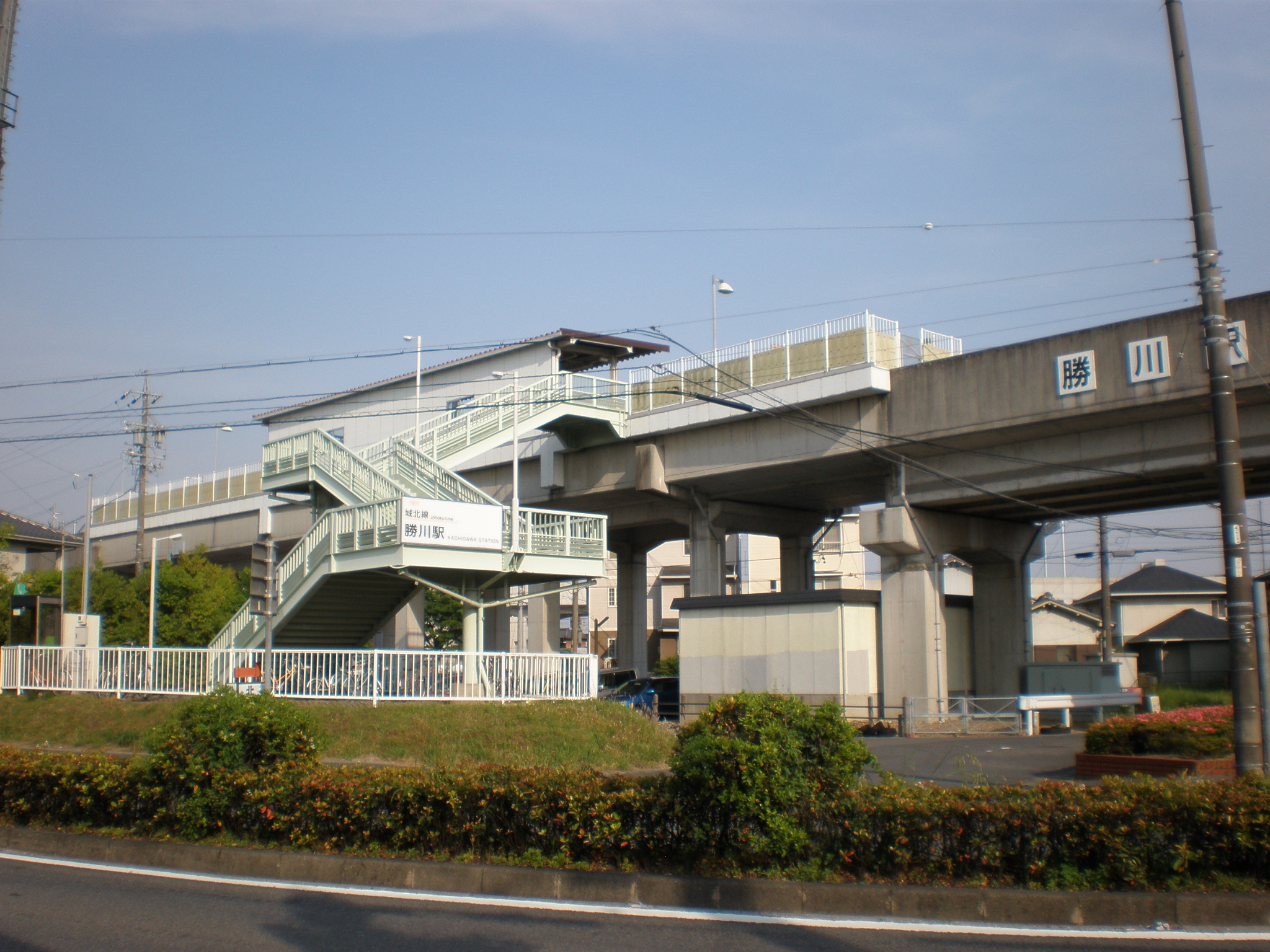
TKJ 勝川駅
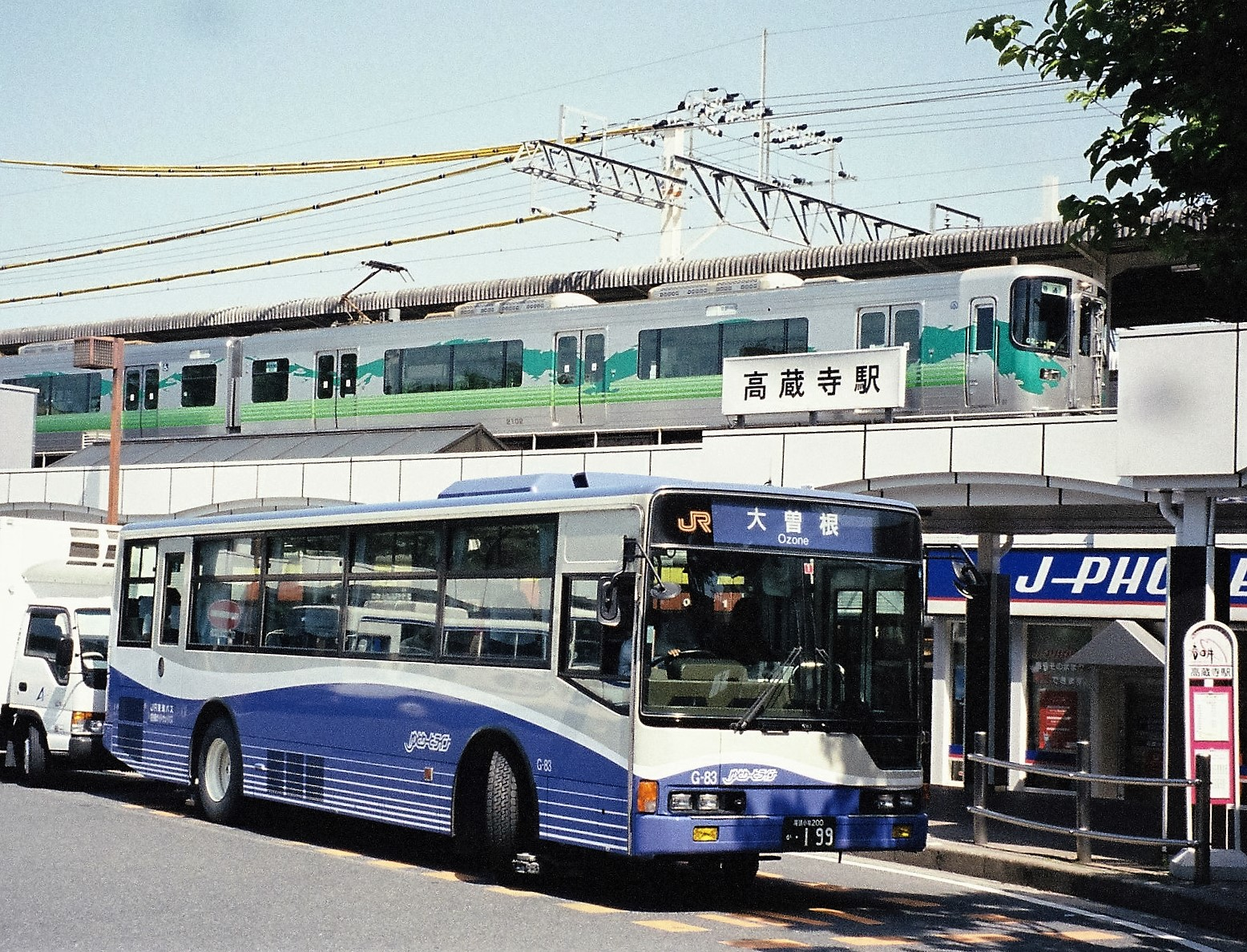
JR・愛環 高蔵寺駅

東海旅客鉄道 (JR東海)
中央本線：（名古屋市守山区）-　勝川駅 -　春日井駅 (JR) - 神領駅 - 高蔵寺駅 - 定光寺駅 -（岐阜県多治見市）
JR東海交通事業 (TKJ)
城北線：（名古屋市西区）-　城北線味美駅 - 城北線勝川駅
名古屋鉄道 (名鉄)
小牧線：（名古屋市北区）-　小牧線味美駅 -　小牧線春日井駅 - 牛山駅 - 間内駅 -（小牧市）
愛知環状鉄道 (愛環)
愛知環状鉄道線：高蔵寺駅 -（瀬戸市）
廃線
- 名古屋鉄道勝川線：新勝川駅、勝川口駅
- 名古屋鉄道鷹来線

- JR 春日井駅
- 名鉄 春日井駅
- 名鉄 味美駅
- TKJ 味美駅
- JR 勝川駅
- TKJ 勝川駅
- JR・愛環 高蔵寺駅

### バス

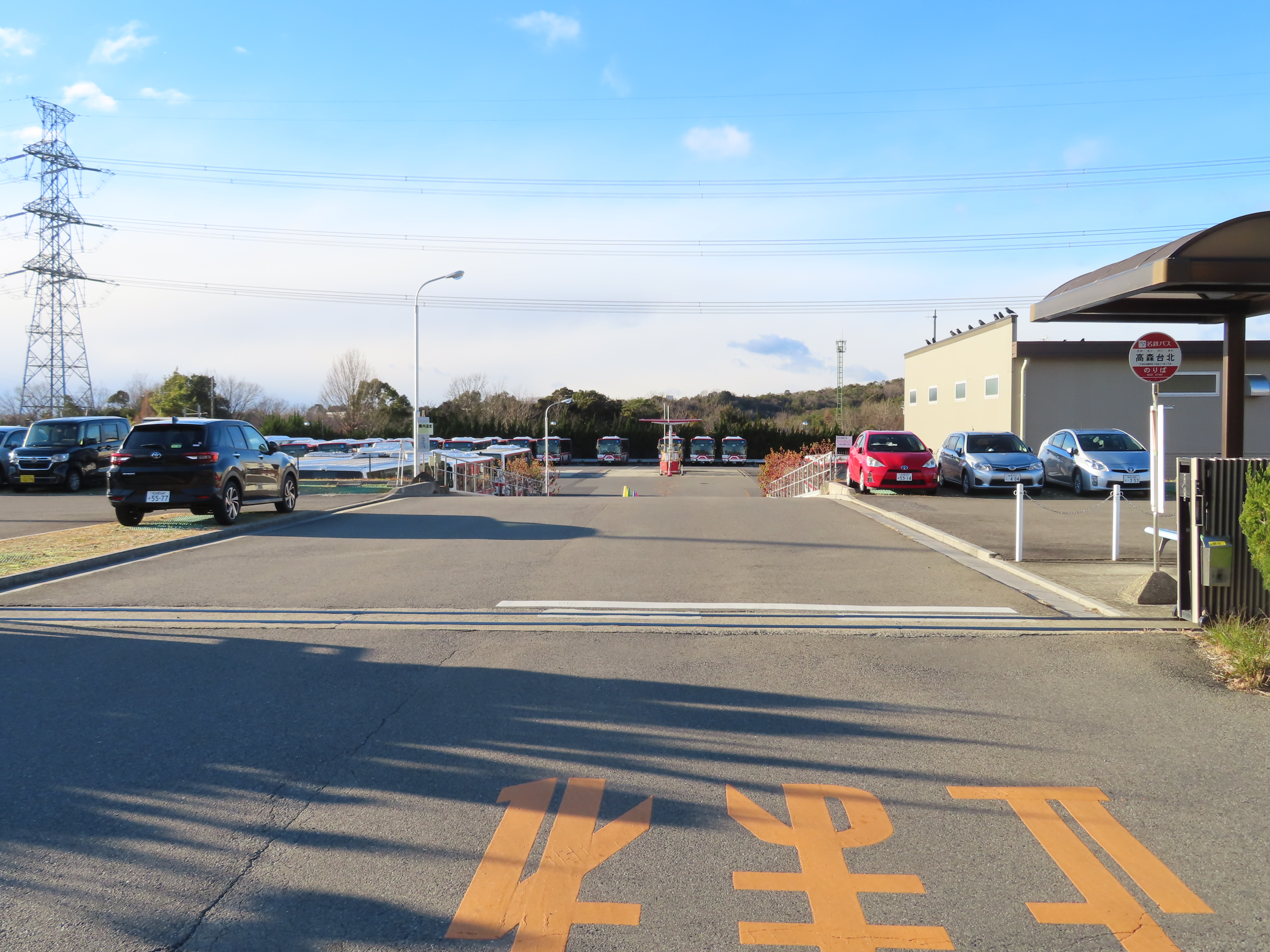
名鉄バス春日井営業所

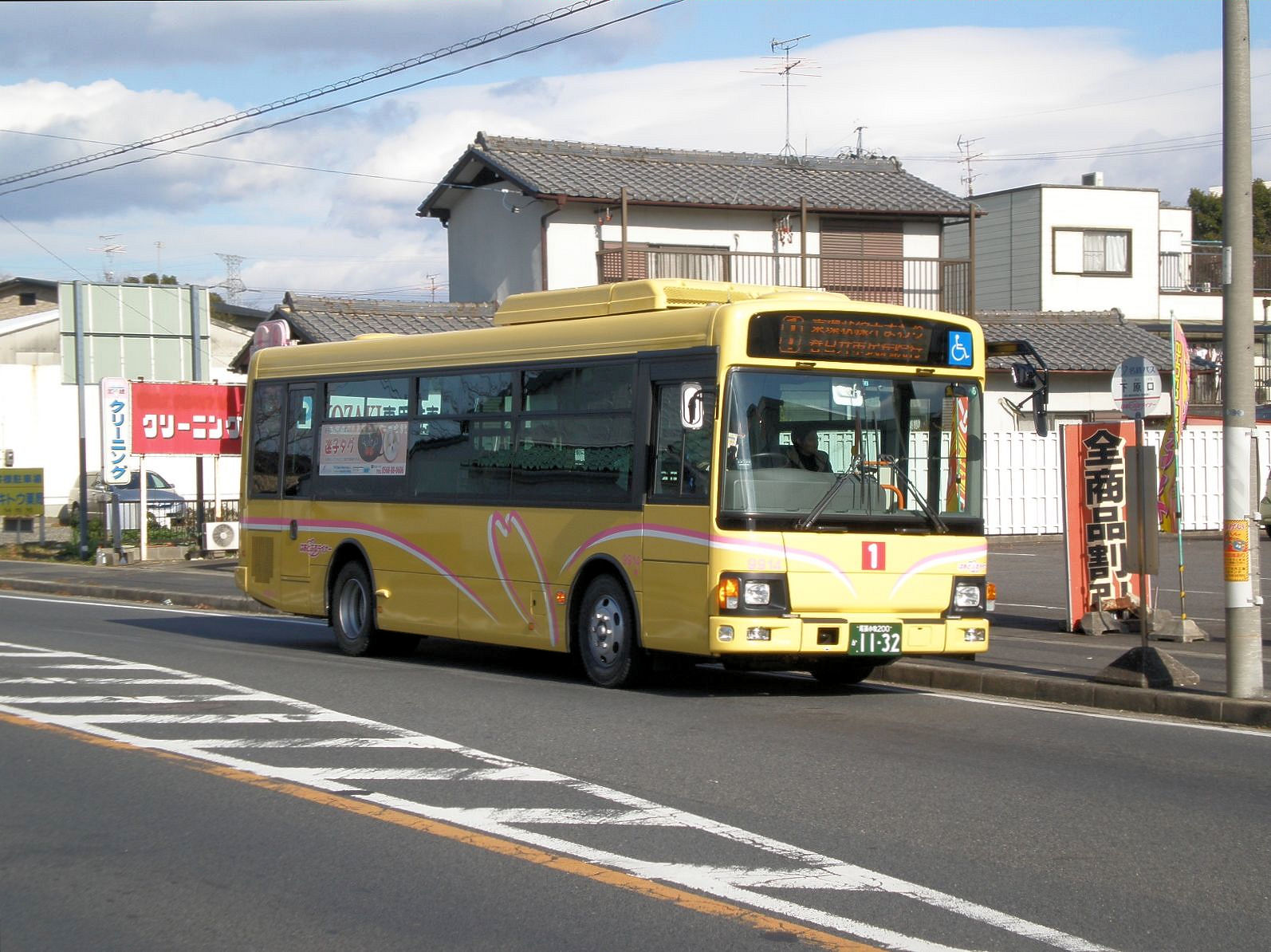
かすがいシティバス

#### 路線バス
- 名鉄バス
  - 管轄営業所は一部路線を除き春日井営業所が担当している。
  - 停留所は小牧市域になるが、間内から岩倉行きがある。
- あおい交通
- 名古屋市営バス・ゆとりーとライン
  - 市内にある停留所は「高蔵寺」のみ。
  - 春日井市立味美中学校から徒歩圏内で名古屋市域になるが「如意住宅」停留所がある。
    - 行先は栄、西部医療センター、黒川、上小田井行きがある。

コミュニティバス
- かすがいシティバス（はあとふるライナー） - 春日井市が運行するコミュニティバス。名鉄バス（春日井営業所）へ運行委託。
- こまき巡回バス - 小牧市が運行するコミュニティバス。市内にある停留所は「上田楽（かみたらが）」のみ。

その他
- サンマルシェ循環バス
- 名古屋空港直行バス

#### 廃止路線
- 地域コミュニティバス「かっちぃ」- 春日井市商店街連合会が運行主体となり、2008年12月22日に運行開始[24]。あおい交通小牧営業所にへ運行委託していた[24]。2010年1月廃止。
- JR東海バス

### 道路

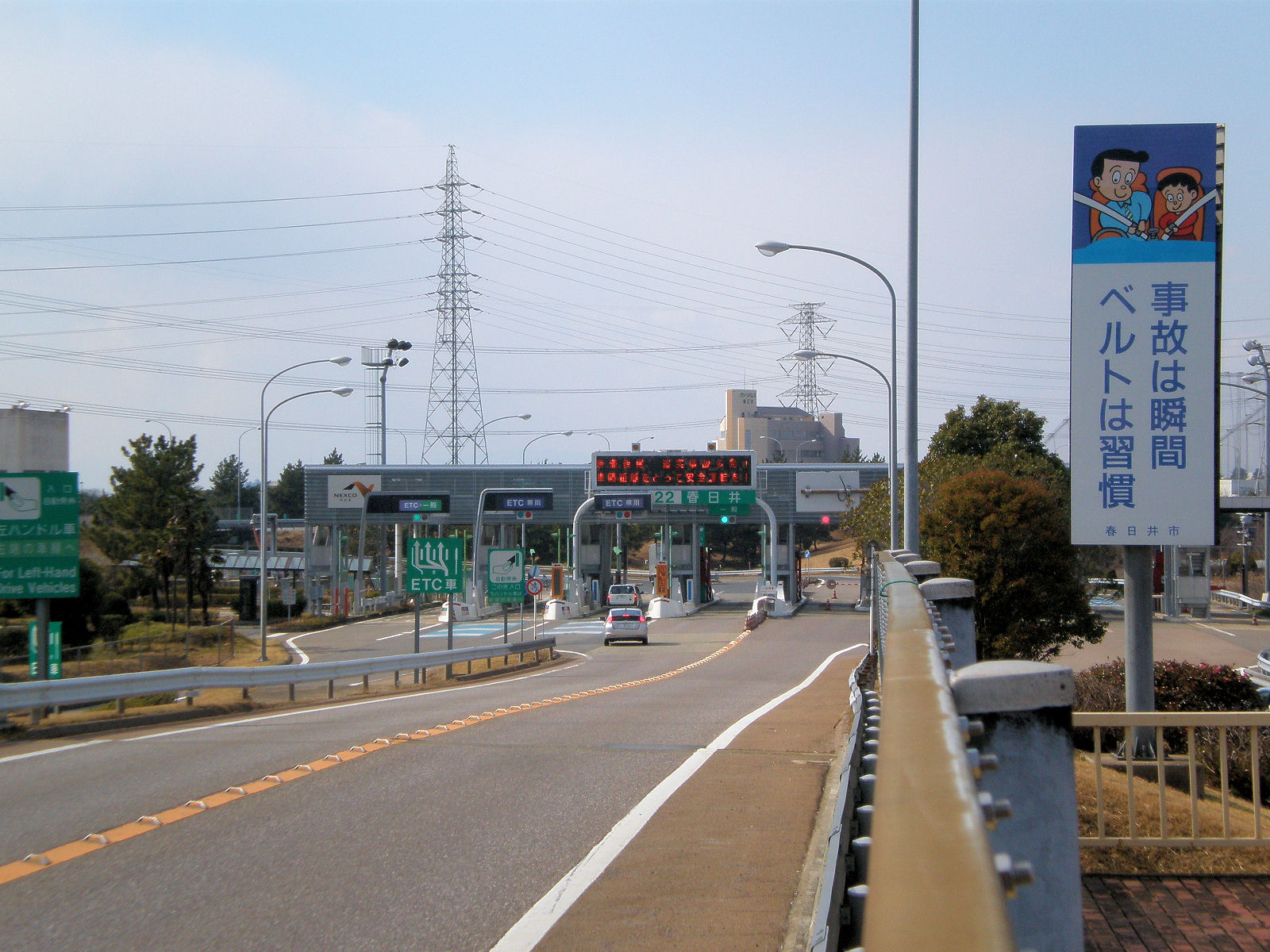
春日井IC

春日井駅前中央通り

#### 高速道路
- 東名高速道路
（名古屋市守山区）- (22)春日井IC -（小牧市）
- 中央自動車道
（小牧市）- 内津峠PA -（多治見市）
- 名古屋第二環状自動車道
（名古屋市守山区）- (10)松河戸IC - (11)勝川IC -（名古屋市北区）

#### 国道

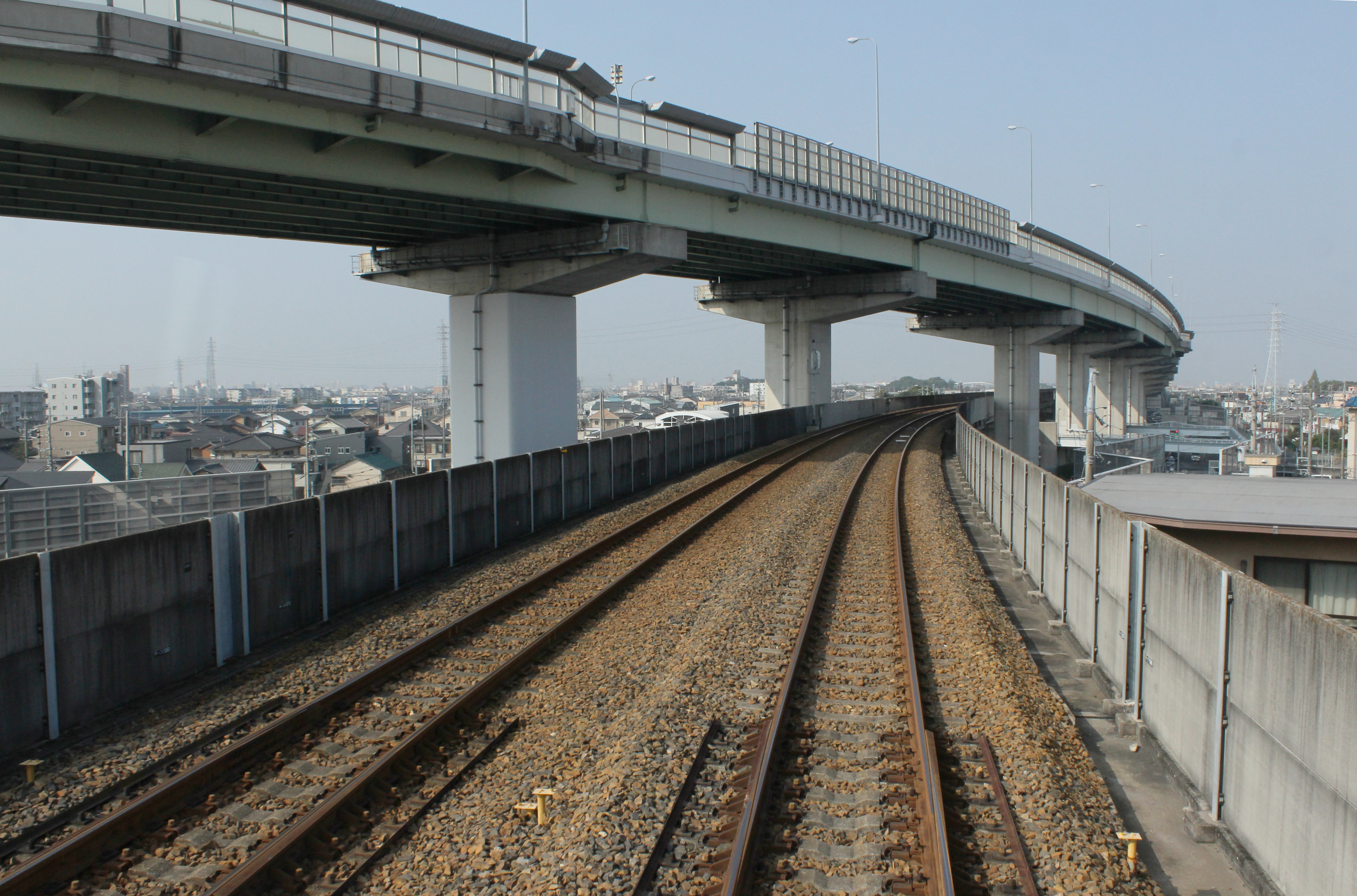
名古屋第二環状自動車道をアンダーパスする城北線

国道19号（春日井バイパス）

- 国道19号（春日井バイパス）
- 国道155号
- 国道302号（名古屋環状2号線）

#### 県道
主要地方道
- 愛知県道16号多治見犬山線
- 愛知県道25号春日井一宮線
- 愛知県道27号春日井各務原線
- 愛知県道30号関田名古屋線
- 愛知県道49号春日井犬山線
- 愛知県道53号春日井瀬戸線
- 愛知県道59号名古屋中環状線
- 愛知県道62号春日井稲沢線
- 愛知県道75号春日井長久手線

一般県道
- 愛知県道102号名古屋犬山線
- 愛知県道123号市之倉内津線
- 愛知県道162号松河戸西枇杷島線
- 愛知県道178号明知小牧線
- 愛知県道196号神屋味美線
- 愛知県道197号小牧春日井線
- 愛知県道198号一宮小牧線　（桃山町内他路線を重複する形で通過）
- 愛知県道199号高蔵寺小牧線
- 愛知県道201号南外山勝川停車場線
- 愛知県道204号春日井停車場線
- 愛知県道205号下半田川春日井線
- 愛知県道213号篠木尾張旭線
- 愛知県道214号松本名古屋線
- 愛知県道450号神領停車場線
- 愛知県道451号名古屋外環状線
- 愛知県道452号高蔵寺停車場線
- 愛知県道508号内津勝川線

市内の道路通称名
- 白山線
- 気噴線
- 廻間線
- 駅広線
- 桃花台春日井線
- 高山線
- 朝宮線
- 朝宮公園線
- ケローナ通り
- 上八田線
- 下八田線
- 東野線
- 弥生線
- 味美線
- 二子山線
- 惣中線
- 柏原線
- 下条線
- 道風線
- 如意申線

## 名所・旧跡・観光スポット

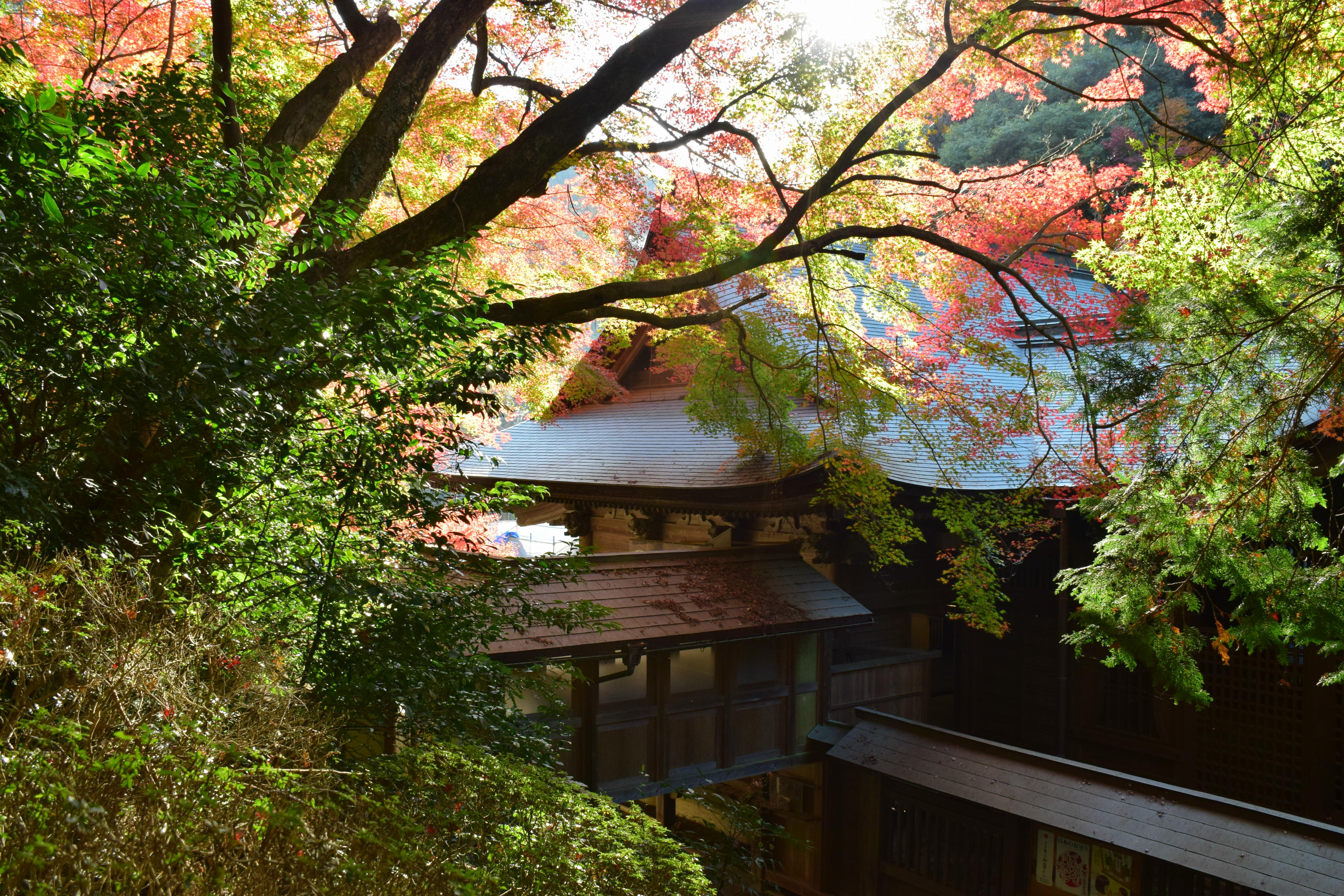
内々神社

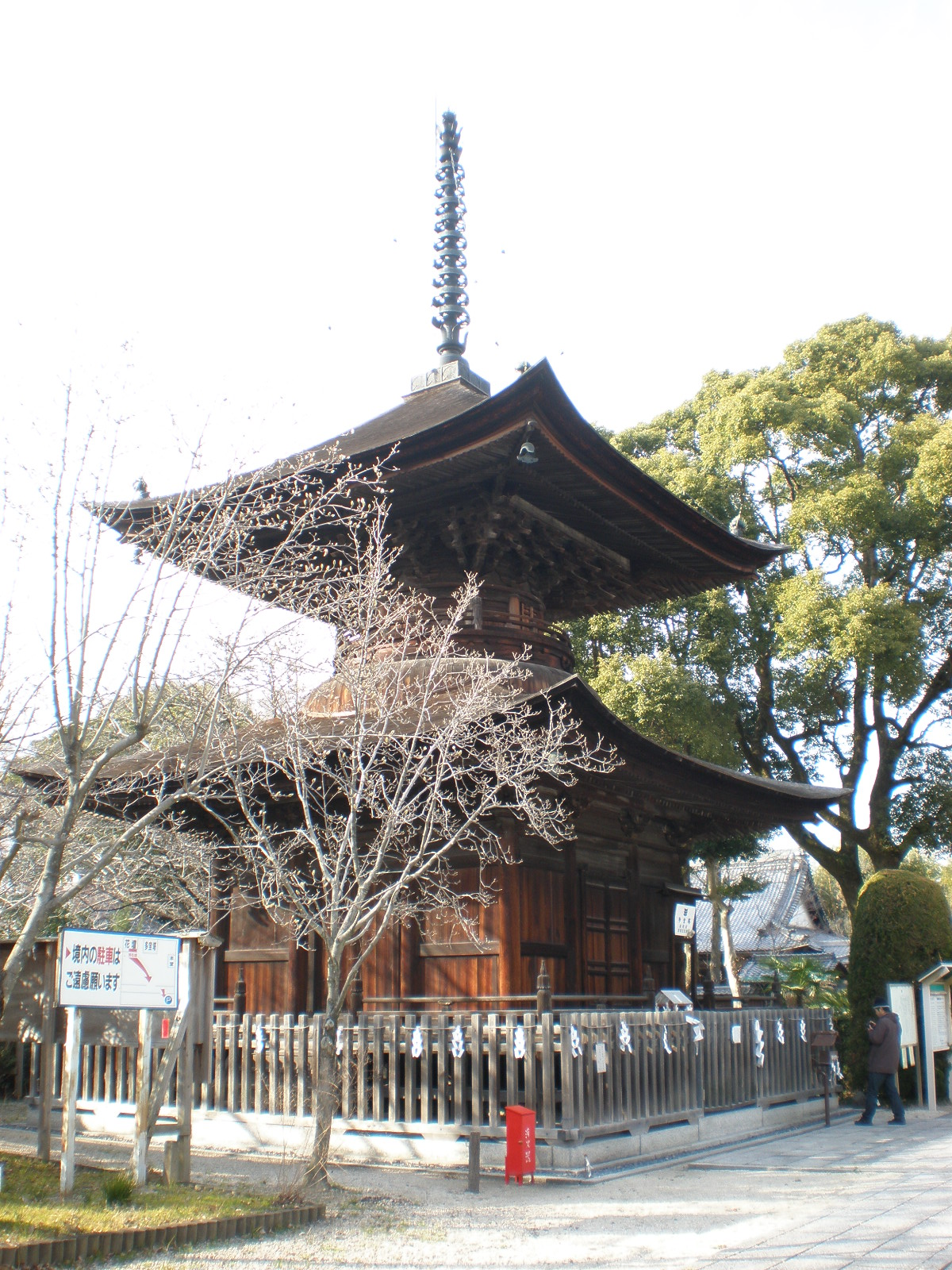
密蔵院多宝塔

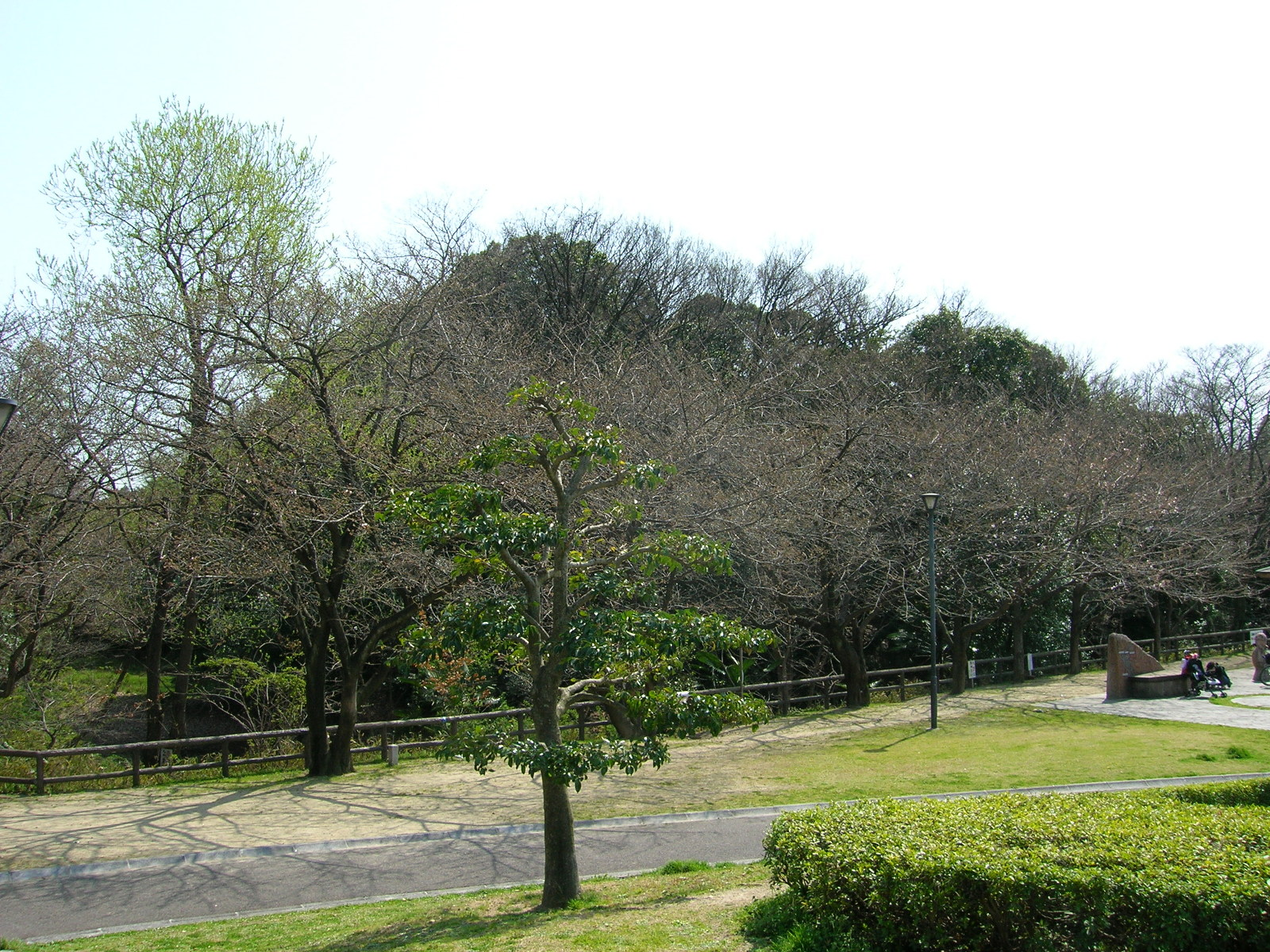
味美二子山古墳

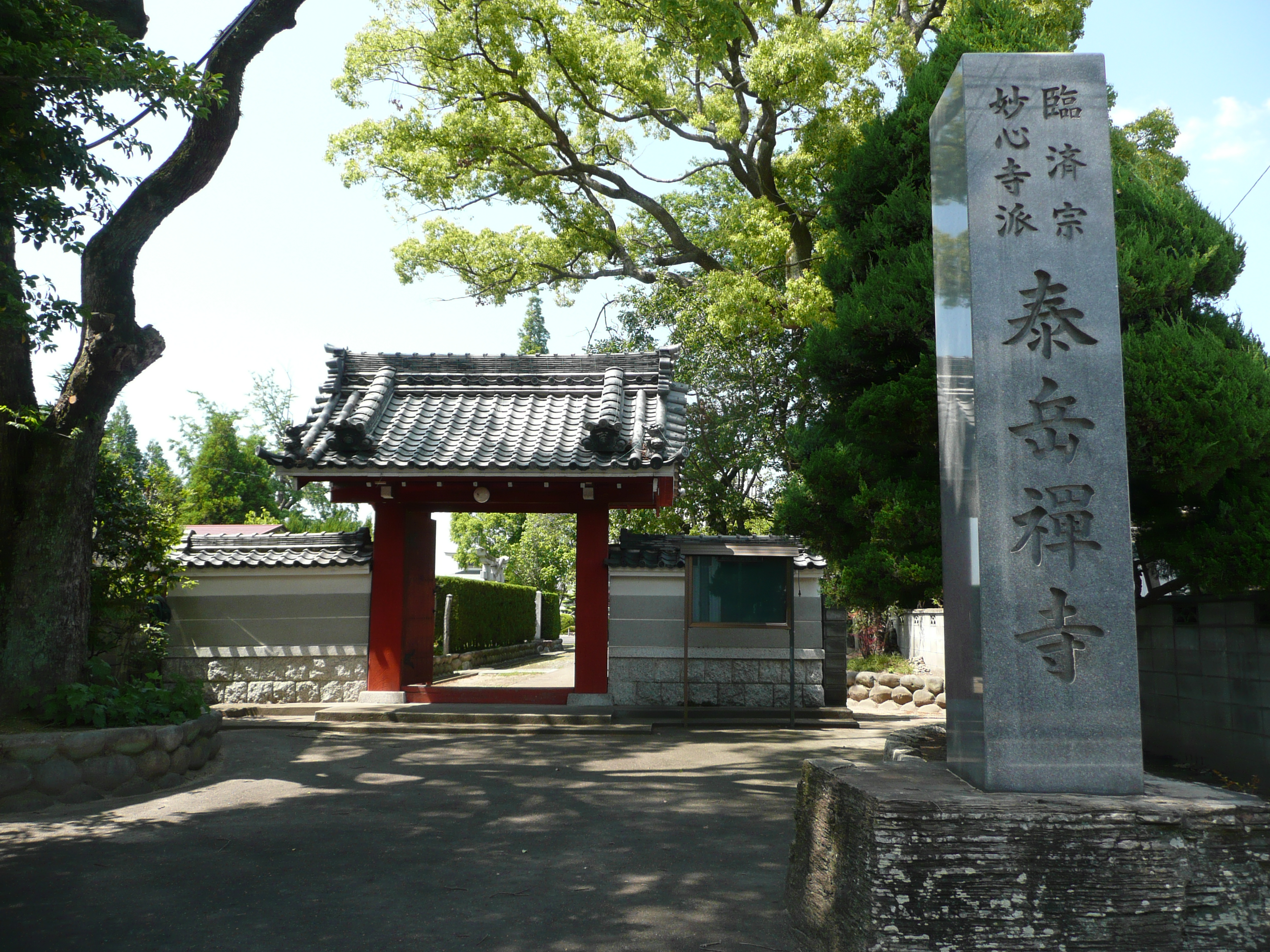
名古屋城三の丸清水口の赤門（泰岳寺山門）

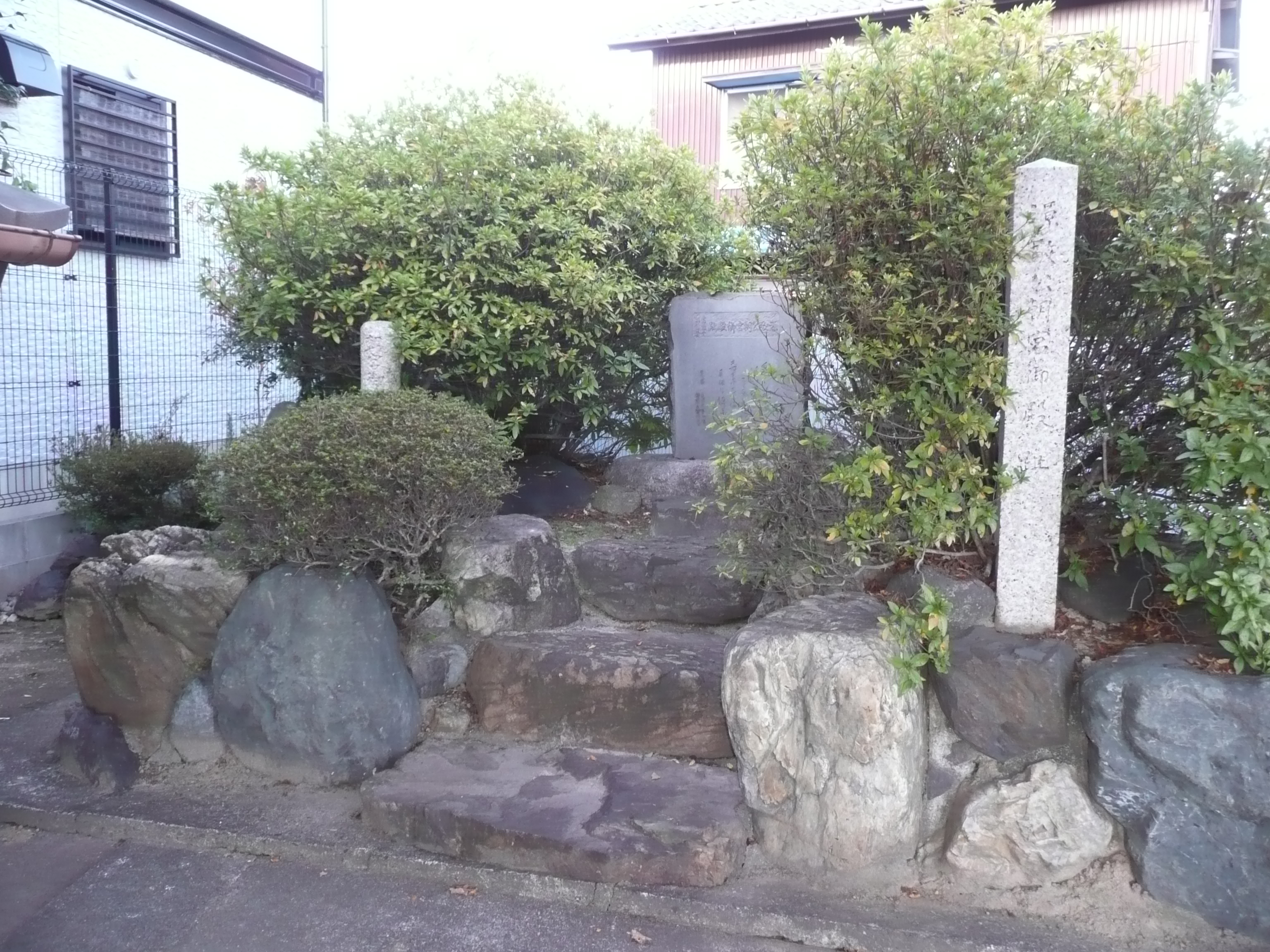
朝宮御殿

### 名所・旧跡
城郭・砦・屋敷
- 浅井氏宅址
- 大留城
- 上条城
- 吉田城（柏井城）
- 白山城
- 下大留城
- 日比野六大夫館
- 田楽砦

- * 浅井氏宅址
- 大留城
- 下大留城
- 上条城
- 田楽砦
- 吉田城（柏井城）

主な神社
- 内々神社 - 伝夢窓疎石作の庭園がある
- 松原神社
- 桃山八幡社
- 伊多波刀神社
- 日吉神社
- 白山神社（二子町）
- 白山神社（白山町）
- 天神社（勝川町）
- 八幡社（柏井町）
- 天神社（牛山町）
- 愛宕社
- 小木田神社
- 五社大明神社
- 岩船神社
- 坂下神社
- 天王社・津島神社・津島社
- 御嶽神社・御嶽社
- 熊野神社

主な寺院

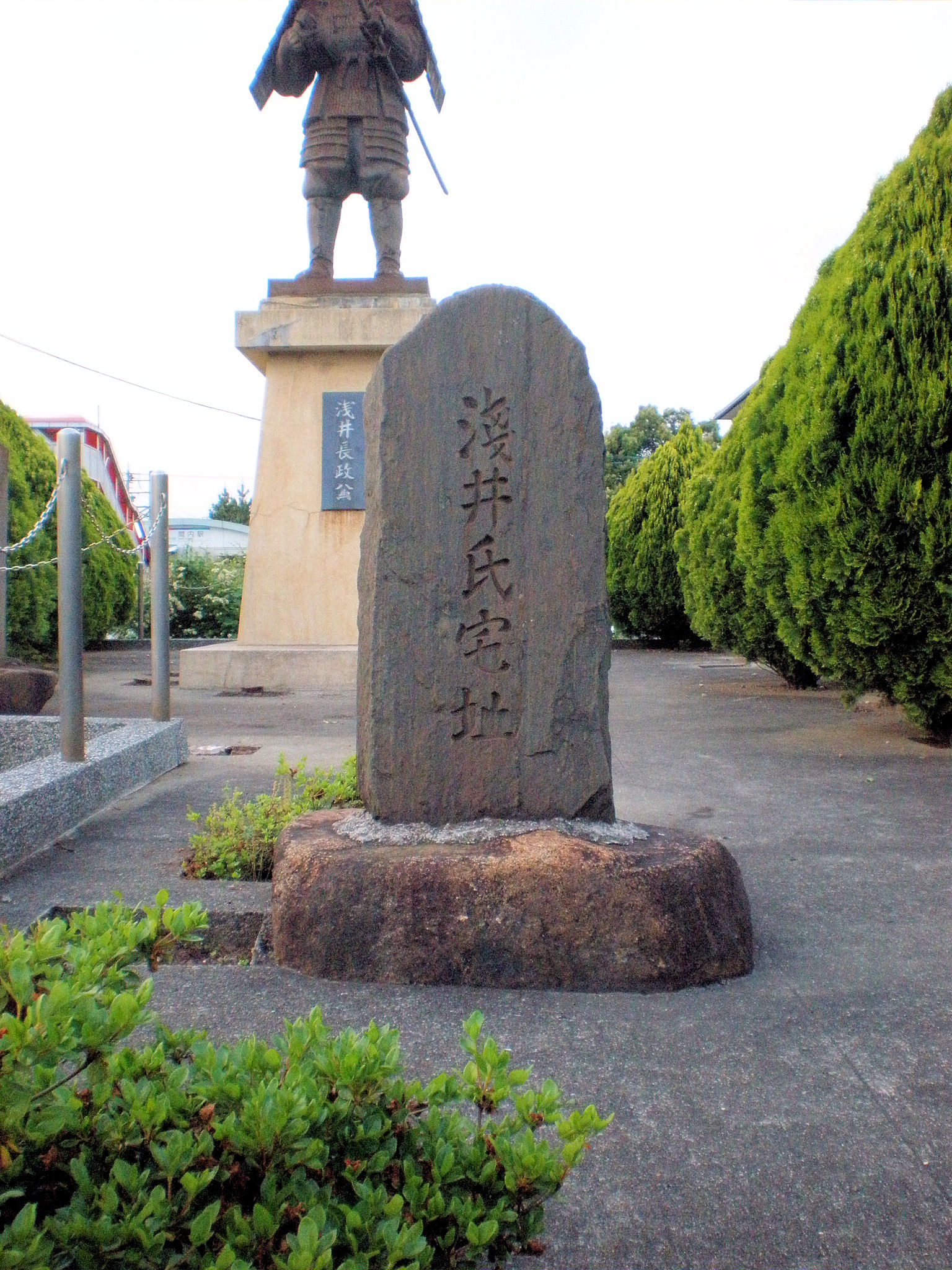
- 浅井氏宅址
大留城
下大留城
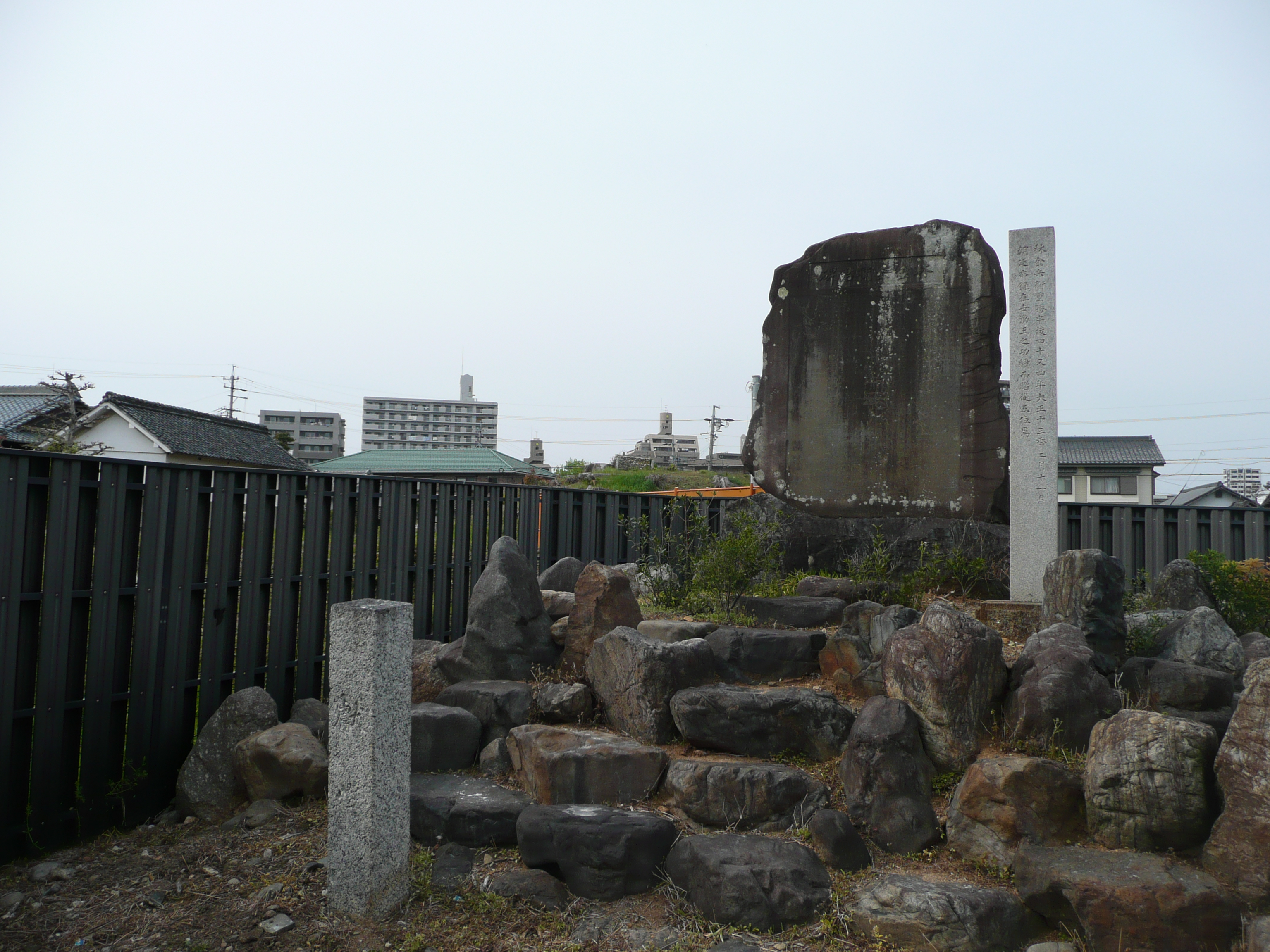
上条城
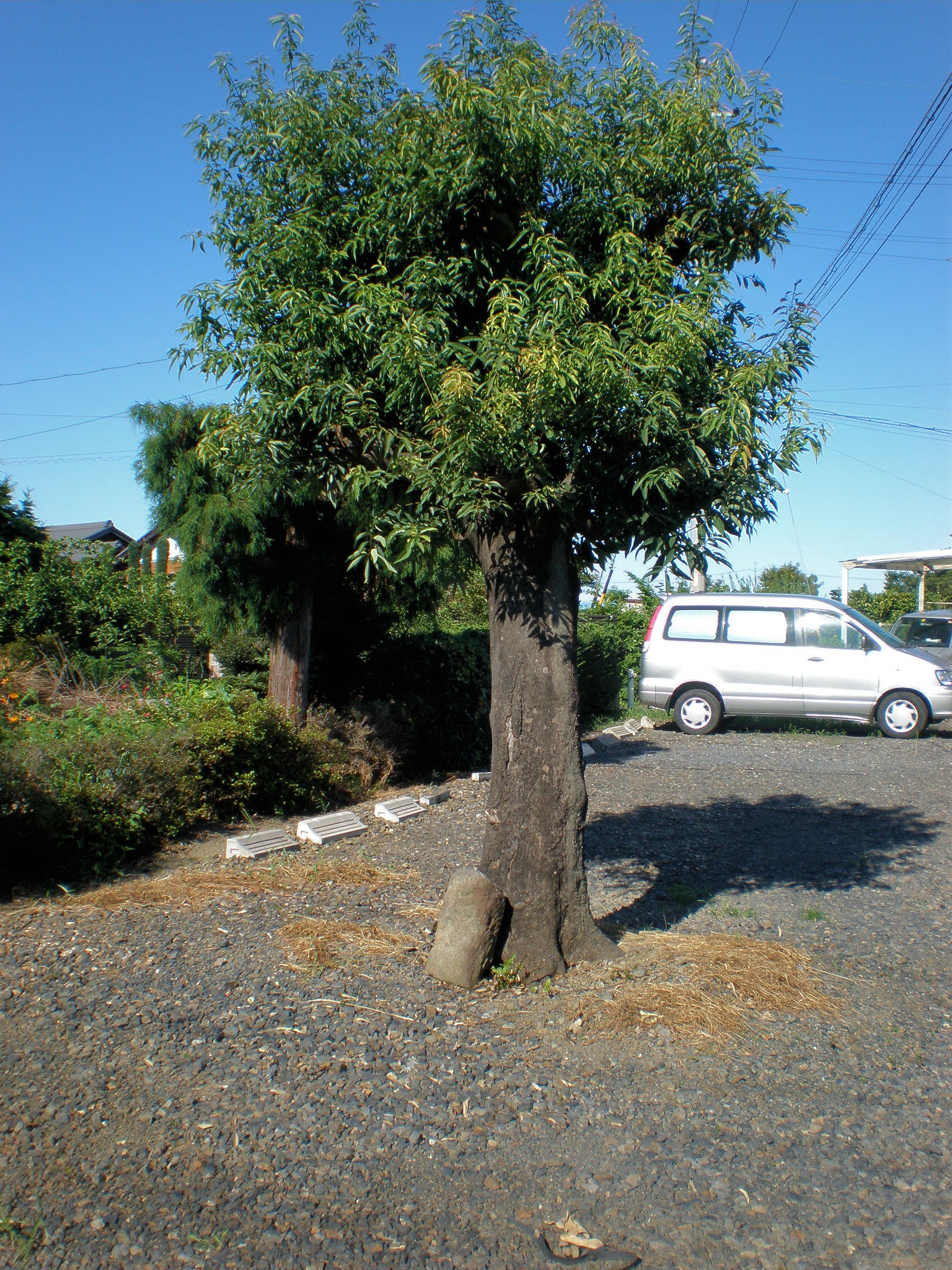
田楽砦
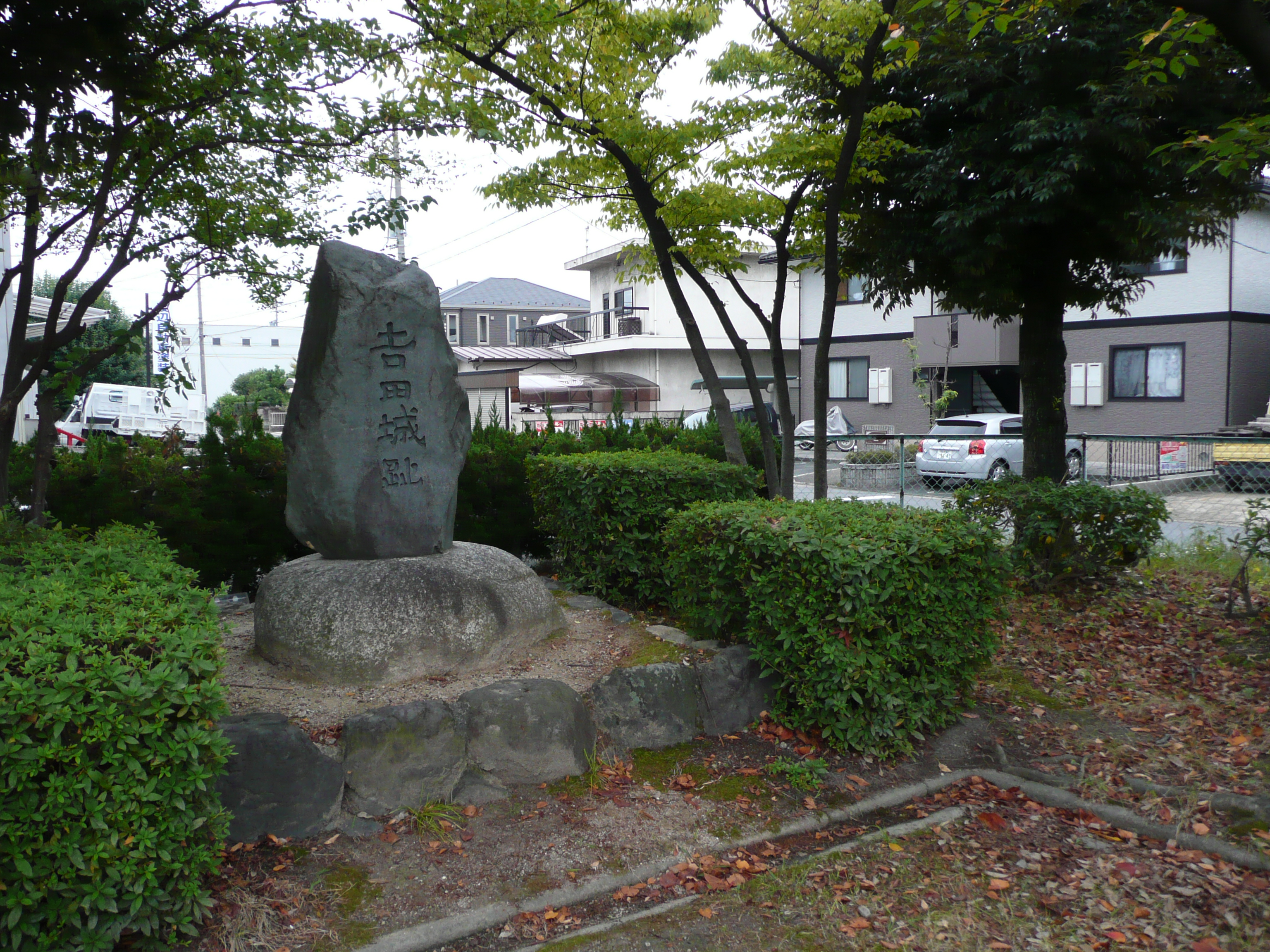
吉田城（柏井城）

- 円福寺 - 白山神社（養老7年（723年）創建を伝える古刹 八百比丘尼伝説ゆかりの地）
- 高蔵寺 - 933年創建を伝える天台宗の寺院
- 新徳寺
- 泰岳寺
- 密蔵院 - 多宝塔は重要文化財
- 林昌院
- 退休寺
- 瑞雲寺
- 林昌寺（林島町）
- 林昌寺（外之原町）
- 麟慶寺
- 行者寺
- 慈眼寺（鳥居松町）
- 太清寺

遺跡
- 二子山古墳
- 下原古窯跡群
- 愛岐トンネル群

街道
- 下街道
  - 勝川宿 - 和泉宿 - 内津宿
  - 坂下御殿
- 上街道
  - 朝宮御殿
- 巡見道
- 玉野街道

### 観光スポット
- 弥勒山 - 道樹山（東海自然歩道）
- 十五の森
- 五社大明神

公園
- 朝宮公園

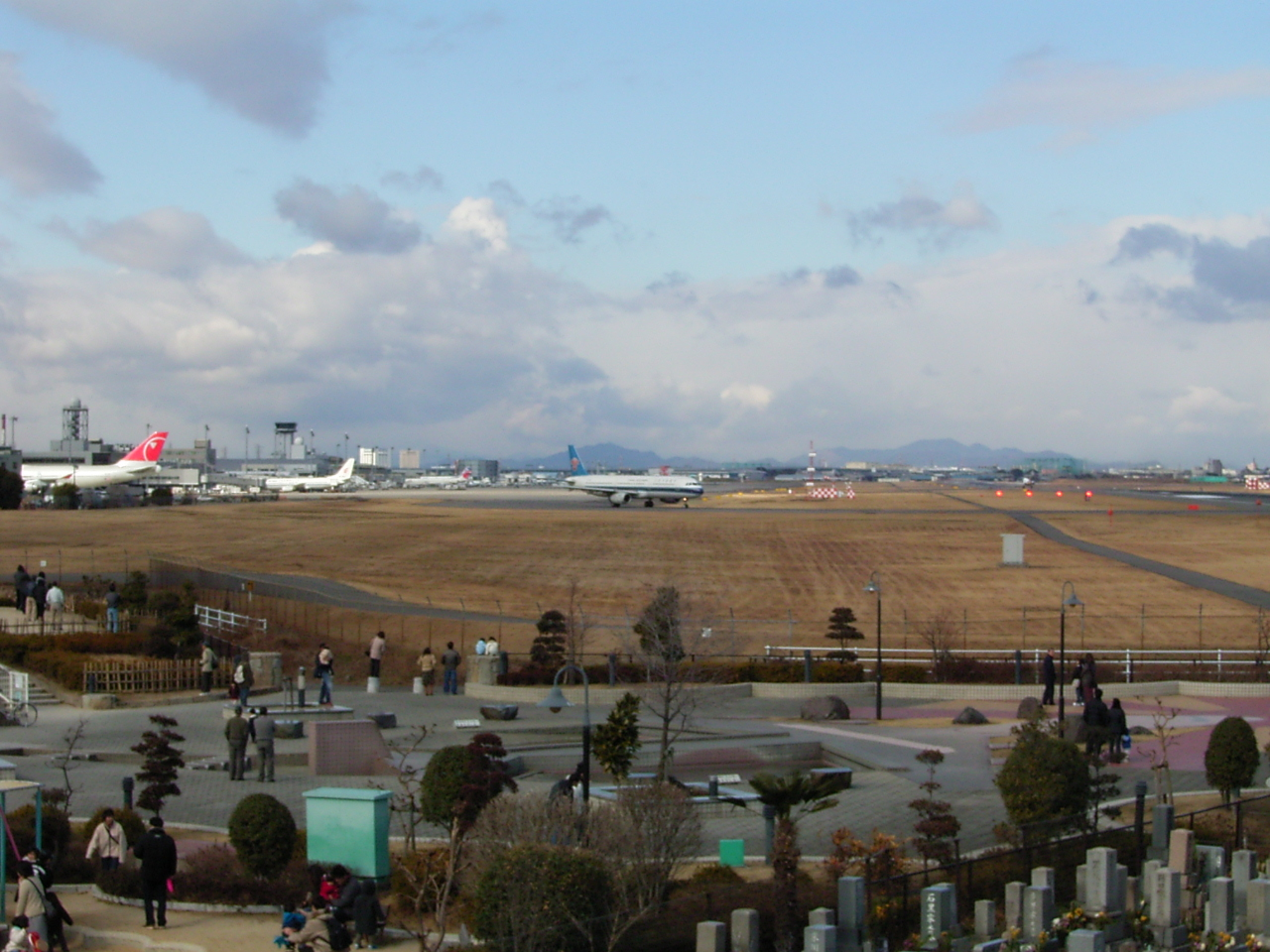
エアフロントオアシス
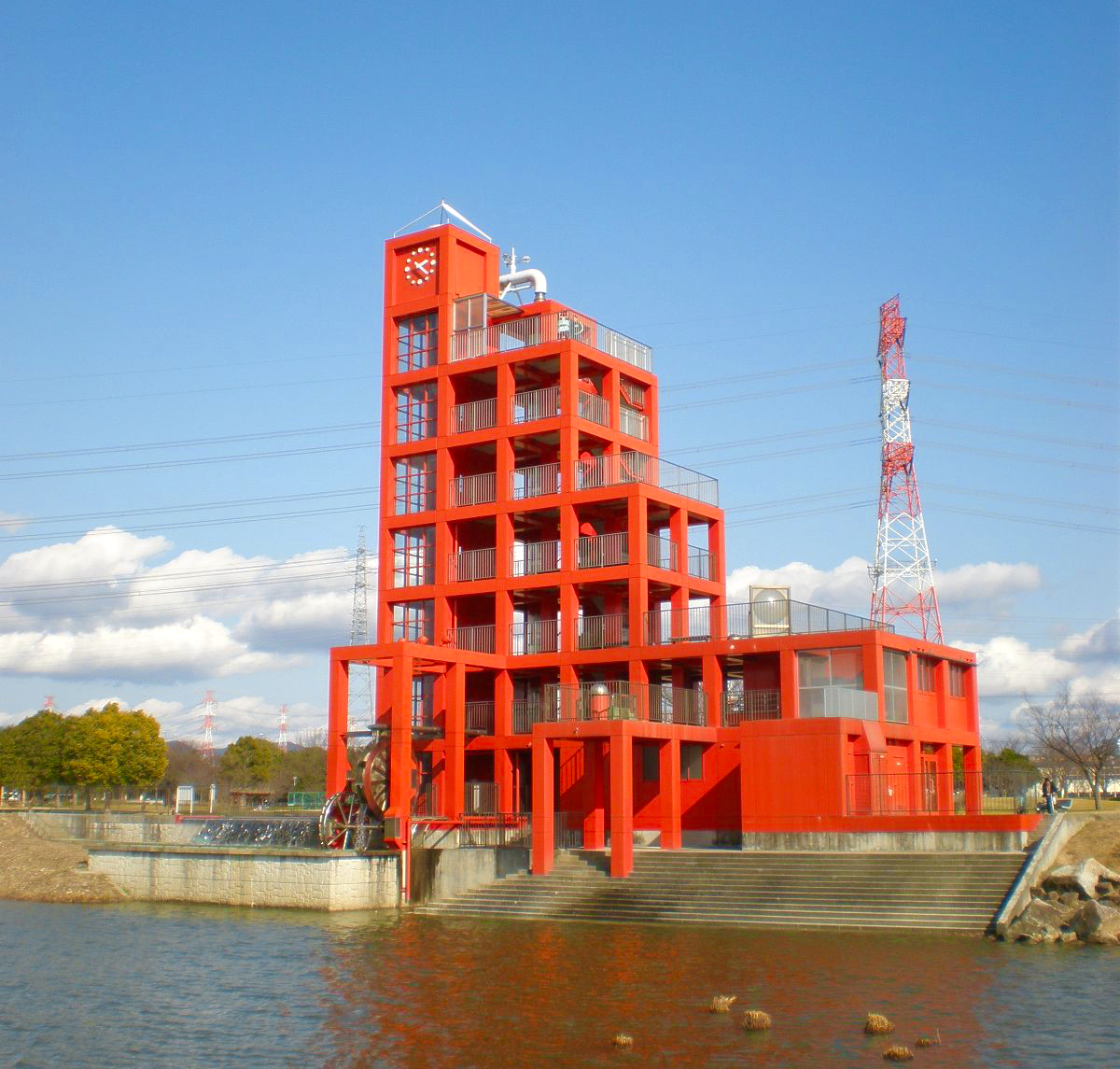
落合公園
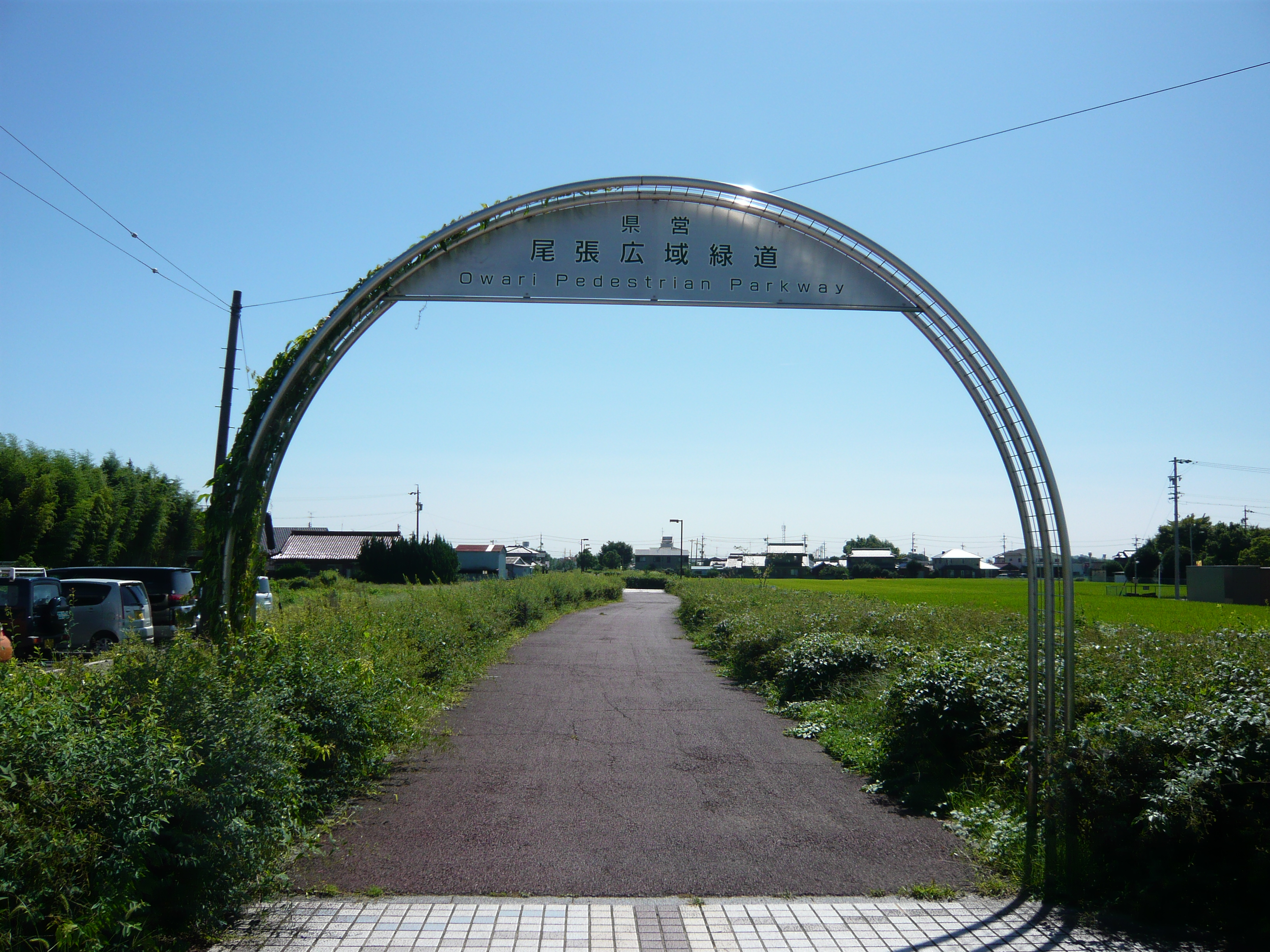
尾張広域緑道
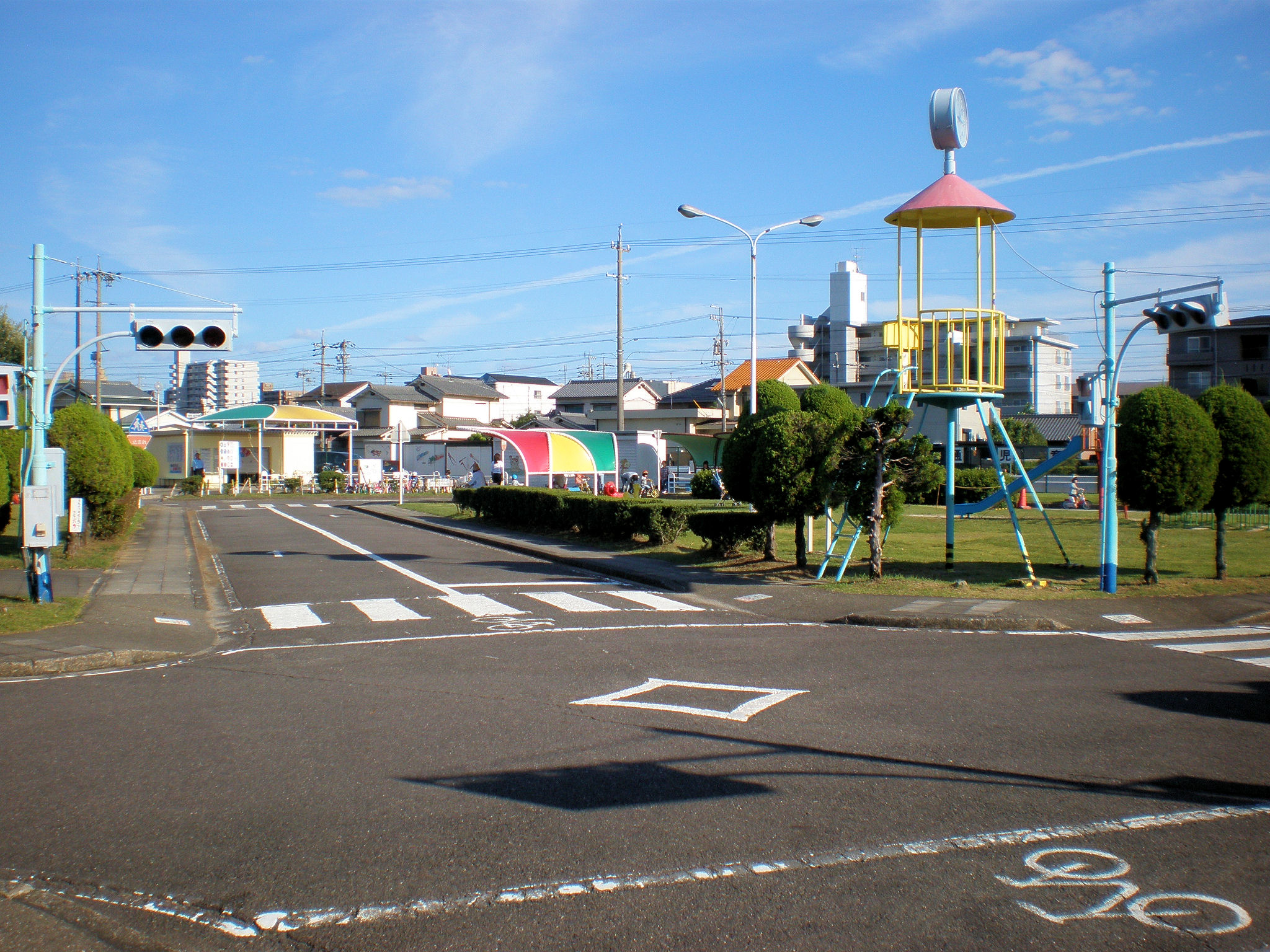
春日井市交通児童遊園
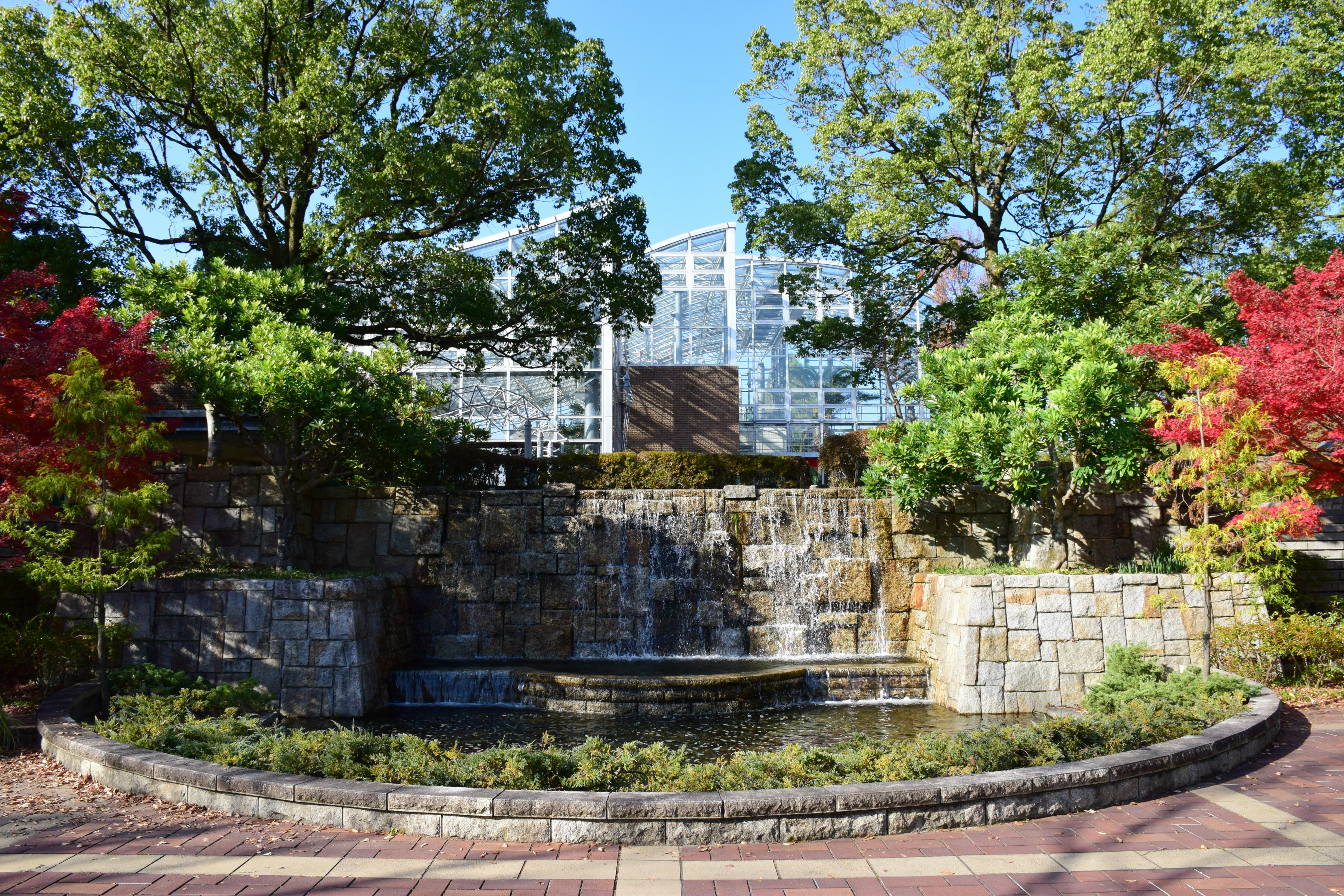
春日井市都市緑化植物園
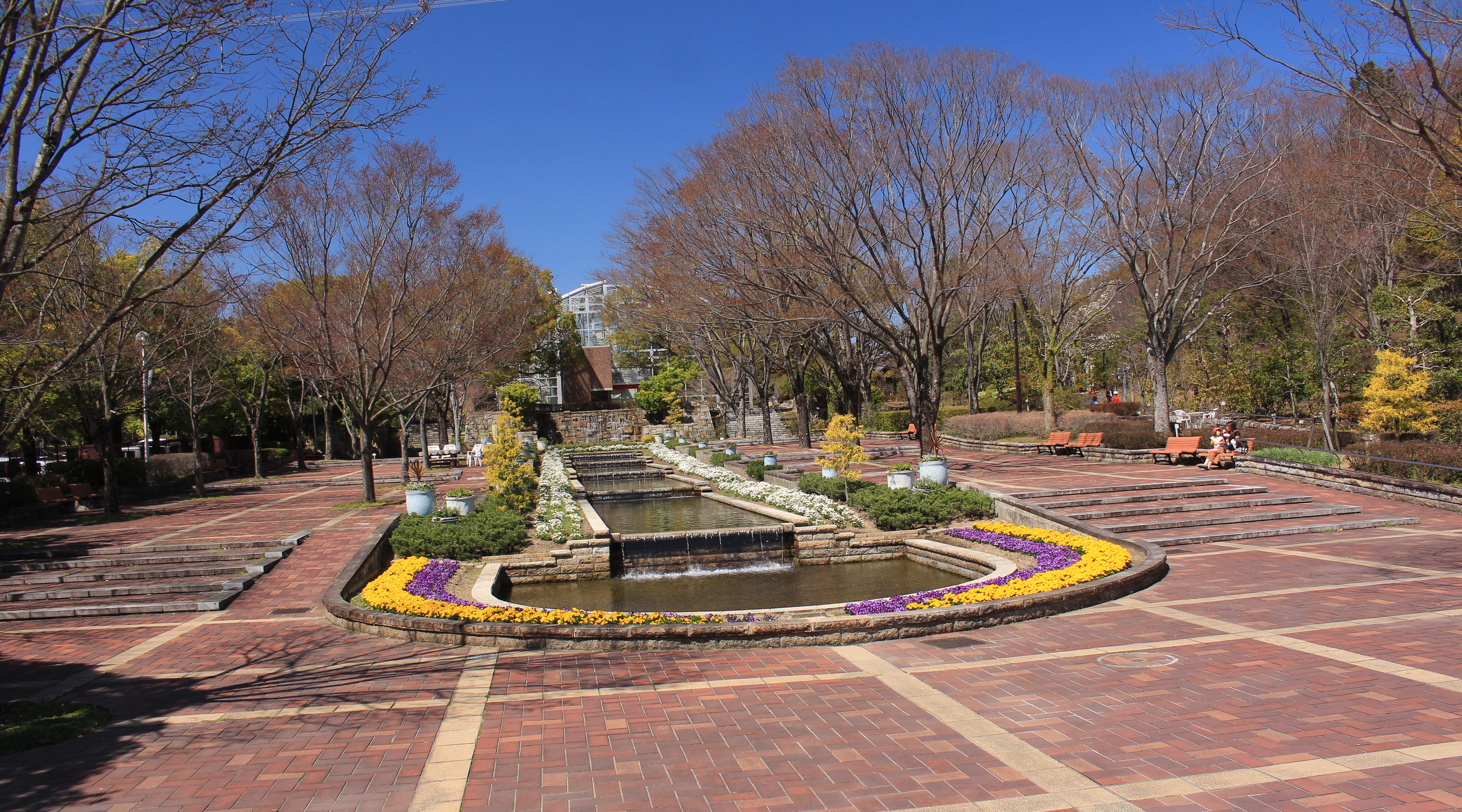
グリーンピア春日井

- 春日井市少年自然の家
- 潮見坂平和公園
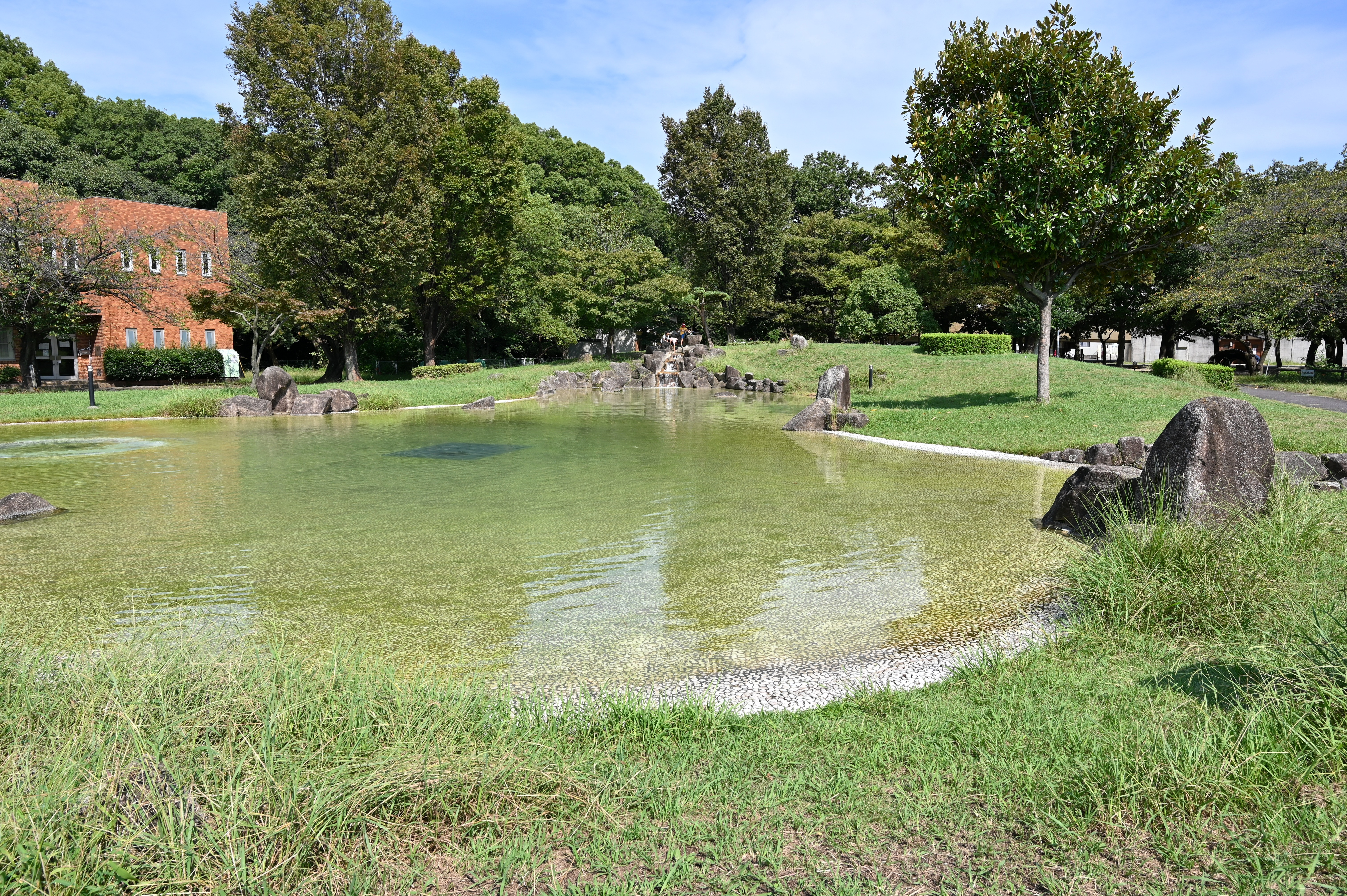
二子山公園（日本の歴史公園100選）
- 藤山公園

- エアフロントオアシス
- 落合公園
- 尾張広域緑道
- 春日井市交通児童遊園
- 春日井市都市緑化植物園
- グリーンピア春日井
- 二子山公園

## 文化・名物

春日井まつり

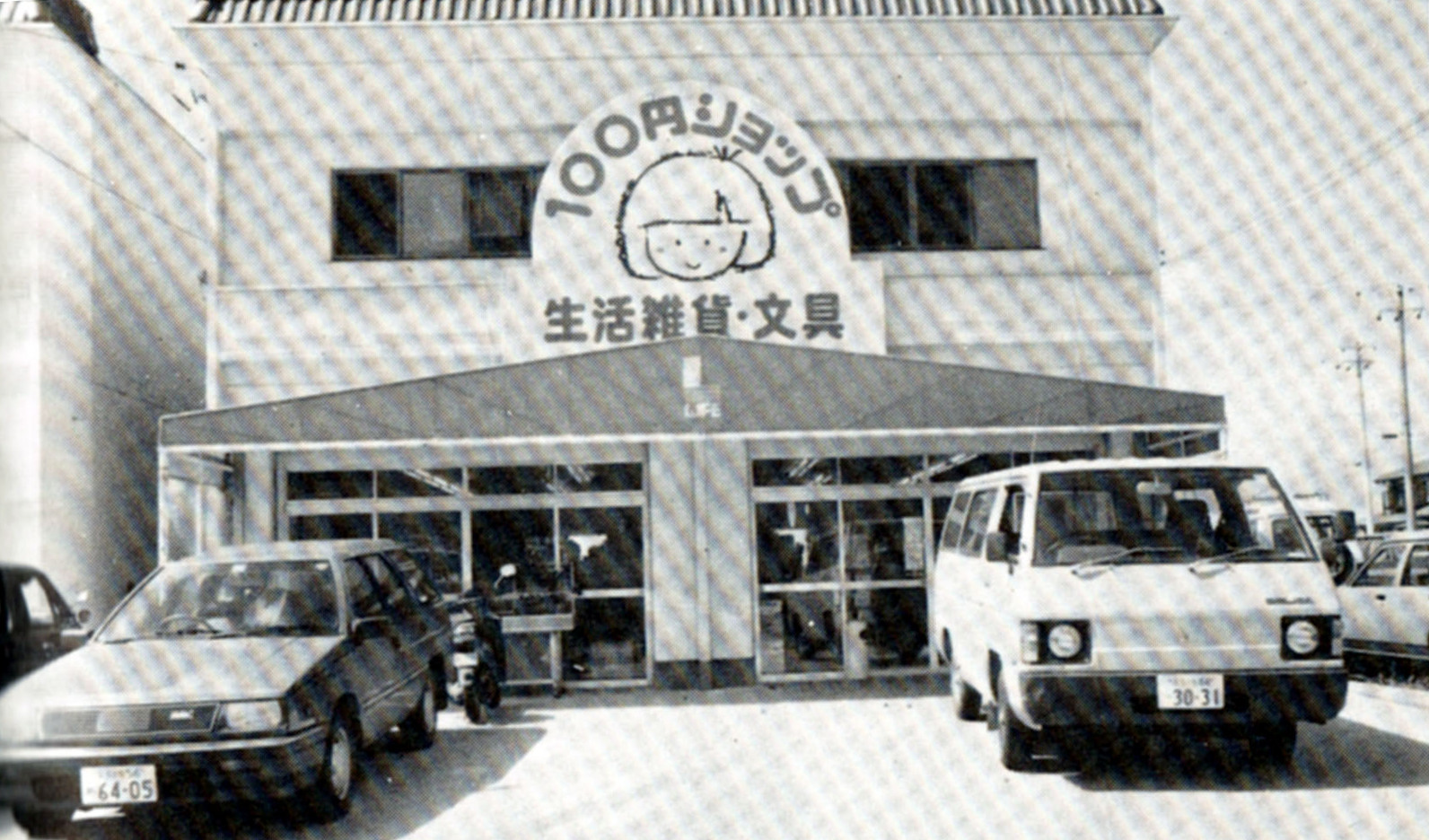
日本初の100円ショップ LIFE春日井店（1985年オープン）

### 文化財
国指定文化財
- 重要文化財（建造物）: 密蔵院多宝塔（所有者：密蔵院）
- 重要文化財（彫刻）: 木造薬師如来立像（所有者：密蔵院）
- 重要文化財（絵画）: 絹本著色聖宝像（所有者：林昌院）
- 史跡: 二子山古墳（管理者：春日井市）

県指定文化財
- 建造物　内々神社社殿（3棟）附棟札11枚（所有者：内々神社）
- 絵画: 紙本墨画縄衣文殊画像（所有者：瑞雲寺）
- 絵画: 絹本著色呂洞賓の図（所有者：瑞雲寺）
- 絵画: 絹本著色兜率天曼荼羅（所有者：密蔵院）
- 絵画: 絹本著色天台大師像（所有者：密蔵院）
- 絵画: 絹本著色千手観音菩薩像（所有者：密蔵院）
- 彫刻: 木造大日如来座像（所有者：麟慶寺）
- 彫刻: 銅製仁王像（2躯）（所有者：密蔵院）
- 彫刻: 木造十一面観音立像（所有者：密蔵院）
- 工芸: 梵鐘（所有者：林昌寺）
- 工芸: 礼盤（2基）（所有者：密蔵院）
- 書跡: 麗花集断簡（八幡切）つとめてまへの（所有者：春日井市）
- 史跡: 小野道風誕生伝説地（管理者：春日井市）
- 史跡: 味美白山神社古墳・御旅所古墳（管理者：白山神社）
- 名勝: 内々神社庭園（所有者：内々神社）
- 無形民俗文化財　小木田の棒の手（伝承者：小木田町源氏天流関田棒の手保存会）

市指定文化財
2019年2月現在73件。「市指定文化財一覧」『春日井市公式Webページ』（更新日2019年2月27日）を参照。

### 祭事・催事
- わいわいカーニバル
- サボテンフェア
- 春日井市民納涼まつり
- 春日井まつり
- ハニワまつり
- 春日井名物グルメ王座決定戦
- 全国高等学校剣道選抜大会

### 伝説・伝承
- 子福観音
- 黒白の狐-林昌寺縁記
- 曽呂利惣八
- おとまが渕
- 八百比丘尼
- 日本武尊と地名
- 子取り池

### 発祥
- 「日本のコンビニエンスストア発祥の地」 - ココストア1号店（タックメイトに転換後、2016年11月17日に閉店）
- 「日本初の100円ショップ」 - 有限会社ライフ

### スポーツ
| 名称           | 競技種目 | 所属リーグ                 | 本拠地                                      | 運営会社・団体           | 設立               |
| -------------- | -------- | -------------------------- | ------------------------------------------- | ------------------------ | ------------------ |
| 王子硬式野球部 | 野球     | 日本野球連盟（社会人野球） | 王子製紙春日井工場グラウンド                | 王子ホールディングス     | 1957年（昭和32年） |
| 春日井クラブ   | サッカー | 東海社会人サッカーリーグ   | 朝宮公園競技場･春日井市総合体育館グラウンド | 愛知県立春日井高等学校OB | 1971年（昭和46年） |

## 出身著名人

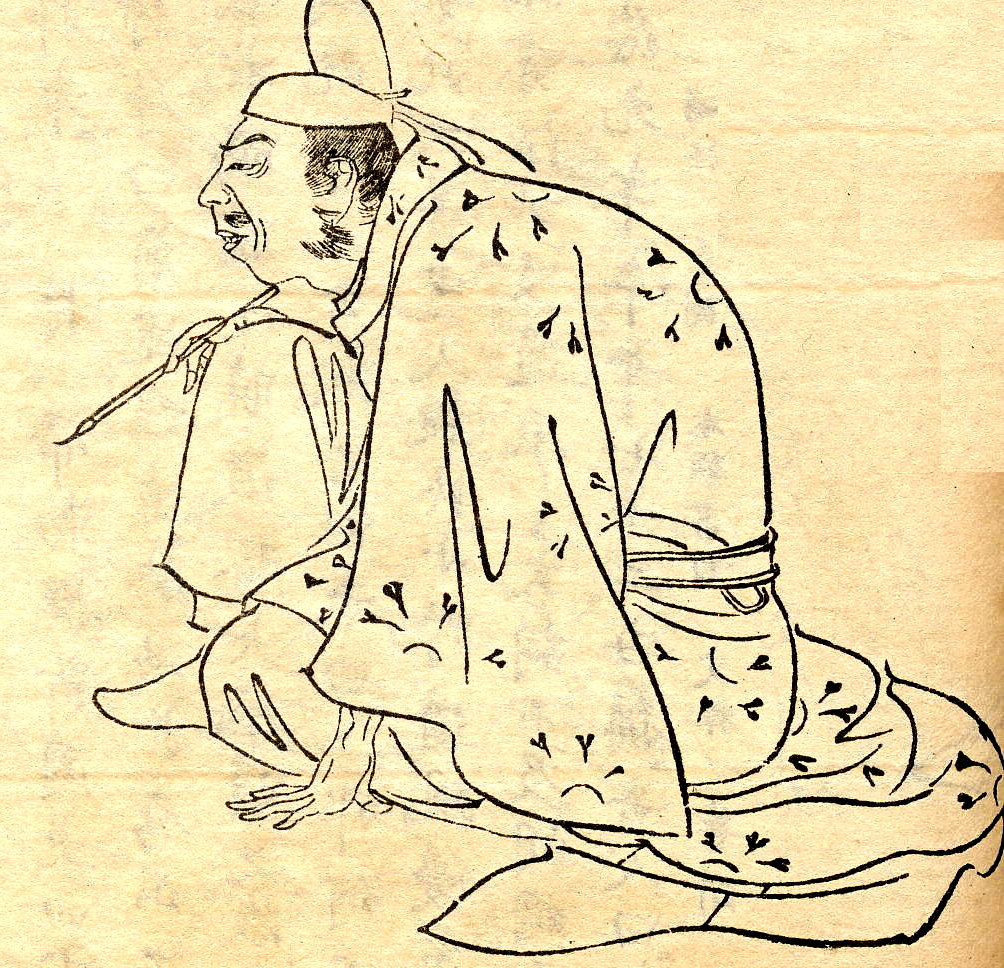
小野道風

### 歴史上の人物
- 小野道風（平安時代の書家、三跡の一人）
- 林金兵衛（初代東春日井郡長、地租改正反対運動の指導者、草薙隊隊長）
- 日比野五鳳（書家、昭和の三筆の一人）
- 森川宏映（住職、第257世天台座主）

### 実業家
- 安慶陽（経営コンサルタント、パワープラント代表取締役）-『孔子経営手帳』で知られる。
- 林要（『GROOVE X』創業者、CEO代表取締役）

### 文化人
- 市原えつこ（メディアアーティスト、妄想インベンター）
- 伊藤智彦（アニメーション演出家、監督）
- 稲垣高広（藤子不二雄研究家、漫画研究家）
- 稲田豊史（ライター、コラムニスト、編集者）
- 内匠慧（ピアニスト）春日井広報大使
- 神野正史（予備校講師）
- 辻宏（パイプオルガン建造家、オルガン奏者）
- 長谷川和夫（医学者、精神科医、認知症医療の第一人者、聖マリアンナ医科大学名誉教授）
- 長谷川岳（総務副大臣、YOSAKOIソーラン祭り組織委員会専務理事）
- 馬場淳史（津軽三味線奏者）春日井広報大使
- 松浦純（ドイツ文学者、東京大学名誉教授）
- 室田伊緒（将棋女流棋士）春日井広報大使
- 森本理子（将棋女流棋士）
- 清川耕史（カメラマン、撮影監督）

### 政治家
- 丹羽秀樹（自由民主党衆議院議員）
- 田中斉（元衆議院議員、明治大学教授、國民新聞代表取締役）
- 森本和義（元衆議院議員）

### スポーツ選手

#### 野球
- 風岡尚幸（元プロ野球選手）元阪神タイガース所属
- 加藤壮太（元プロ野球選手）元読売ジャイアンツ所属
- 高橋源一郎（高校野球指導者）
- 堂上剛裕（元プロ野球選手）元中日ドラゴンズ・読売ジャイアンツ所属
- 堂上直倫（元プロ野球選手）元中日ドラゴンズ所属
- 萩原麻子（元女子プロ野球選手）
- 松澤裕介（元プロ野球選手）元読売ジャイアンツ所属
- 水野祐希（元プロ野球選手）元東京ヤクルトスワローズ所属
- 吉納翼（プロ野球選手）東北楽天ゴールデンイーグルス所属

#### サッカー
- 鮎川峻（サッカー選手）大分トリニータ所属。
- 伊藤翔（サッカー選手）横浜FC所属。
- 児野楓香（サッカー選手）愛媛FCレディース所属。
- 神丸洋一（元サッカー選手）
- 近藤友喜（サッカー選手）北海道コンサドーレ札幌所属。
- 杉森考起（サッカー選手）愛媛FC所属。
- ピサノ・アレックス幸冬堀尾（サッカー選手）名古屋グランパス所属。
- 藤井陽也（サッカー選手）名古屋グランパス所属。

#### その他のスポーツ
- 明瀬山光彦（大相撲力士）
- 石黒将之（ハンドボール選手）
- 井関信介（ラグビー選手）
- 今井貴大（騎手）
- 加藤園子（OZアカデミー所属プロレスラー）
- 清水一輝（自転車競技・マウンテンバイクレース選手）
- 立浪耐治（大相撲・立浪部屋親方・小結旭豊）
- 長澤奏喜（ラグビー登山家）
- 平見真彦（競艇選手）
- 本田憲子（全日本女子バレーボール選手、東洋の魔女）
- 松村亜矢子（アーティスティックスイミング選手 2008年北京オリンピック代表）春日井広報大使
- 武藤涼太（プロボクサー）
- 小椋研介（日本中央競馬会 (JRA)調教師）

### アナウンサー・メディア
- 浅井僚馬（NHKアナウンサー）
- 小玉晋平（四国放送アナウンサー）
- 竹田太郎（映画・テレビ・イベント・プロダクトデベロップメント プロデューサー）
- 松本基弘（テレビ朝日プロデューサー）
- 水野雅之（毎日放送プロデューサー、ディレクター）
- 向井一弘（NHKアナウンサー）
- 山崎聡子（東海ラジオアナウンサー、ディレクター）
- 福永美春  (フリーアナウンサー)

### 芸能人
- 葵千智（モデル）
- 奥田瑛二（俳優、映画監督）
- 神家正成（作家）
- カンパニー松尾（AV監督）
- 木﨑ゆりあ（女優、元AKB48・元SKE48）
- 佐藤二朗（俳優、脚本家、映画監督） - 育ちは東郷町
- 佐藤仁美（女優、タレント）
- 豊本明長（お笑いタレント、東京03のメンバー）春日井広報大使
- postman（バンド）
- マイ（歌手、ハッカドロップス）
- ベーグル吉村（お笑い芸人、ポメランのメンバー）
- MASH（ヒップホップミュージシャン）
- 松井珠理奈（女優、元SKE48）春日井広報大使
- 松崎悦子（歌手、チェリッシュのメンバー）春日井広報大使グループで委嘱
- 向田茉夏（元アイドル、元SKE48）
- 田中琴 (PRODUCE 101 JAPAN THE GIRLS出身、アーティスト、MYERAのメンバー)

## 春日井広報大使
出典：
- 飯田みち代（ソプラノ歌手）
- 井原慶子（レーシングドライバー）
- 鹿島忠（元プロ野球選手・野球解説者）
- タクマ（DJ＆マジシャン）
- 内匠慧（ピアニスト）
- 田中大貴（イリュージョニスト）
- 豊本明長（お笑いトリオ　東京03）
- 萩原智子（シドニーオリンピック競泳日本代表）
- 馬場淳史（津軽三味線奏者）
- 松井珠理奈（タレント・アーティスト）
- 松崎好孝・松崎悦子（チェリッシュ）
- 松村亜矢子（北京オリンピック シンクロナイズドスイミング(アーティスティックスイミング)日本代表）
- 宮本忠博（タレント）
- mirei（モデル・タレント）
- 室田伊緒（公益社団法人日本将棋連盟女流棋士）
- 桃乃カナコ（保育士シンガーソングライター）

## マスコットキャラクター
- 春日井サボテンイメージキャラクター（春代・日丸・井之介）
- 道風くん

## 春日井市が舞台の作品
- やんちゃギャルの安城さん[28] - 加藤雄一による漫画作品。